# 西南戦争

薩軍と官軍の進路

西南戦争（せいなんせんそう）は、1877年（明治10年）1月29日から9月24日に現在の熊本県・宮崎県・大分県・鹿児島県において西郷隆盛を盟主にして起こった士族による武力反乱。明治初期に起こった一連の士族反乱の中でも最大規模のもので、日本最後の内戦でもある。西南の役（せいなんのえき）または丁丑の役（ていちゅうのえき）ともいう。

## 概要
西南戦争は1877年（明治10年）1月に勃発し、官軍に鎮圧され同年9月に西郷が自決して終結した。
西郷隆盛は征韓論に敗れると参議を辞し、1873年（明治6年）10月に鹿児島へ帰郷したが、これに従って桐野利秋、篠原国幹、別府晋介ら鹿児島出身の官僚や軍人約600人も帰郷した。鹿児島では将来の一大事に備えて集まる場所がほしい、あるいは将来のために学校を設けて教育をしたいという要望があり、西郷の了承を得て1874年（明治7年）6月に鹿児島城厩跡に私学校が設立されたが、学校といっても銃隊学校と砲隊学校からなる士族向けの兵学校であった。
一方、秩禄処分や廃刀令への士族の不満は大きく、1876年（明治9年）には熊本で神風連の乱、萩で萩の乱も起きていた。また不景気と豊作が重なって米の値段も下落していたため、各地で農民一揆が発生していた。
1877年（明治10年）1月下旬、鹿児島での反政府的な動きを心配していた新政府側は、鹿児島の草牟田の弾薬庫から弾薬等を深夜に密かに搬出したが、この動きに反発した一部の私学校徒が施設を襲撃して1月29日夜から2月1日にかけて武器弾薬を奪取する事件が発生した。
遊猟中の根占から帰った西郷は、私学校幹部が提案した率兵上京を承認し、2月15日に西郷隆盛らの本隊（1・2番隊）総勢1万3千人が鹿児島を出発した。
北上の際に通過する熊本にある熊本鎮台の司令官は谷干城が務めており、西郷は軍勢を通過できるようにしてほしいと要請したが、東京熊本間にはすでに電信が敷設されており、新政府側から抗戦するようすでに命令を受けていた谷は西郷の要請を拒否して籠城した。薩軍は熊本城長囲と小倉急襲に部隊を分け、急襲部隊は熊本平野から小倉に通じる主要な3街道（北方から反時計まわりに参勤交代路である豊前街道、三池往還、吉次往還）に別れて進軍したが、新政府側も小倉から乃木希典少佐が率いる第14連隊が先遣隊として派遣されており、2月22日には熊本城を包囲する西郷軍と一部が衝突した。官軍はまだ部隊の集結がなされていないことから乃木隊は三池往還方面を後退、主力部隊の到着まで食料も確保できる高瀬（玉名市）まで退却していたところ、西郷軍の追撃を受けて戦闘となった（2月25日 - 2月27日、高瀬の戦い、高瀬の大会戦）。
その後、戦場は三池往還が主戦場となり、とりわけ田原坂が激戦地となる。熊本城の北に位置する田原坂は官軍の切り札である四斤山砲を熊本平野に運び入れるための最善のルートと考えられた。政府軍は3月3日に田原坂方面の西郷軍に攻撃を開始し、政府軍第2旅団による3月11日の田原坂総攻撃は失敗に終わったものの、3月20日には田原坂一帯を制圧した（3月3日 - 3月20日、田原坂の戦い）。
他方、政府軍は長崎から海路で軍勢を熊本の南の八代に送り、3月18日から3月19日にかけて上陸させ、熊本城に向かって北上し南側からも進撃した。熊本城を包囲していた西郷軍は4月13日から退却を開始し、4月15日には全軍が退却を開始。熊本城内には黒田清隆の率いる政府軍第1・第2旅団が入った。
大分県では状況を見極めていた増田宗太郎（増田宋太郎）が、3月31日に中津士族を率いて蜂起し、中津支庁などを襲撃。南下して大分県庁を包囲したものの失敗に終わった。その後、4月6日に増田と士族の一部は中津隊として西郷軍の指揮下に入った。
鹿児島では精鋭部隊が出払っており、3月7日から3月17日にかけて政府軍の艦隊が鹿児島湾に入り、滝ノ上火薬製造所の火薬・製造機等を搬出・処分したため西郷軍は銃弾不足に陥った。さらに4月27日から4月28日にかけて政府軍は別動第1旅団を中心とする部隊を鹿児島に上陸させ、約2カ月間の戦闘の結果、6月26日までには鹿児島城下一帯から西郷軍を撤退させ占領した。
熊本城撤退後も西郷軍は熊本平野東部に約20キロの戦線を展開したが、4月19日から20日にかけての城東会戦で敗退。4月下旬に西郷軍は人吉に本営を移したが、6月1日までに人吉も陥落した（人吉攻防戦）。一方、政府軍は大分県側からも南下しており、5月20日には豊後竹田で西郷軍と政府軍とが交戦し、5月29日に西郷軍は豊後竹田から敗走した。
この間、5月には佐野常民と大給恒によって博愛社（のちの日本赤十字社）が設立されている。
6月末には大隅半島で激しい戦いとなったが、7月24日に都城が陥落したため北に敗走し、7月31日には宮崎からも撤退した。さらに延岡も8月14日に政府軍によって占拠され、西郷軍は8月15日には延岡市の北方で包囲された。そのため8月16日に西郷の指示により解散令が出され、党薩諸隊は相次いで降伏した。
8月18日、西郷ら300人（軍夫等を合わせると400人）の軍勢が可愛岳を突破して政府軍の包囲網を破り、9月1日に鹿児島の城山を急襲して立て籠もった。
河野主一郎と山野田一輔が西郷の助命のため山を下り、9月23日に政府軍の川村参軍と会見。同日午後5時までに投降するよう山野田に伝えて返したが、西郷は「回答の要なし」と告げた。9月24日午前4時に総攻撃が開始され、西郷は自刃し、別府晋介により介錯された。村田新八や辺見十郎太らは岩崎口の堡塁で奮戦していたが、午前7時には陥落して戦争は終結した。

## 背景

### 赤龍丸と弾薬掠奪事件
1月29日、政府は鹿児島県にある陸軍省砲兵属廠にあった武器弾薬を大阪へ移すために、秘密裏に赤龍丸を鹿児島へ派遣して搬出を行った。この搬出は当時の陸軍が主力装備としていたスナイドル銃の弾薬製造設備の大阪への搬出が主な目的であり、山縣有朋と大山巌という陸軍内の長閥と薩閥の代表者が協力して行われたことが記録されている。
陸軍はスナイドル銃を主力装備としていたが、その弾薬は薩摩藩が設立した兵器・弾薬工場が前身である鹿児島属廠で製造され、ほぼ独占的に供給されていた。
後装式（元込め）のスナイドル銃をいち早く導入し、集成館事業の蓄積で近代工業基盤を有していた薩摩藩は、オランダ商社を通じて、イギリス製のパトロン（薬莢）製造機械を輸入し、1872年（明治5年）の陸軍省創設以前からスナイドル弾薬の国産化に成功していた唯一の地域だった。

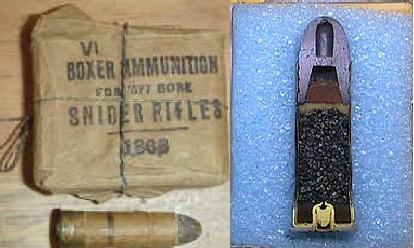
現存するボクサーパトロン10発入りパッケージ（左）と同弾薬の断面

火薬・弾丸・雷管さえあれば使用できる前装式銃と異なり、後装式のスナイドル銃の弾薬（実包）は真鍮を主材料として水圧プレスで成型される基部を持った薬莢が不可欠で、これが無ければ銃として機能しない。
薬莢基部は単純な構造であるため、個人レベルの量であれば家内生産で製造できなくもないが、小規模とはいえ軍が戦闘で使用する量を確保するには専用の大量生産設備が不可欠であり、同様の設備は当時の日本国内には存在していなかった。こうした工業基盤の有無も、一地方に過ぎない鹿児島と中央政府の力関係を均衡させていた主要因の一つだった。
また、旧薩摩藩士の心情として、鹿児島属廠の火薬・弾丸・武器・製造機械類は藩士が醵出した金で造ったり購入したりしたもので、一朝事があって必要な場合、藩士やその子孫が使用するものであると考えられていたこともあり、私学校徒は中央政府が泥棒のように薩摩の財産を搬出したことに怒るとともに、当然予想される衝突に備えて武器弾薬を入手するために、夜、鹿児島郡下伊敷村草牟田（現在の鹿児島市草牟田）に設置されていた草牟田火薬庫を襲って武器類を奪取した。この夜以後、連日、各地の火薬庫が襲撃され、俗にいう「弾薬掠奪事件」が起きた。
2月2日、政府側は赤龍丸に弾薬400箱を積んで鹿児島から撤退させたが、私学校側の弾薬接収にはほぼ無抵抗であり、この際に私学校青年により約84000発の弾薬と多数の小銃が接収された。また私学校側ではこれ以外にも弾薬の備蓄を行っており、西南戦争を通じて薩摩軍が使用できた弾薬は約300万発ともいわれる。後述の柳原前光が勅使として鹿児島入りした際、鹿児島でスナイドル銃の弾薬約30万発や、弾薬の原料が多く残っているのを発見し、「薩摩側は1年は戦える備えがあった」と述べている。

### 西郷隆盛暗殺計画
1月30日、私学校幹部の篠原国幹・河野主一郎・高城七之丞ら七名は会合し、谷口登太に中原ら警視庁帰藩組の内偵を依頼し、同日暮、谷口報告により中原らの帰郷が西郷暗殺を目的としていることを聞いた。
篠原・淵辺群平・池上四郎・河野主一郎ら私学校幹部は善後策を話し合い、小根占で狩猟をしていた西郷隆盛の元に彼の四弟の西郷小兵衛を派遣した。また、弾薬掠奪事件を聞き、吉田村から鹿児島へ帰ってきた桐野利秋は篠原国幹らと談合し、2月2日に辺見十郎太ら3名を小根占へ派遣した。
西郷小兵衛と辺見から弾薬掠奪事件の顛末を聞いた西郷は「ちょしもたー」（しまった）との言葉を発し、暗殺計画の噂で沸騰する私学校徒に対処するため鹿児島へ帰った。帰る途中、西郷を守るために各地から私学校徒が馳せ参じ、鹿児島へ着いたときには相当の人数に上っていた。
2月3日、私学校党は中原ら60余名を一斉に捕縛し、苛烈な拷問が行われた結果、川路大警視が西郷隆盛を暗殺するよう中原尚雄らに指示したという「自白書」がとられ、多くの私学校徒は激昂して暴発状態となった。

### 西郷軍の結成と出発

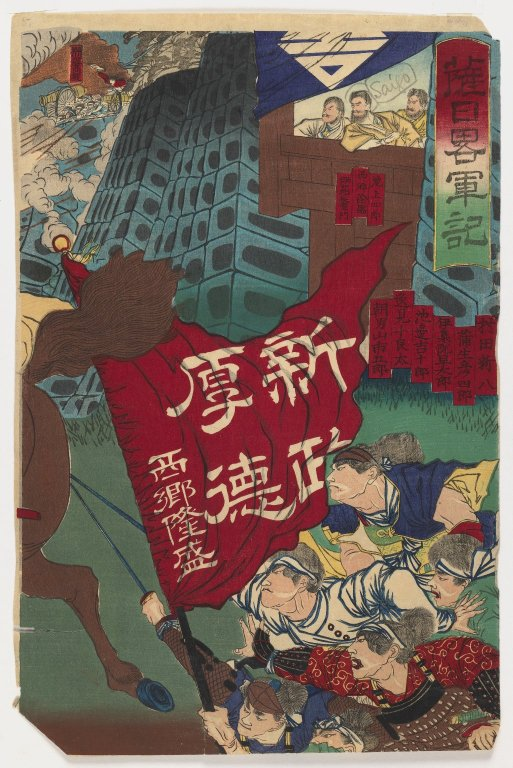
明治政府が大綱に掲げた「新政厚徳」（「しんせいこうとく」厚き徳をもって新しい政をなす）をスローガンに用いた薩軍

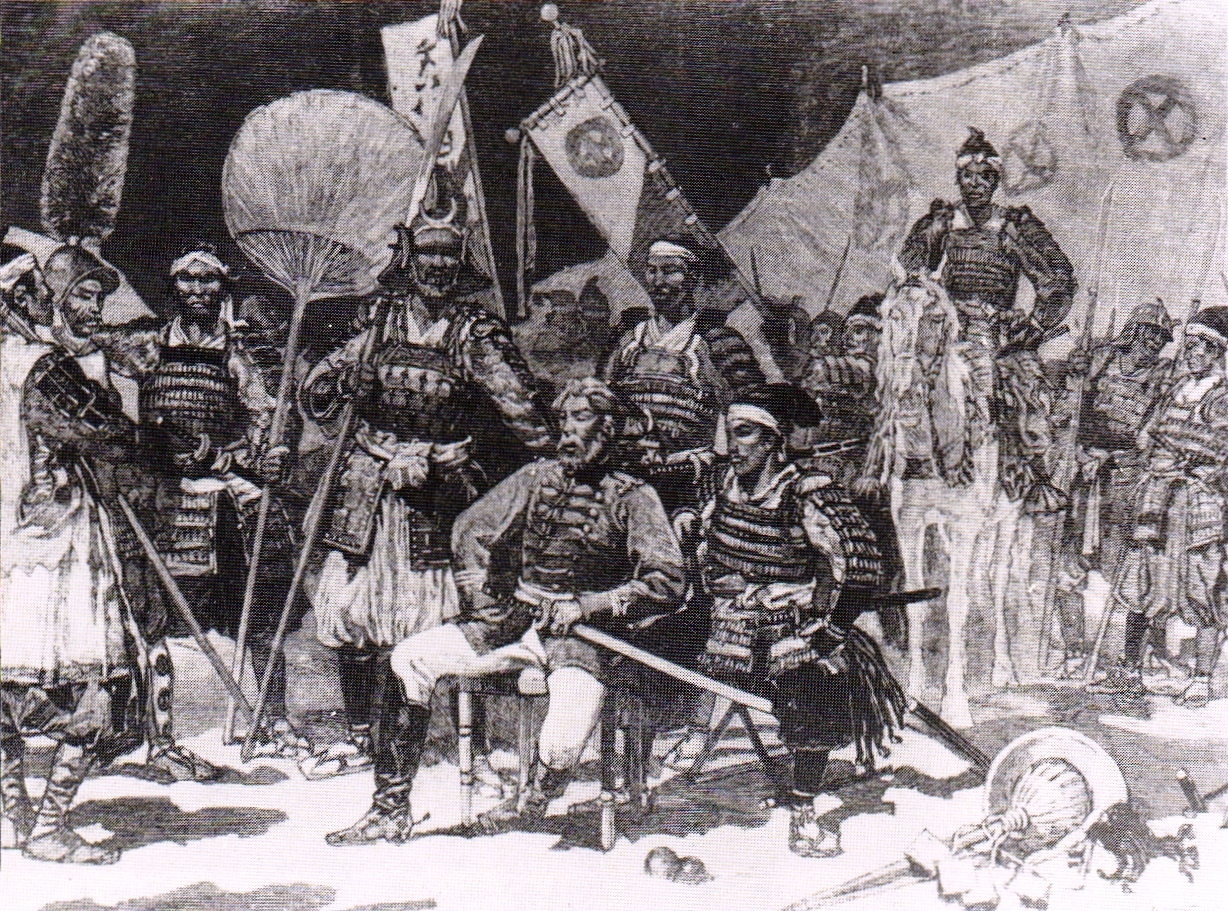
挿絵「西郷隆盛とその将兵たち、西南戦争にて」
フランスの新聞雑誌『ル・モンド・イリュストレ』1877年刊行号に掲載された速報記事の挿絵。
フランスの挿絵画家の手になるもので、西洋式の軍服を纏って椅子に腰掛ける中央の人物が、伝え聞きに基いて描かれたのであろう西郷隆盛。取り巻きがことごとく古風な重装備の武者姿なのは、フランス人の想像である。

2月4日夜、小根占から帰った西郷は幹部たちを従え、旧厩跡にあった私学校本校に入った。翌5日、私学校幹部および分校長ら200余名が集合して大評議が行われ、今後の方針が話し合われた。
別府晋介と辺見は問罪の師を起こす（武装蜂起）べしと主張したが、永山弥一郎は西郷・桐野・篠原の三将が上京して政府を詰問すべしと主張した。この永山策には山野田一輔・河野主一郎が同調した。しかし、池上は暗殺を企む政府が上京途中に危難を加える虞れがあると主張して反対した。そこで村田三介は三将に寡兵が随従する策を、野村忍介は野村自身が寡兵を率いて海路で小浜に出て、そこから陸路で京都に行き、行幸で京都にいる天皇に直接上奏する策を主張した。
こうして諸策百出して紛糾したが、座長格（西郷を除く）の篠原が「議を言うな」と一同を黙らせ、最後に桐野が「断の一字あるのみ、…旗鼓堂々総出兵の外に採るべき途なし」と断案し、全軍出兵論が多数の賛成を得た。永山はこの後も出兵に賛成しなかったが、桐野の説得で後日従軍を承知した。
2月6日、私学校本校に「薩摩本営」の門標が出され、従軍者名簿の登録が始まった。この日、西郷を中心に作戦会議が開かれ、小兵衛の「海路から長崎を奪い、そこから二軍に分かれて神戸・大阪と横浜・東京の本拠を急襲」する策、野村忍介の「三道に別れ、一は海路で長崎に出てそこから東上、一は海路から豊前・豊後を経て四国・大阪に出てそこから東上、一は熊本・佐賀・福岡を経ての陸路東上」する策即ち三道分進策が出されたが、3隻の汽船しかなく軍艦を持たない薩軍にとって小兵衛・野村忍介の策は成功を期し難く、池上の「熊本城に一部の抑えをおき、主力は陸路で東上」する策が採用された。
政府がわも薩摩の不穏を比較的早期に把握していた。1月31日に発生した鹿児島砲兵属廠の弾薬略奪事件についての連絡が2月4日に海軍および陸軍に通報され、京都・大和行幸中の西京行在所にも2月5日に通報が届いた。この当時鹿児島には電信網が架設されておらず鹿児島からの連絡に時間を要したのである。同日午後1時55分、東京の大久保からは天皇に供奉し神戸に出張中の川村純義に鹿児島出張の指示が出される。陸海軍では2月8日に部隊の編成が開始され10日には出兵の内命が発令された。2月9日、西郷の縁戚にあたる川村純義海軍中将は軍艦に乗って西郷に面会に来たが、会うことができず、県令大山綱良と鹿児島湾内の艦船上で会見した。このときに大山がすでに私学校党が東上したと伝えたため、川村は西郷と談合することをあきらめて帰途につき、12日に尾道発の電報で面会結果を通報し、また長崎に電報を打って警戒させた。一方、鹿児島では2月9日に鹿児島県庁に自首してきた野村綱から、「大久保から鹿児島県内の偵察を依頼されてきた」という内容の自供を得て、西郷暗殺計画には大久保利通も関与していたと考えられるに至った。
西郷軍では篠原が編成の責任者となり、桐野が軍需品の収集調達、村田新八が兵器の調達整理、永山弥一郎が新兵教練、池上が募兵をそれぞれ担当し、12日頃に一応の準備が整えられた。募兵、新兵教練を終えた薩軍では2月13日、大隊編成がなされた（隊長の正式名称は指揮長。一般に大隊長と呼ばれた。副長役は各大隊の一番小隊長が務めた）。
いずれの大隊も10箇小隊、各小隊約200名で、計約2,000名からなっていたが、加治木外4郷から募兵し、後に六番・七番大隊と呼ばれた独立大隊は2大隊合計約1,600名で、他の大隊に比べ人員も少なく装備も劣っていた。この外、本営附護衛隊長には淵辺がなり、狙撃隊を率いて西郷を護衛することになった。
2月14日、私学校本校横の練兵場で、騎乗した西郷による一番〜五番大隊の閲兵式が行われた。別府晋介が率いる独立大隊はこれに参加せず、先鋒として加治木より熊本へ向けて進発している。翌15日、60年ぶりといわれる大雪の中、薩軍は鹿児島から熊本方面へ進発した（西南の役開始）。17日には西郷も桐野と共に発し、加治木・人吉を経て熊本へ向かった。これを見送りに行った桂久武は貧弱な輜重への心配と西郷への友義から急遽従軍し、西郷軍の大小荷駄本部長（輜重隊の総責任者）となった。一方、鹿児島から帰京した川村中将から西郷軍の問罪出兵の報を得た政府は2月19日、鹿児島県逆徒征討の詔を発し、正式に西郷軍への出兵を決定した。

### 征討軍派遣

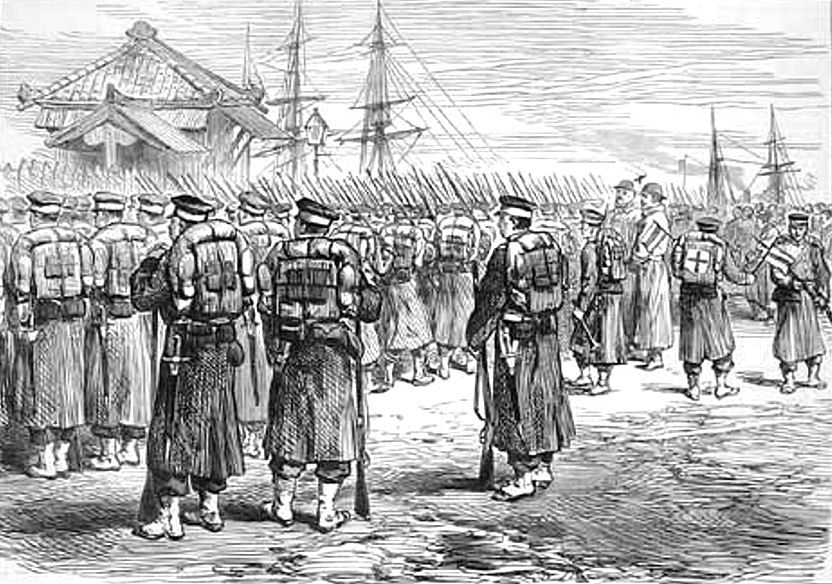
西郷軍を討つために横浜港から発つ帝国陸軍（1877年）

大山綱良は山口県や兵庫県などの他県に西郷軍の宣伝文を届ける専使を長倉訒に命じる。長倉は2月10日に鹿児島を出たが、同年2月14日に福岡県久留米で逮捕される。
薩軍が熊本城下に着かないうちにすでに政府側は征討の詔を出し、薩軍の邀撃（ようげき）に動き出していた。薩軍が鹿児島を発したのが2月15日で、熊本城を包囲したのが21日。対して政府が征討の勅を出したのが2月19日であった。つまり薩軍が動き出してわずか4日で、熊本城を包囲する2日前だった。このことから明治政府の対応の速さの背景には電信などの近代的な通信網がすでに張り巡らされていたことが分かる。
熊本鎮台でも西郷たちが鹿児島を発した2月14日の夜、指揮官たちを招集しての作戦会議が行われ、全軍による熊本城籠城が決定される。会議に参加した小倉の歩兵第14連隊長（心得）乃木希典少佐にも部隊を率いて熊本城に入城する様指示が出され、乃木は17日夜に小倉に帰還、準備を開始している
明治政府は有栖川宮熾仁親王を鹿児島県逆徒征討総督（総司令官）に任じ、実質的総司令官になる参軍（副司令官）には山縣有朋陸軍中将と川村純義海軍中将を任命した。これは、カリスマ的指導者である西郷に対抗して権威のある貴種を旗印として用いるためと、どちらか一方を総司令官にせずに、同じ中将の2人を副官に据えることで陸軍と海軍の勢力争いを回避するためであった。
また、薩摩・長州の均衡をとって西郷の縁戚である川村を加えて薩摩出身者の動揺を防ぐ等の意も含まれていた。山縣有朋もかつて西郷の元で御親兵・陸軍省創設のために働いており、鹿児島私学校徒を激昂させた鹿児島スナイドル弾薬製造設備の搬出では薩摩閥の大山巌に協力するなど、薩摩閥内部の西郷vs大久保の争いに長州閥が便乗する構図となっていた。
当初、第1旅団（野津鎮雄少将）・第2旅団（三好重臣少将）・別働第1旅団（高島鞆之助大佐）・別働第2旅団（山田顕義少将）の外に川路利良少将兼大警視が率いる警視隊（後に別働第3旅団の主力）などが出動し、順次、他の旅団も出動した。中でも臨時徴募巡査で編成された新撰旅団は士族が中心の旅団で、その名称から新撰組が再編成されたと誤認されたりした（実際に元新撰組隊士も所属していた）。
台湾出兵時に西郷従道が装備したガトリング砲も九州へ送られるなど、徴兵で構成された政府軍は精強な薩摩士族相手に戦うために、相当な意気込みを見せたが、一番肝心な歩兵銃の弾薬調達でトラブルが発生していた。
開戦原因の一つとなった鹿児島属廠のスナイドル弾薬製造設備は、2月13日に大阪砲兵工廠に設置されたが、鹿児島から搬出した際に部品の不備や破損が生じていたため、稼働させるには修理と部品の追加購入が必要となった。また各鎮台から九州への本格的な動員が開始されると膨大な量の弾薬が必要となり、6,000発/日程度の生産数では焼け石に水の効果しかないことが明らかだったため、更なる増産が図られて弾丸用の鉛溶解炉や雷管製造所を併設した新工場が建設された。
スナイドル銃が陸海軍に制式採用されてから以降、その弾薬供給が鹿児島属廠に独占されていたため、重要拠点である東京・大阪の鎮台兵には、後装式ながら紙製薬莢を使うツンナール銃（ドライゼ銃）を装備した兵が多かったが、ツンナール銃とスナイドル銃は全く違う弾薬を使用していた。
補給の混乱を防ぐために、陸軍省は九州へ派遣される兵の装備をいったんスナイドル銃に統一させてから送り出していたが、動員規模が拡がるにつれて早くも3月にはスナイドル弾薬500万発の備蓄を使い果たして弾薬が欠乏した。この時期、九州では依然として激戦が続いており、更に1,800万発の調達が必要と見積もられていたこともあって、大量の弾薬在庫が残されていたツンナール銃を九州に送る案が検討され、実際に和歌山（旧紀州藩）の臨時召集部隊は藩兵時代から使い慣れたツンナール銃装備のまま九州へ派遣されたほか、大阪鎮台の医歩兵など後方部隊もツンナール銃を装備して派遣されていた。
この他にも、後に村田銃の開発で有名になった村田経芳が、旧幕府から引き継がれたシャスポー銃を、スナイドル銃とは別の金属薬莢を用いる弾薬用に改造しようと計画するなど、さらに補給を混乱させかねない事態が進行していた。
スナイドル弾薬の調達を担当した陸軍省の西郷従道と原田一道は、大量の弾薬を調達すべく、海軍省から弾薬製造設備を借り受けたり、外国商人から空薬莢500万個の購入を計画したり、あるいは清国から弾薬を借り受けたりと、前線で戦う兵士達の火力を支える弾薬調達に東奔西走した。

## 経過

### 熊本城強襲と植木・木葉の戦い

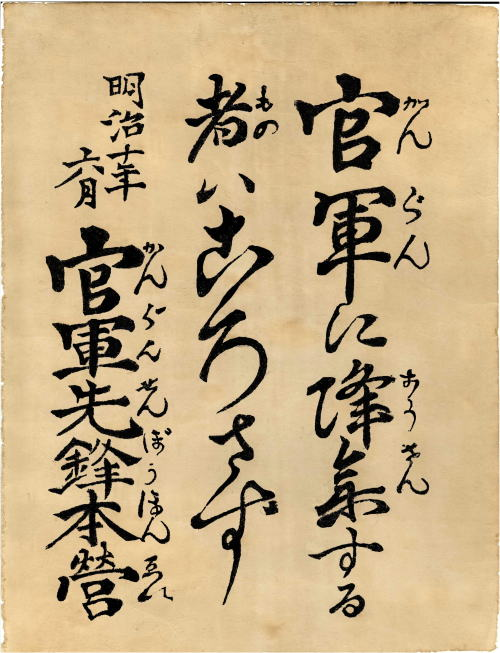
薩軍に投降を促す官軍のビラ「官軍に降参する者はころさず（殺さず）」

2月19日、熊本鎮台が守る熊本城内で火災が起こり、烈風の中櫓に延焼し、天守までも焼失した。この火災の原因は今もって不明である。天守閣には籠城1か月分に相当する兵糧や薪炭が備蓄されていたが、何とか運び出せた弾薬以外は悉く灰になってしまったと言われる。火は城下にも回り、城の東側、東南側の城下町を焼き尽くした。これも籠城側が射界を確保するための自焼ともいわれる。
この日小川にまで到達していた薩軍先鋒の独立大隊に、熊本士族で学校党首領の池辺吉十郎が訪れ、別府晋介と面会し協力を申し出るが、熊本城攻略の方策を尋ねた際の別府の「鎮台兵がもしわが行路を遮ぎろうとしたら一蹴するのみ。別に方略などない」という発言を聞き、薩摩人の剽悍にのみ恃む気風を危惧していた自身の予想が当り、池辺は内心失望を覚えている。
2月20日、先鋒の独立大隊は川尻に到着。同日深更、鎮台参謀長の樺山資紀中佐の発案で派遣された偵察隊が独立大隊に発砲し、西南戦争の実戦が始まった。この際捕虜とした伍長の証言で熊本鎮台側が籠城の構えである事を知った薩軍は、川尻に到着した幹部が集まり21日夜軍議を開いた。
軍議では池上が主張する当初の「熊本に抑えを置き、主力東上」策と篠原らが主張する「全軍による熊本城強襲」策が対立したが、強襲策が採用された。2月21日の夜半から22日の早暁にかけて薩軍の大隊は順次熊本に向けて発し熊本城を包囲した。桐野の第四大隊・池上の第五大隊は正面攻撃、篠原国幹の第一大隊・村田新八の第二大隊・別府晋介の加治木の大隊、および永山弥一郎の第三大隊の一部は背面攻撃を担当、また薩軍に同調して合流した熊本士族で学校党首領の池辺吉十郎率いる熊本隊の隊士が薩軍各隊の教導役として参加している。
一方、鎮台側は熊本城を中心に守備兵を配置した。この時の鎮台側には、司令官の谷干城少将、参謀長の樺山資紀中佐をはじめ、児玉源太郎少佐、川上操六少佐・奥保鞏少佐・小川又次大尉・大迫尚敏大尉など、後年の大物軍人・政治家らが参加していた。この時の戦力比は薩軍約14,000人に対して、鎮台軍約4,000人であった。この強襲中の昼過ぎ、遅れて西郷が川尻から代継宮に到着した。

#### 熊本城攻撃

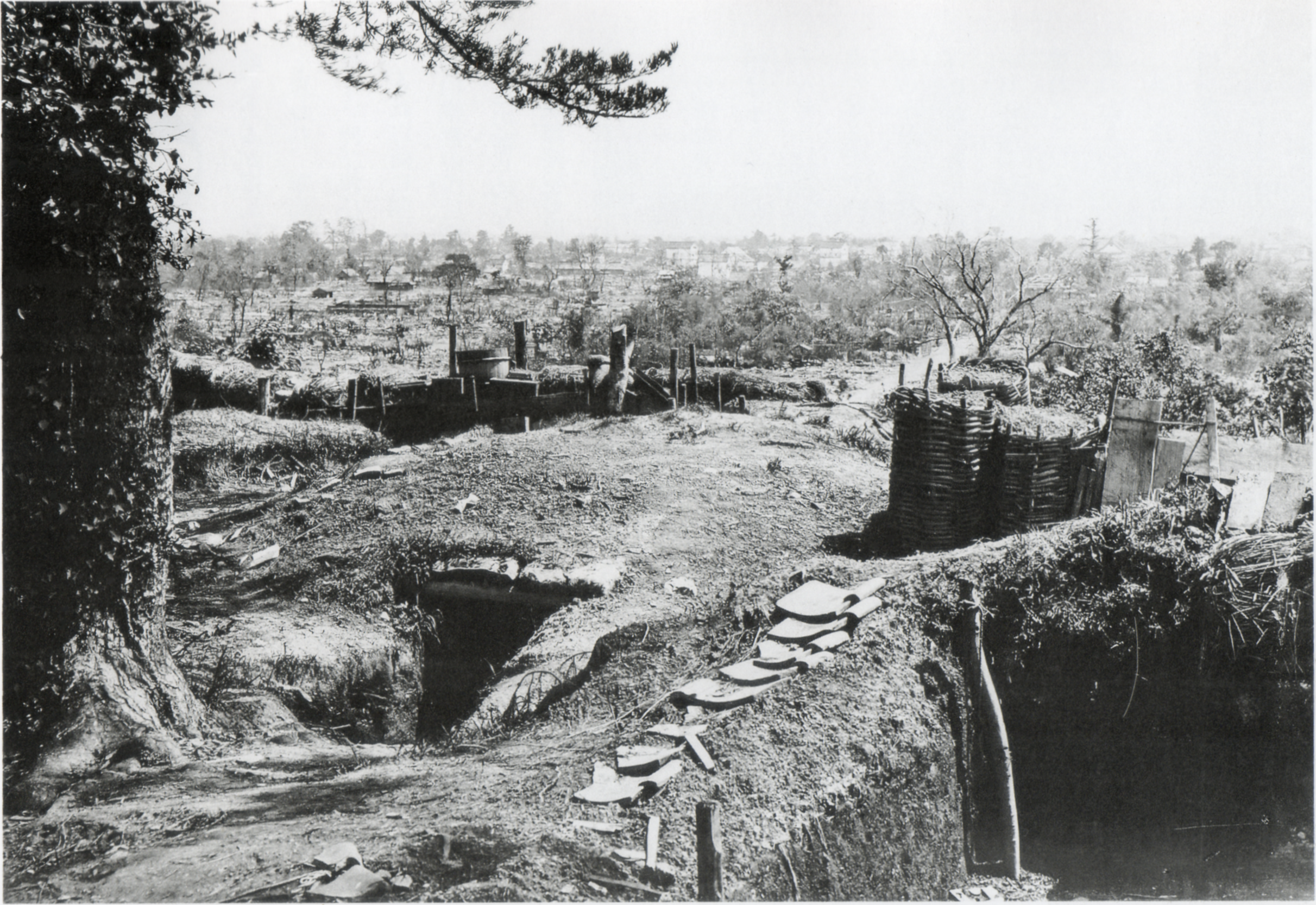
『市街焼跡』(1877年、鶏卵紙、21.5cm×26.7cm、上野彦馬撮影)。細川邸から見た市街地の焼け跡の様子。

22日夜明け前、薩軍の熊本城攻撃は池上隊への鎮台側の砲撃から始まった。池上隊2000名は千葉城の堡塁や京町口の埋門を攻撃したが鎮台側の激しい砲撃で堡塁の一塁も抜けず、県庁付近に肉薄した桐野隊800名も撃退されてしまう。城の西端藤崎台の西の段山は城内へ突入する際の有力な橋頭保となりえた為、薩軍は篠原、村田、別府の各隊計3000名が殺到したが、鎮台側も精鋭の歩兵第13連隊第三大隊（大隊長：小川又次大尉）など強固な防御態勢を敷いて応戦。この日最大の激戦となった段山の戦いは10時ごろに薩軍が多大な犠牲を出しながら占領に成功する。薩軍は段山の山頂から猛射を浴びせ鎮台側に多くの損害がでてしまい、11時頃には同地で指揮をしていた歩兵第13連隊長の与倉知実中佐が狙撃され、翌23日に死亡している。それでも鎮台側は薩軍の猛攻に耐え、こうして熊本城攻撃の初日は薩軍は鎮台側の予想外の奮闘で城郭の一角にも取り付くことが出来ないまま攻撃を終えた。

#### 植木の遭遇戦

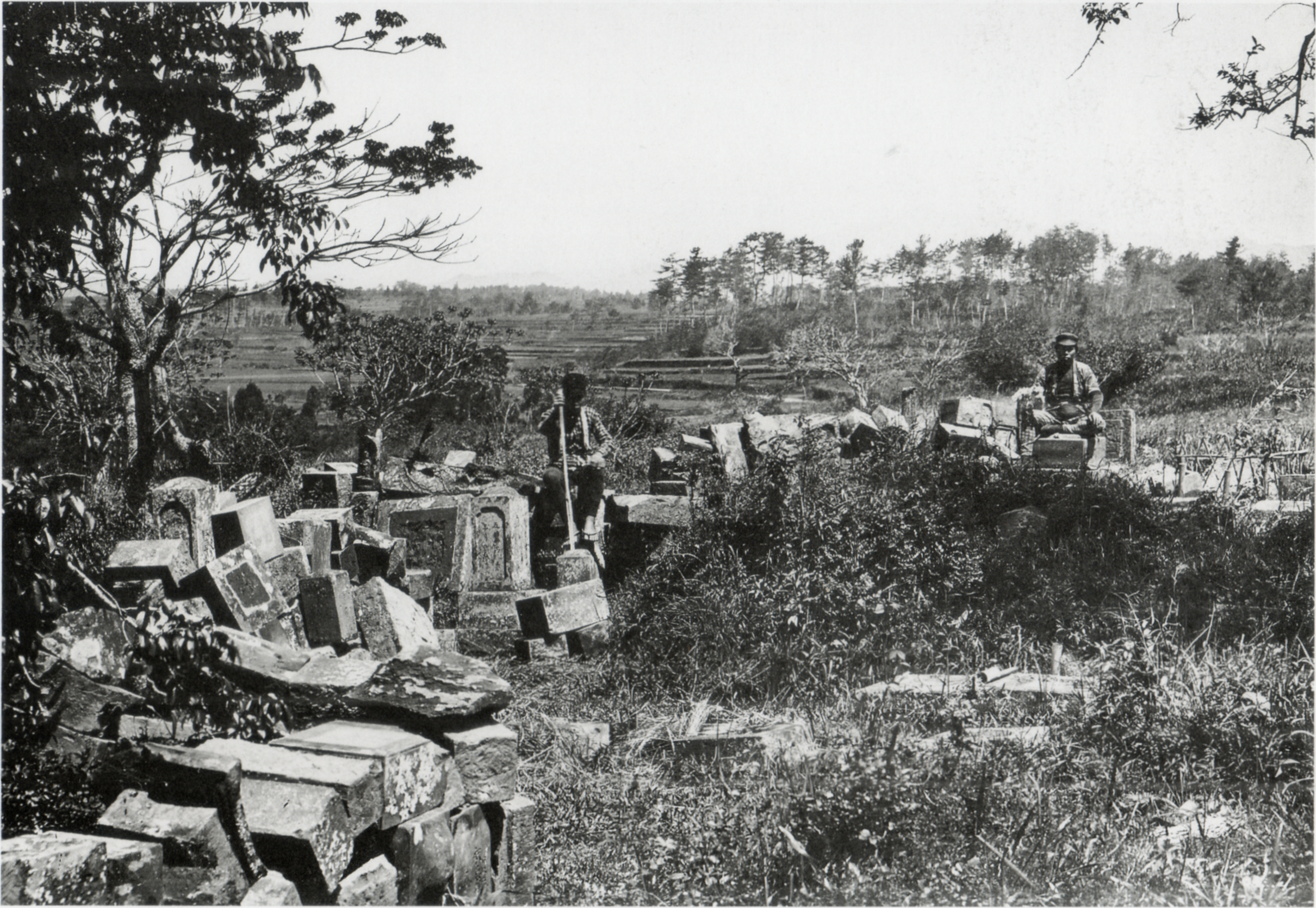
『植木附近』(1877年、鶏卵紙、21.4×26.7cm、上野彦馬撮影)

14日の会議で熊本籠城が決まり、これに合流することを命じられた乃木希典少佐は17日に帰着後、先発して2個中隊（第一大隊の第3・第4中隊）を熊本に先行させる。中隊は19日には熊本城に到着し籠城戦に参加することになる。乃木は準備のできた第三大隊を率いて19日に2方向から南進を開始し、22日に高瀬に到着した。そこで熊本の方向に遠く白煙があがるのが見た乃木は60名ほどの兵を率いて先行し植木に向かった。
22日午後になって歩兵第14連隊の進出を聞いた薩軍は、午後3時に村田三介・伊東直二の小隊を植木に派遣した。午後6時ごろ、山鹿方面から来た第4中隊と合流した乃木は植木の西南に進出して薩軍を待ち構えた。午後7時、先行してきた村田隊が乃木率いる200名と交戦し撃退される。しかし後続の伊東隊が加わると薩軍の兵力は乃木らの倍近くとなり形勢が逆転。更に一部が乃木らの後方に回り込もうとしたことで退路が断たれる恐れが出たので、乃木は後方の千本桜まで後退する事を決断する。しかし夜間の撤退戦は混乱を生み、この間伊東隊の岩切正九郎が歩兵第14連隊の軍旗を分捕る事態が起こっている。
こうして勝利を収めた薩軍だが、村田隊・伊東隊双方とも疲弊しており、乃木らを追撃することなく引き上げてしまう。

#### 長囲戦への転換・木葉の戦い
22日夜半、本荘に移された本営で作戦会議が開かれた。熊本城攻撃をこのまま継続するかどうかを話しあい、当初は篠原の強行策継続が決定したが、遅れてきた野村忍介が反対し、西郷小兵衛や池上四郎らも同調し、会議は紛糾してしまう。桐野は西郷に決を求め、西郷は強行中止を決断。熊本城を包囲する一方、残りは北上して小倉を強襲することが決定する。
23日に6個小隊が小倉へ向けて出発した。総勢1800名は2手に分かれて植木方面に進出するが、対する乃木の歩兵第14連隊は未だ兵力は完全に集結しておらず、手元には700名ほどしかなかった。木葉で展開する歩兵第14連隊は8時30分頃より優勢な薩軍と交戦を開始し午後1時頃までは互角に戦っていたが、薩軍右翼の1隊が遠く南回りに回り込んで第14連隊の右翼を脅かした事で連隊は劣勢となる。それでも夕刻まで持ちこたえた第14連隊は夜陰に乗じての撤退を開始するが、木葉山を大きく迂回してきた薩軍が側面を襲ったことで部隊は総崩れとなり、第14連隊は木葉川を越えて寺田山へと退却する。この戦いで乃木は第三大隊長であった吉松秀枝少佐など多くの部下を失っている。
植木、木葉で立て続けに勝利した薩軍では一気に第14連隊を追撃して進出すべきとの意見も出たが結局は植木まで兵を引いてしまう。更に熊本城攻撃強行策を捨てきれない篠原や別府らの隊は、23日も引き続き熊本城攻撃を続行。砲隊も加わり翌24日も攻撃を続行するが戦果ははかばかしくなく、結局包囲を池上隊3000名で実施しつつ、桐野隊が山鹿方面、篠原隊が田原方面、村田隊別府隊が木留方面に進出し、南下してくる政府軍主力を待ち構える事となり、小倉強襲作戦は有耶無耶のうちに中止となった。山鹿は豊前街道の熊本側の関所口であり、菊池川の河港を持つ水陸交通の要衝であって、江戸時代は城北地区の年貢の集積地であった。田原方面・玉名は菊池川の下流域にあり三池往還の大牟田側の取り付きであって、江戸時代は年貢米を大阪に回送するための集積地でありこの当時も物資の集積地であった。木留は吉次往還の熊本側の峠口である。

### 熊本北方の街道筋をめぐる戦い・高瀬の戦い
熊本城攻撃が始まった2月22日、神戸を発した第1旅団、第2旅団合わせて5600名は博多に上陸し、順次南下を開始する。小倉を後発していた津下少佐が率いる第14連隊の3個中隊は23日にようやく山鹿に入り鍋田川の両岸に約300名で布陣した。24日、久留米で木葉の敗戦報告を聞いた野津鎮雄、三好重臣両旅団長は南下を急ぐ一方、三池（大牟田市）に一部部隊を分遣した。
一方の薩軍は24日より増援部隊が次々と熊本より進発し、3方向から北上をしていた。
- 山鹿 - 野村忍介（5個小隊）
- 植木 - 越山休蔵（3個小隊）、池辺吉十郎（熊本隊主力）
- 伊倉 - 岩切喜次郎・児玉強之助ら（3個小隊）、佐々友房ら（熊本隊3個小隊）

25日払暁に高瀬に入った第14連隊第2・第3大隊はそのまま菊池川の堤防沿いに部隊を展開させ薩軍を待ち構えた。薩軍がわは山鹿口に24日から25日頃に桐野利秋の約2600名、飫肥隊の約500名が到着する。
官軍の第1・第2旅団は25日に南関に入って本営を設けた。第1旅団の野津少将はただちに貴下の歩兵第1連隊長長谷川好道中佐指揮の4個中隊を高瀬へ増援に送る。その頃、征討軍が菊池川の線に陣を構築するのを見た岩切らは菊池川の橋梁から攻撃を仕掛け、熊本隊は渡河して迫間・岩崎原を攻撃した。しかし、岩切らは石貫東側台地からの瞰射に苦しみ、熊本隊も長谷川隊などの増援を得た第14連隊第2・第3大隊右翼に妨げられて、激戦対峙すること2時間、夜になって退却した。

#### 高瀬の戦い
2月26日、越山の3個小隊は征討軍の高瀬進出に対し、山部田と城の下の間に邀線（ヨウセン、待ち伏せの防衛線）を敷き、佐々らの熊本隊3個小隊および岩切・児玉らの3個小隊は寺田と立山の間に邀線を敷いて高瀬前進を阻止しようとした。池辺の熊本隊主力は佐々らの部隊が苦戦中という誤報を得て寺田に進んだ。山鹿の野村の部隊は進撃を準備していた。これに対し征討軍は、薩軍主力の北進を知らず、前面の薩軍が未だ優勢でないとの判断に基づき、三好少将指揮の第2旅団を基幹に次のように部署を定めた。
- 第一陣
  - 前駆 - 乃木希典少佐（4個中隊）
  - 中軍 - 迫田大尉（2個中隊）
  - 後軍 - 大迫大尉・知識大尉（2個中隊）
- 第二陣
  - 予備隊 - 長谷川中佐（4個中隊）
  - 山鹿方面守備隊 - 津下少佐（3個中隊）

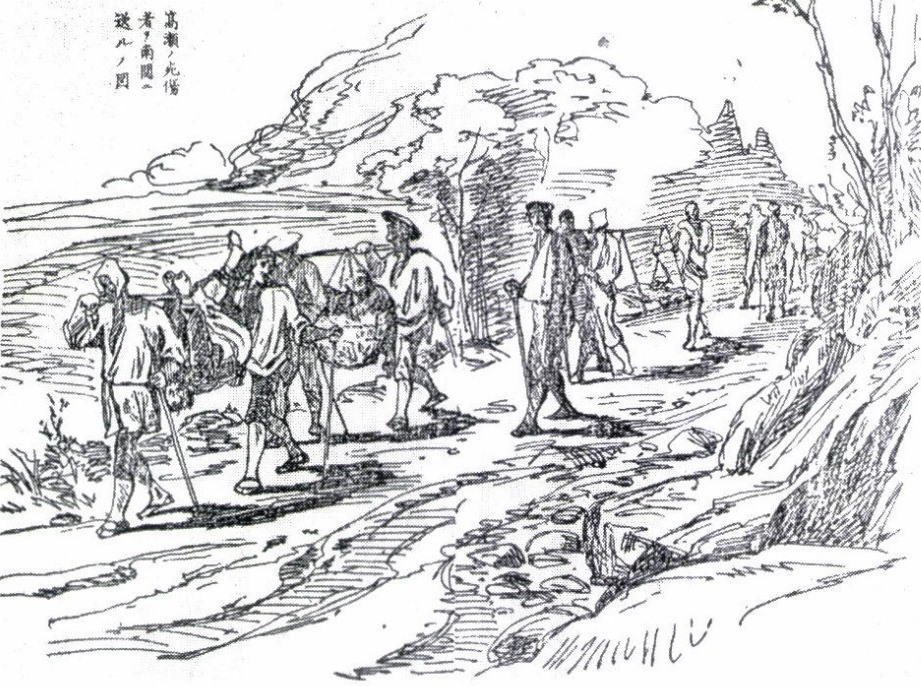
高瀬での官軍戦死者は縄を網状にしたモッコ（籠）で南関へ運ばれた。

- 応援（総予備隊） - （2個中隊、1個大隊右半隊）

26日午前5時、前衛の乃木隊は石貫を発ち、菊池川を渡河して薩軍右翼の越山隊を強襲する。これに後衛の知識大尉指揮の1個中隊も加わった事で正午には越山隊は植木方面に敗走する。第14連隊第2・第3大隊はこれを猛追し木葉を経て田原坂上まで進出、乃木は第2旅団長の三好に田原坂の確保を具申するが、三好はこれを認めず後退を指示。この判断が、後々征討軍に苦戦を強いることになる。
この頃、桐野・篠原・村田・別府らが率いる薩軍主力は大窪（熊本市北）に集結中だった。薩軍主力は大窪で左・中・右3翼に分かれ、次の方向から高瀬および高瀬に進撃しつつある征討軍を挟撃する計画でいた。
- 右翼隊（山鹿方面） - 桐野利秋（3個小隊約600名）
- 中央隊（植木・木葉方面） - 篠原国幹・別府晋介（6個小隊約1,200名）
- 左翼隊（吉次・伊倉方面） - 村田新八（5個小隊約1,000名）

薩軍の右翼隊は27日未明、山鹿から菊池川に沿って南下し、玉名付近の征討軍左翼を攻撃した。中央隊は田原坂を越え、木葉で征討軍捜索隊と遭遇戦になり、左翼隊は吉次峠・原倉と進み、ここから右縦隊は高瀬橋に、左縦隊は伊倉・大浜を経て岩崎原に進出した。第2旅団は捜索隊の報告と各地からの急報で初めて薩軍の大挙来襲を知り、各地に増援隊を派遣するとともに三好旅団長自ら迫間に進出した。両軍の戦いは激しく、三好少将が銃創を負ったほどの銃砲撃戦・接戦が行われた。
午前10時頃、桐野率いる右翼隊は迂回して石貫にある征討軍の後方連絡線を攻撃した。この時に第2旅団本営にたまたま居合わせた野津道貫大佐（第1旅団長の野津鎮雄少将の実弟）は旅団幹部と謀って増援を送るとともに、稲荷山の確保を命じた。この山を占領した征討軍は何度も奪取を試みる薩軍右翼隊を瞰射して退けた。稲荷山は山と呼ぶほどの標高もなく繁根木川と菊池川に両端を削られた丘陵の突端という程度の地勢であり、地図上では大坊古墳の付近をさすが、官軍の後方連絡線が繁根木川ぞいの峡谷にある高瀬往還（現在の熊本県道4号）を利用していたため、この高地を確保する事は両軍にとって非常に重要であった。兵員の集結の点、および輜重の充実の点で高瀬の会戦が薩軍側が積極行動に出られる攻勢限界であった事からも、ここをめぐる争奪戦は西南戦争の天王山ともいわれる。
薩軍左翼隊は菊池川下流より攻勢を強め、中央隊に属する西郷小兵衛の隊らと共同して邀撃してきた歩兵第8連隊と交戦し、これを退却させた。こうして劣勢ながら全体では優勢に進めてきた薩軍だが、午後2時頃になって中央隊が弾薬の欠乏を受け、左右の隊に断りもなく突然撤退を開始してしまう。援軍を得た征討軍中央諸隊はこの機を逃さず反撃に出た。西郷小兵衛・浅江直之進・相良吉之助三小隊も敵前渡河を強行したりして高瀬奪回を試みたが征討軍の増援に押され、西郷小兵衛は繁根木の堤防の上で胸に被弾し戦死する。左翼隊は苦戦に陥り午後4時ごろ伊倉に退却、戦場に取り残された右翼隊は3方から攻撃を受ける羽目になり、更に南下してきた野津鎮雄少将の兵が右翼隊の右側面を衝いたので、桐野の率いる右翼隊も敵わず、江田方面に退いた。征討軍側も疲労で追撃する余裕は無かった。
高瀬の戦いは薩軍中最高の野戦指揮官（桐野、篠原）が揃い踏みし、野戦で攻勢に出た唯一の戦いであった。しかし無断撤退をした篠原や、山鹿に10小隊を残置して3小隊のみ率いて戦った桐野など、その作戦指揮に問題がなかったとは言えなかった。桐野にもう1000名の兵力があれば稲荷山の奪還も不可能ではなかったという意見もある。ともかく薩軍は乾坤一擲の決戦に敗れ、これ以後は守勢に回ることになる。

### 田原坂・吉次峠での激闘

田原坂の戦い。左が官軍、右が西郷軍（「鹿児島新報田原坂激戦之図」小林永濯画、明治10年3月）。

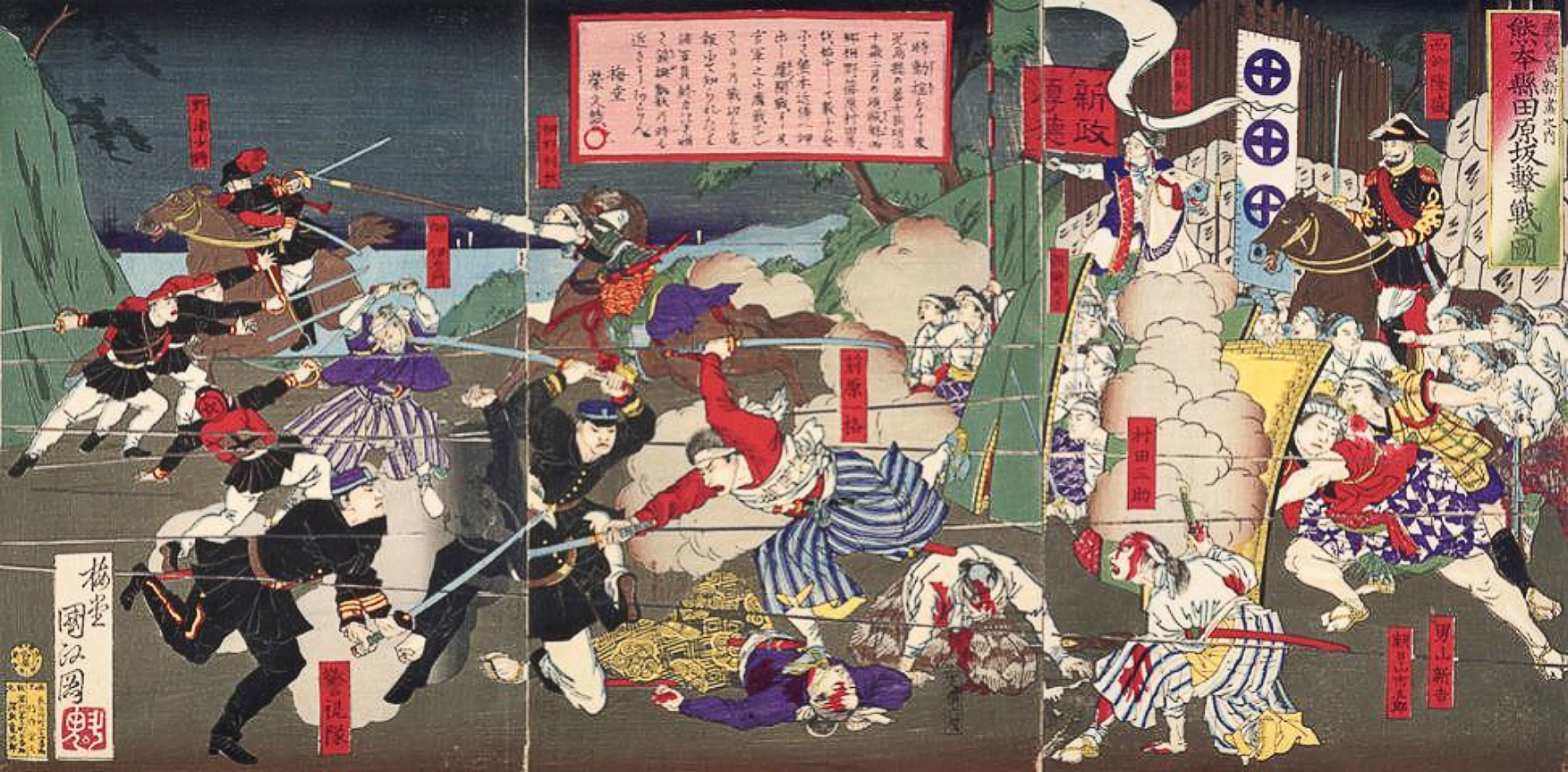
田原坂の戦い。左が官軍（警視抜刀隊）、右が西郷軍（「鹿児島新畫之内 熊本縣田原坂撃戦之図」梅堂国政画、明治10年4月）

3月1日から3月31日まで田原坂・吉次峠で激戦が繰り広げられた。春先で冷え込みが酷く、雨も降る厳しい状況の中で戦いは始まった。
高瀬の戦いで敗れた桐野は3月3日、党薩隊の協同隊、飫肥隊などの増援を加えた総勢約3000名で南関攻撃に向かった。薩軍は官軍の激しい抵抗を受け、協同隊隊長の平川惟一など多くの犠牲を出したが征討軍本営までわずか10km程まで進撃し、警視隊（後に別働第3旅団）参謀長の福原和勝大佐を負傷（後日死亡）させているが、翌4日未明に「薩軍田原で大敗」の誤報を受け撤退してしまう。
征討軍は日増しに戦力を増強させていた。2月25日には山県有朋参軍が、三浦梧楼少将率いる第3旅団と共に博多に到着。征討軍総督の有栖川宮熾仁親王も川村純義参軍と共に翌26日に到着している。だが、征討軍が攻勢準備のため兵力集中を図るために時間をかけた事は、薩軍にも兵力配備と守備陣地の構築に時間を稼ぐ事を可能とした。薩軍は田原を重点的に防御を固めるとともに北は味取山から南は野出峠（熊ノ岳・ニノ岳の南斜面、県道1号熊本玉名線が通る）までの各拠点に薩軍30小隊、熊本隊8小隊、佐土原隊、高鍋隊など最終的に総勢7000名を配備して待ち構えた。

#### 田原坂の戦い
田原は高瀬から植木に至る途上の小丘陵（豊岡台地）で、標高はせいぜい100ｍほどであり、地勢的にさして天険というほどではないのだが、その坂は尾根伝いにくねった切通しの坂道で防御に適した地形だった。当時の官軍の補給拠点である小倉・博多から熊本平野に通じる幹道は北方から反時計回りに、豊前街道、三池往還、吉次往還であり、豊前街道は現在の熊本市から国道3号を北上し山鹿市を抜け南関町を通り有明海がわ、福岡県の大牟田をつなぐ。三池往還は国道3号の途中、植木の味取新町で分岐し、田原坂を通り、大牟田より南で有明海に面した玉名へと向かう。吉次往還は吉次峠を越えて有明海がわのさらに南で高瀬に抜ける短絡路であり峠道と言ってよい。また熊本平野から有明海に面し高瀬や玉名、大牟田方面に抜ける海沿いは現在は護岸処理され国道501号が通じるが、金峰山の裾野が有明海にまでせり出しており当時は断崖であった。この海沿いの方面は河内地区に2月23日から24日頃に薩軍が侵入しており、一方で沖合は官軍側の清輝・鳳翔・春日・龍驤が警戒していた。26日には薩軍と交戦となり、孟春や日進なども回航して継続的に交戦が行われた。
博多から熊本をつなぐ道で大砲を引いて通れるのは熊本平野への海送を考慮しなければ三池往還であると考えられ、田原方面を通行するためには、傾斜の観点で田原坂の道（豊岡台地）が見下ろす北方の平原・大平か、南西方の木葉川に沿った峡谷、あるいは三池往還の通じる田原坂であった。田原坂を通る三池往還は整備された街道であり、北方と南西方の谷筋は田畑をわずかに通る畦道と竹藪である。200kgを超える四斤山砲は多数の兵員で牽引すれば田原坂を超えることは可能であるが、どの通路を利用するとしても田原坂方面を占拠する薩軍の妨害を排除する必要があった。田原坂をあえて通る三池往還の街道は加藤清正が防衛の目的で木葉川右岸（北東岸）の豊岡の台地の尾根沿いに計画的に整備した街道であって、豊岡台地の西南側、北側いずれの谷筋を進軍する軍勢に対しても攻撃・妨害することに適した恰好の地勢であった。
3月4日、征討軍は田原方面を主攻、吉次方面を助攻とする全面攻勢を開始する。田原方面は近衛歩兵第1連隊第一大隊（大隊長：山口素臣少佐）基幹の本隊が、田原坂の北方の谷筋である平原・大平方面は歩兵第14連隊の一部が攻めたが、いずれも強固な薩軍の陣地に阻止され突破は失敗し（二つの峡谷路は薩軍の銃撃の射程であるばかりでなく薩軍の砲台の射程でもあった）、野津少将自ら前衛まで出向いて督戦するも、遊軍が二俣台地（豊岡台地上を通る田原坂（三池往還）に木葉川を隔てて向かい合っていた）を占領したに留まった。
同じ頃、征討軍と薩軍は吉次峠でも交戦を開始した。第2旅団参謀長の野津道貫大佐が自ら率いる支隊が払暁からの濃霧を利用して吉次峠北隣の半高山を占領しようとした。これを見た篠原、村田の両隊長は反撃に出て、両軍は激戦となった。この際近衛第1連隊第二大隊長の江田国道少佐は外套に銀装の太刀を帯びて指揮する篠原を視認し部下に狙撃させる。被弾した篠原は戦死するが、激怒した薩軍の猛攻で江田少佐は戦死し、野津支隊は原倉まで後退した。
木葉まで進出した征討軍本営は、3月7日に田原、吉次の同時突破を断念し、田原からの突破に1本化することに決める。三池往還路に沿った攻撃は巧妙に掘られた切通しのため射線が十分に通らず、歩兵突撃を行えば塹壕から狙撃されるか抜刀攻撃を受けた。また官軍の切り札の四斤山砲は傾斜のためそのまま利用する事は困難であった。官軍は二の坂付近の少し開けた南側に砲台を設置することに成功したが薩軍の主要な陣地に射線は通らず、そこで砲撃で打てる防塁は打ち尽くし、焼ける家屋は焼き尽くしたのち、4日に占領した二俣台地（木葉川の左岸、田原坂の南西がわ台地）に山砲の主要な拠点を置き、往還路をそのまま打通することは一旦断念し、3か所の砲台に据えられた8台の大砲による砲兵支援の下で木葉川右岸からの斜面を攻撃正面とし、同時に平原・大平がわ、豊岡台地田原坂北西の斜面を助攻路とした。以後幾度となる激闘が行われ、山容が変わったと言われるほどの砲撃がおこなわれたものの、谷筋を這い上る官兵は尾根筋の薩兵の十字砲火に晒されるなど難攻を極め、征討軍は田原坂を抜くことが出来なかった。

#### 横平山の奪取と抜刀隊の投入
官軍は3月9日頃、二俣台地の南方を扼する薩軍の占拠していた横平山（那智山）の攻略にとりかかった。ここは半高山から張り出す支脈の一つで、ここを抑えれば砲台を設置していた二俣台地の南方（右翼）を防衛することができる。官軍は一個大隊を派遣して横平山を攻略したが、3月10日頃にこの高地の重要性に気が付いたようであり、この高地は薩軍の長大な防衛線の中央に突出し、田原坂南東部の補給線攻略の足掛かりになる場所であった。また豊岡台地より40メートル以上の標高があり、官軍側は初めて田原坂一帯の薩軍の全容を一望した。薩軍側も同地の重要性に気が付いたようであり、これ以降、連日横平山をめぐり争奪戦が繰り広げられた。薩軍は3月15日の早朝、猛烈な奇襲を開始し山頂を奪還することに成功した。官軍側は抜刀隊50名を差し向け、同日中に他の大隊と共に猛攻をかけ、横平山を再占領した。この日初めて征討軍は、薩軍の防衛線に割って入ることに成功したのである。この15日の横平山をめぐる戦いは田原坂をめぐる戦いの中でも最激戦の1日だったと考えられている。横平山の占拠は20日に行われた官軍の大規模攻勢、とりわけ田原坂陣地の南東補給路である七本方面への進出の足掛かりとなる。
三池往還をめぐる戦いでは、薩軍の抜刀攻撃に対抗するため、征討軍は3月13日、植木口警視隊（354名、編成は下記）の中から剣術に秀でた警察官を百十余名選抜して抜刀隊を編成した。3月14日、征討軍は早朝に田原坂攻撃を開始し抜刀隊が投入される。主攻3隊遊軍1隊で編成された第一次抜刀隊はたちまち3つの堡塁を奪うが後続が続かなかったので薩軍の反撃を受け後退した。しかし、抜刀隊が薩軍と対等に戦えることが分かった。のちにこの時の抜刀隊の功を称えて軍歌『抜刀隊』が作られた。横平山攻略の際に編成されたのは第二次抜刀隊であり山頂を頑強に支配する薩軍の排除に50名が投入されたが無傷の者は2名のみという凄惨な戦いとなった。
16日は、戦線整理のために休戦した。17日、官軍は西側からと正面からの攻撃を開始した。しかし、地形を生かした薩軍にあと一歩及ばず、田原坂の防衛線を破ることはできなかった。この間、3月4日からの征討軍の戦死者は約2,000名、負傷者も2,000名に上った。

#### 田原坂突破す

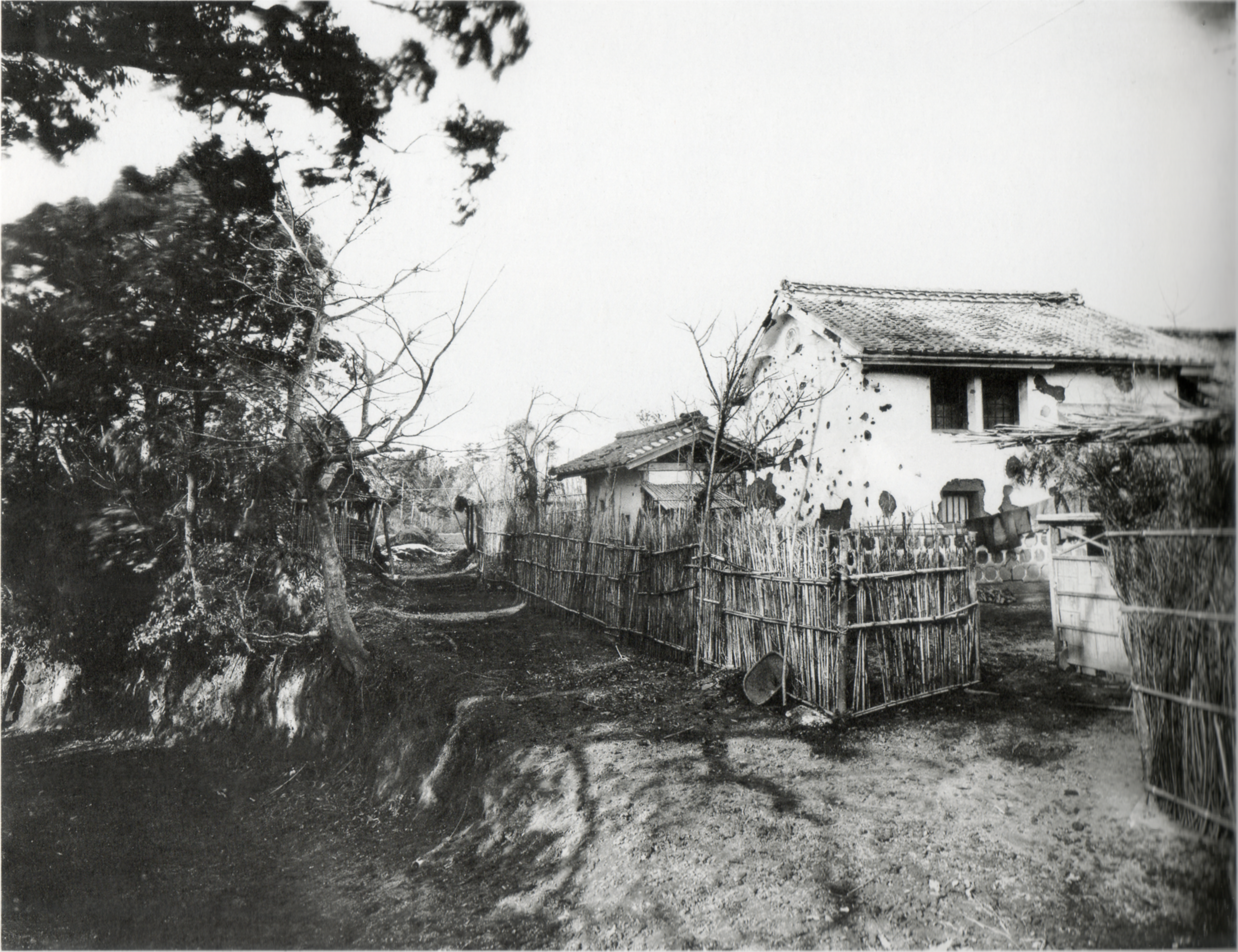
『 田原坂弾痕の蔵』(1880年頃、四切湿板、富重利平撮影)

征討軍本営では3月18日、野津鎮雄少将（第1旅団長）、三好重臣少将（第2旅団長）、野津道貫大佐（第2旅団参謀長）、高瀬征討本営の大山巌少将などによって作戦会議が開かれた。この会議は作戦立案と意思統一をするために行われた。これまでの戦いの中で、征討軍は多大な兵力を注ぎながらも、一向に戦果が挙がらず、兵力のみが費やされてきた。この原因として挙げられるのは、薩軍が優れた兵を保持していることと、地の利を生かして田原坂の防衛線を築いているためである。現状を打開するには、いち早く田原坂の堅い防衛線突破する必要がある。しかし、兵の疲労を考慮し、19日は休養日として、20日早朝に二方面から総攻撃を決行する、と決めた。この時期の官軍は長崎を経由した輜重がまだ機能しておらず、補給に困難を抱えていた点では薩軍と大差はなかったが、15日頃から薩軍から飛来するものには石がまじるようになったという風聞が存在する。
20日早朝、征討軍は開戦以来、最大の兵力を投入した。攻撃主力隊（19個中隊）は豪雨と霧に紛れながら、二俣から谷を越え、田原坂付近に接近した。そして雨の中、二俣の横平山の砲兵陣地から田原坂一帯に未だかつてない砲撃を開始した。砲撃が止むと同時に薩軍の出張本営七本のみに攻撃目標を絞り、一斉に突撃した。薩軍は征討軍の猛砲撃と、断続的に降り注ぐ雨のため応戦が遅れ、七本では状況が把握できないまま攻撃を受けざるを得なかった。
薩軍は防衛線を築いていながらも、突然の攻撃のため徐々に応戦できなくなった。また七本には昨夜ついたばかりの高鍋隊が守っており状況把握が出来ないまま征討軍の猛攻を受け敗走した。これに貴島、佐土原、熊本の諸隊も連鎖反応を起こして潰走、植木方面に敗走した。こうして征討軍は激闘17日、田原坂を抜くことに成功した。
田原陥落を受け、豊前街道筋の山鹿の薩軍の防御陣地も隈府まで後退する。征討軍は田原坂を下って植木方面までの侵攻を試みたが、吉次峠の薩軍は踏みとどまり（4月1日に陥落）、途中で薩軍の攻撃にもあって中止となった。田原坂の戦いでは薩軍は敗北に終わったが、21日には早くも有明海・吉次峠・植木・隈府を結ぶ線に防衛陣地を築き上げた。そうすることによって官軍の熊本への道を遮断し、攻撃を遅らせようとした。
3月4日に始まった田原をめぐる戦いは、この戦争の分水嶺になった激戦で、戦争から100年以上たった現在でも現地では当時の銃弾が田畑や斜面からしばしば発見されている。征討軍の弾薬の損耗は1日平均32万発、多いときは60万発にも及び、戦場に大量に銃弾が飛び交ったことで行合弾（銃弾同士が空中で衝突する現象）も多数発見されている。
薩軍では副司令格であった一番大隊指揮長篠原国幹をはじめ、勇猛の士が次々と戦死した。征討軍も3月20日の田原での戦死者だけで495名、4日からの田原方面での戦死者総数は2401名に上った。薩軍の戦死者数は不明ながら参加した30小隊（党薩隊除く）の小隊長のうち11名が命を落としたことからも窺うことができる。こうして多大な戦死者を出しながらも、官軍は田原坂の戦いで薩軍の防衛線を破り、熊本鎮台救援の第一歩を着実に踏み出した。

#### 植木・木留の戦い
3月23日に征討軍は三池往還を熊本がわに進出し、植木・木留を攻撃し、一進一退の陣地戦に突入した。植木は田原坂を越えた熊本がわの取りつき（橋頭保）であり、木留は吉次往還の熊本がわ峠口であり薩軍の本営が置かれていた。ここを閉塞すれば吉次峠の薩軍を孤立化できる。24日にも征討軍は再び木留を攻撃し、25日には植木に柵塁を設け、攻撃の主力を木留に移した。30日、征討軍主力は三ノ岳の熊本隊を攻撃し、4月1日には半高山、吉次峠を占領した。2日、征討軍は木留をも占領し、薩軍は辺田野に後退し、辺田野・木留の集落は炎上した。5日には征討軍本営にて軍議が開かれた。8日、辺田野方面は激戦となり、征討軍は荻迫の柿木台場（現在のJR九州植木駅付近）を占領した。12日に薩軍は最後の反撃をしたが、15日、植木・木留方面より撤退し、城南方面へ退いた。これを追って征討軍は大進撃を開始した。

#### 鳥巣方面
豊前街道をめぐる争いは山鹿が薩軍がわの主要な防衛拠点であったが、この方面では3月12日と15日に鍋田・平山（いずれも現山鹿市）で戦闘が行われたが、それ以降は官軍がわの積極攻撃もなく比較的安定していた。しかし3月20日に田原坂方面を官軍に突破されたため、薩軍はこの方面の防衛線を隈府に後退させ、隈府、鳥巣、植木、木留を新たな防衛線とした。3月30日の明け方には近衛の2隊が二手に分かれて隈府に攻め入ってきた。始めは人数不足で不利な状況だった薩軍であったが、そのうち伊東隊による応援もあり、どうにか征討軍を敗退させることができた。
鳥巣では、3月10日に薩軍がこの地の守備を始めてから4月15日に撤退するまでの間、征討軍との間に熾烈な争いが繰り広げられた。4月5日、第3旅団は鳥巣に攻撃をしかけ、薩軍の平野隊と神宮司隊が守備している真ん中に攻め入った。虚を衝かれた両隊はたちまち敗走した。これを聞いた薩軍の野村忍介は植木にいた隊を引き連れて鳥巣に向かい、挽回しようと奮戦するが、結局、この日一日では決着はつかず、7日に征討軍がこの地にいったん見切りをつけ、古閑を先に攻略しようとしたことにより、一時的に休戦状態になった。一方古閑では、平野隊・重久隊の必死の抗戦により征討軍はやむなく撤退してしまった。
薩軍は勇戦し、4月9日、再び隈府に攻め入った征討軍を撃退したが、弾丸・武器の不足によりこれ以上の戦闘を不可能と考え、赤星坂へ撤退した。10日から13日にかけて征討軍による鳥巣の再攻略が始まり、薩軍もこれに対して勇ましく応戦したが、いよいよ武器が尽きてしまった上に、鳥巣撤退命令が下されたため、この地をあとに大津に向かった。大津は江戸時代は阿蘇方面の年貢の集積地であり、豊後街道沿いの重要な宿場であった。

### 衝背軍の日奈久上陸と熊本城解放
薩軍の主力が2月中旬から展開された熊本北方の街道筋をめぐる戦いに主戦場が移った後も熊本城の長囲は続けられていたが、城中の兵糧が尽きるのを待って陥落させるという長囲策を採る薩軍が砲戦を主としたので、守城側はそれに苦しんだ。薩軍主力が北方に転戦したため鎮台の守城負担は幾分減ったとはいえ、開戦前の出火で失った糧食の補充が充分でないため糧食不足に苦しみ、極力消費を抑えることでしのいでいた。
城内の食糧事情については熊本市田原坂西南戦争史料館の見解としては2月19日に備蓄30日分の食糧を焼失したのち同日と翌20日に鎮台会計部が市街・近郊村で20日分を調達、25日に薩軍主力が北部に移動したことによりこれ以降、随時城外各所に潜入して食料を調達、3月13日の段山の戦いの戦果として食料を確保、食糧の不足が深刻化したのは薩軍が築堤を築き水攻めを開始した3月末からであり、4月8日の突囲戦にともない米746俵ほかを獲得したのち、薩軍の包囲が解けた4月14日には粥を米飯に変える程度の兵糧は確保していたとする。衝背軍による食糧補給が開始されたのは4月15日である。
さて、池上率いる薩軍による長囲軍は当初、21個小隊・1個砲隊、計4,700名近くもいたが、長囲策が採られると16個小隊・2個砲隊に減少し、3月になって高瀬・山鹿・田原・植木等の北部戦線が激戦化するにつれ、増援部隊を激戦地に派遣してさらに減少した。そのために長囲軍は寡少の兵で巨大な熊本城を全面包囲することに苦しんだ。一方、鎮台側はこの機に乗じ、時々少量の糧食を城中に運び入れた。
長囲軍が減少した薩軍は、桐野が熊本隊の建策を入れて水攻めを行うべく、3月26日石塘堰止を実行し、坪井川・井芹川の水を城の周囲に引き込んだ。これによって熊本城の東北および西部の田畑は一大湖水に変じた。この策によって薩軍は城の東北および西部に配する兵を数百名節約できたのであるが、その一方、鎮台に対し城の西部を守る兵の削減を可能とさせ、結果的には鎮台側を益することになってしまった。
田原坂の戦いが進展しない3月14日、政府は黒田清隆中将を参軍とし、高島鞆之助大佐を司令長官（心得）とする別働第2旅団（後に第1旅団に改称）を基幹とする衝背軍を編成し、八代方面から上陸し薩軍の後方を脅かし、鹿児島と薩軍を引き離そうとした。別働第2旅団は歩兵4個大隊と警視隊1200名を擁する総勢約4000名の大部隊で、18日に第一陣として歩兵2個大隊と警視隊700名が輸送船扶桑丸、金川丸、玄海丸に分乗、伊東祐麿海軍少将率いる春日、鳳翔、孟春の護衛を受けて長崎を出発した。

#### 衝背軍上陸
3月19日、日奈久から上陸しようとした別働第2旅団は、薩軍300名が征討軍上陸に備えて警戒しているとの報を受け、3キロ南方の洲口の浜に上陸地点を変更する。上陸した黒木為楨歩兵第12連隊長率いる2個大隊と警視隊500名は薩軍1個小隊の迎撃を受けるも、鳳翔の援護射撃もありこれを撃破。部隊は八代まで進撃を開始し、14時には球磨川を渡って八代を制圧した。夕方には高島大佐も上陸し、八代に橋頭保を確保した。
薩軍本営は衝背軍の上陸に衝撃を受け、南下軍の編成に取り掛かる。三番大隊長永山弥一郎自らが指揮官をかってで、それまでの小隊編成を整理し3個中隊を編成、南下を開始し宮原・鏡付近で衝背軍と遭遇し交戦する。
21日には黒田参軍が別働第2旅団の残余を率いて日奈久に上陸。更に25日には山田顕義少将率いる別働第2旅団（従来の別働第2旅団は別働第1旅団に改名）、川路利良少将率いる別働第3旅団（警視隊を基幹に新たに編成）が上陸。衝背軍は総勢8000名の大部隊に増強された。

#### 小川の戦い
黒田参軍の指揮のもと、衝背軍は左翼に別働第1旅団、中央に同第2旅団、右翼に同第3旅団に展開し26日に進撃を開始、海上からは海軍艦船が援護した。激戦の末、薩軍を撃退して小川を占領した。この時永山弥一郎は「諸君何ぞ斯（かく）の如く怯なる、若し敵をして此地を奪はしめんか、熊本城外の我守兵を如何にせん、大事之に因て去らんのみ、生きて善士と称し、死して忠臣と称せらるゝは唯此時にあり、各死力を尽し刀折れ矢竭（つ）き而して後已（やまん）」と激励したが、戦況を逆転することはできなかった。

#### 松橋の戦い
小川が制圧された薩軍は松橋に撤退。衝背軍は3個旅団の並進を崩さず、30日には松橋へ進撃を開始する。黒田は別働第3旅団に松橋東方の豊野村を占領させ、残り2個旅団で松橋を包囲する。しかし薩軍は頑強に抵抗し、折からの大雨と、薩軍が故意に御船新田の水門を破壊して一帯に海水を流入させた事で攻め手は泥まみれとなり疲労は極限に達していた。それでも高島少将（昇進）は攻撃続行を主張、各隊は前進地点で露営し、翌31日、引き潮に乗じて別働第1旅団は進撃を再開し山背と本道の両面から松橋を攻撃、別働第1旅団は北豊崎から御船に進み、薩軍の右側を攻撃した。これに耐えきれず、薩軍は川尻に後退し正午には松橋を制圧した。部隊は翌4月1日にも攻勢を続け宇土を占領、緑川を挟んで両軍は対峙する。衝背軍は熊本城まであと10kmまで迫っていた。しかし衝背軍の戦線は広がり、兵力不足となっていた。そこで新たに別働第4旅団（司令官：黒川通軋大佐）約2600名が衝背軍に配属となり、7日には宇土半島に上陸した。

#### 鎮台兵の出撃
その頃、熊本城では薩軍の包囲兵力が減少したこともあり、部隊を城外に出して偵察や後方攪乱を幾度か行っていた。最初の城外出撃は2月27日に行われ、大迫尚敏大尉率いる偵察隊は坪井方面の威力偵察に出撃した。3月26日、植木方面で銃声を聞くが征討軍が現れないので、後方攪乱部隊を3隊に分け、京町口・井芹村・本妙寺に出撃させた。これらの部隊は一時薩軍を撃退したものの、逆襲に遭い撤退した。
籠城が40日にもなり、糧食・弾薬が欠乏してきた鎮台は余力があるうちに征討軍との連絡を開こうとして、南方の川尻方面に出撃することにした。隊を奥保鞏少佐率いる突囲隊、小川大尉率いる侵襲隊、および予備隊の3つに分け、4月8日に出撃した。侵襲隊が安巳橋を急襲し、戦っている間に突囲隊は前進し、水前寺・中牟田・健軍・隈庄を経て宇土に到達する。侵襲隊は薩軍の混乱に乗じて九品寺にある米720俵・小銃100挺などを奪って引き揚げた。
衝背軍は突囲隊と合流したことで城内の糧食が欠乏している事を知り、早急に救援に向かうべく、12日を期して総攻撃を開始する事を決断する。しかし衝背軍は逆に背後を薩軍に脅かされる事態となる。

#### 薩軍の八代急襲
この頃、薩軍は田原方面での戦闘の激化に伴って兵力が不足してきたため、桐野の命で淵辺群平・別府晋介・辺見十郎太らが鹿児島に戻って新たな兵力の徴集にあたった。3月25日、26日の両日で1500名ほどを徴兵し9番10番大隊を編成したものの、衝背軍が八代に上陸し、宇土から川尻へと迫っていたため、この兵力は熊本にいる薩軍との合流ができなかった。31日に協同隊の宮崎八郎が来着し、桐野からの指示を受け人吉から下って、衝背軍の兵站基地となっていた八代を攻撃し、衝背軍の退路を断って孤立させるという作戦の下で行動することになった。
4月4日、人吉から球磨川に沿い、或いは舟で下って八代南郊に出た薩軍は、まず坂本村の衝背軍（別働第2旅団の1個中隊）を攻撃して敗走させたのを皮切りとして、5、6日と勝利を収め、八代に迫ったが、7、8日の衝背軍の反撃によって八代に至ることができず、再び坂本付近まで押し戻された。4月11日、再び薩軍は八代を攻撃。疲労もあって衝背軍が一時敗退したが、13日に援軍が投入され、薩軍・衝背軍共に引かず、4月17日までこの状態が続いた。17日、1個大隊に薩軍の右翼を付かせる作戦が成功して衝背軍が有利となり、薩軍は敗走した。この間の萩原堤での戦いのとき協同隊の宮崎八郎が戦死し、別府晋介が足に重傷を負った。

#### 御船の戦い
黒田参軍は衝背軍を部署し、次の方面への一斉進撃を企図した。
- 甲佐・御船・吉野 ─ 別働第3旅団
- 隈庄・鯰村・上島 ─ 別働第1旅団
- 上記旅団の予備隊 ─ 別働第1、第2旅団の一部
- 緑川下流・川尻 ─ 別働第2旅団
- 同上 ─ 別働第4旅団

4月12日、別働第3、第1旅団は一斉に攻撃を開始した。別働第1旅団は宮地を発して緑川を渡り、薩軍を攻撃した。薩軍は敗戦続きに気勢揚がらず、民家に放火して退却した。この時、負傷を押して二本木本営から人力車で駆けつけた永山弥一郎は酒樽に腰掛け、敗走する薩軍兵士を叱咤激励していたが、挽回不能と見て、民家を買い取り、火を放ち、従容として切腹した。かくして御船は衝背軍に占領された。
同12日、別働第2旅団は新川堤で薩軍の猛射に阻まれ、別働第4旅団も進撃を阻止された。翌13日、別働第2旅団と別働第4旅団は連繋しながら川尻を目指して進撃した。別働第4旅団の一部が学科新田を攻撃して薩軍を牽制している間に、主力が緑川を渡り、薩軍と激戦しながら川尻へと進んだ。川尻に向かった別働第4旅団と第2旅団は両面から薩軍を攻撃して退け、遂に川尻を占領した。

#### 衝背軍の熊本入城
4月13日、別働第2旅団の山川浩中佐は緑川の中洲にいたが、友軍の川尻突入を見て機逸すべからずと考え、兵を分けて自ら撰抜隊を率いて熊本城目指して突入、翌14日16時頃遂に城下に達した。城中皆が救援部隊の到着に喜んだが、後に山川中佐は作戦を無視した独断専行を譴責されたといわれる。
13日夜、二本木の薩軍本営にいた西郷は、川尻が攻撃されたことを受け、村田新八、池上四郎と共に木山方面に移動した。薩軍も熊本城の包囲を解き14日に木山方面に撤退し、北方の植木・木留・鳥巣方面の諸隊4000名も続々と撤退を開始。城南方面の立田山南麓の新南部村付近に集結した。こうして2月22日以来50余日に渡り奮戦した薩軍の戦線は全面崩壊し、薩軍は熊本城東方の白川と木山川一帯の扇状台地に新たに戦線を構築するも、袋小路に追い詰められてしまった

### 城東会戦
薩軍諸隊が熊本城・植木から逐次撤退してきた4月17日、桐野らは本営木山を中心に、右翼は大津・長嶺・保田窪・健軍、左翼は御船に亘る20km余りの新たな防衛線を築き、ここで南下する征討軍を迎え撃ち、官軍を全滅させる作戦をとることにした。この時に薩軍が本営の木山（益城町）を囲む形で肥後平野の北から南に部署した諸隊は以下のような配置をしていた。（計約8,000名）
- 大津 - 野村忍介指揮諸隊
- 長嶺 - 貴島清指揮貴島隊および薩軍6個中隊
- 保田窪 - 中島健彦指揮5個中隊および福島隊
- 健軍 - 河野主一郎指揮5個中隊および延岡隊（約750名）
- 木山 - 薩軍本営
- 御船 - 坂元仲平指揮20個中隊（計約1,300名）

対する官軍も、山縣参軍らが熊本城で行った軍議で各旅団を次のように部署した。（計約30,000名）
- 片川瀬 - 第3旅団
- 竹迫 - 第1旅団
- 立田山 - 別働第5旅団
- 熊本城東部 - 熊本鎮台
- 熊本城 - 第4旅団（予備軍として）
- 川尻 - 別働第1旅団
- 隈庄 - 別働第2旅団
- 堅志田 - 別働第3旅団
- 八代 - 別働第4旅団

薩軍最右翼の大津へは野村忍介指揮の部隊が配備された。4月20日黎明、第1・第2・第3旅団は連繋して大津街道に進撃したが、野村の諸隊は奮戦してこれを防ぎ、そのまま日没に及んだ。
4月19日、熊本鎮台・別働第5旅団・別働第2旅団は連繋して健軍地区の延岡隊を攻めた。延岡隊は京塚を守って健闘したが、弾薬が尽きたので後線に退き、替わって河野主一郎の中隊が逆襲して征討軍を撃破した。征討軍は別働第1旅団からの援軍を得たが、苦戦をいかんともしがたかった。征討軍はさらに援軍を得てやっとのことで薩軍の2塁を奪ったが、薩軍優位のまま日没になった。
別働第5旅団の主力は4月20日、保田窪地区の薩軍を攻めた。午後3時には猛烈な火力を集中して薩軍の先陣を突破して後陣に迫ったが、中島が指揮する薩軍の逆襲で左翼部隊が総崩れとなった。腹背に攻撃を受けた征討軍は漸く包囲を脱して後退した。この結果、別働第5旅団と熊本鎮台の連絡は夜になっても絶たれたままになった。
長嶺地区の貴島は抜刀隊を率いて勇進し、別働第5旅団の左翼を突破して熊本城へ突入する勢いを見せた。熊本城にいた山縣参軍は品川弥二郎大書記官からの官軍苦戦の報告と大山巌少将からの薩軍が熊本に突出する虞れがあるとの報告を聞き、急遽熊本城にあった予備隊第4旅団を戦線に投入するありさまであった。
薩軍最左翼の御船へは坂元指揮の諸隊が、熊本に上陸した衝背軍と入れ替わる形で進駐していた。別働第3旅団は4月17日、熊本から引き返して来て御船を攻めた。坂元の諸隊はこの攻撃は退けたが、それに続く別働第1・第2・第3旅団の西・南・東からの包囲攻撃には堪えきれず、御船から撤退した。
このように両軍の衝突は4月19、20日に征討軍が薩軍に攻撃を仕掛けたことから始まり、戦いは一挙に熊本平野全域に及んだ。先に薩軍最左翼の御船が敗れ、20日夜半には最右翼の大津の野村部隊も退却したので、翌21日早朝、第1・第2旅団は大津に進入し、次いで薩軍を追撃して戸嶋・道明・小谷から木山に向かい、小戦を重ねて木山に進出した。第3旅団は大津に進出してここに本営を移した。
このように「城東会戦」では、薩軍は左翼では敗れたものの、右翼の長嶺・保田窪・健軍では終始優勢な状況にあった。しかし征討軍は北方の大津と南方の御船から薩軍本営の木山を大きく半包囲する形成であり、薩軍は九州山地に後背を塞がれる地勢であり、桐野は木山を死所に決戦をする気でいたが、野村忍介・池辺の必死の説得で桐野は遂に翻意し、撤退して本営を東方の浜町へ移転することに決し、自ら薩軍退却の殿りを務めた。こうして本営が浜町に後退したために、優勢だった薩軍右翼各隊も東方へ後退せざるを得なくなり、関ヶ原の戦い以来最大の野戦であった「城東会戦」はわずか一日の戦闘で決着がついた。

### 薩軍の三州盤踞策と人吉攻防戦
4月21日、薩軍は矢部浜町の軍議で、村田新八・池上が大隊指揮長を辞め、本営附きとなって軍議に参画すること、全軍を中隊編制にすること、三州（薩摩・大隅・日向）盤踞策を採ること、人吉をその根拠地とすることなどを決めた。この時に決められた諸隊編成および指揮長は以下の通りである。
- 奇兵隊 - 指揮長野村忍介
- 振武隊 - 指揮長中島健彦
- 行進隊 - 指揮長相良長良
- 雷撃隊 - 指揮長辺見十郎太
- 干城隊 - 指揮長阿多壮五郎
- 常山隊 - 指揮長平野正介
- 正義隊 - 指揮長河野主一郎
- 鵬翼隊 - 指揮長淵辺群平
- 勇義隊 - 指揮長中山盛高

この後即日、薩軍は全軍を二手に分けて椎原越えで人吉盆地へ退却した。
4月27日、人吉盆地に入った薩軍は本営を人吉に置いた。28日に江代に着いた桐野はここに出張本営を置き軍議を開いた。江代軍議で決められたのは、人吉に病院や弾薬製作所を設けること、各方面に諸隊を配置することなどで、逐次実行に移された。この時、桐野が人吉を中心に南北に両翼を張る形で薩軍を以下の通りに配置した。
- 薩軍諸隊配置[19]
  - 豊後口方面 - 指揮長野村忍介
  - 鹿児島方面 - 指揮長中島健彦
  - 同上 - 指揮長相良長良
  - 大口方面 - 指揮長辺見十郎太
  - 江代口方面 - 指揮長阿多壮五郎
  - 中村・加久藤・綾方面 - 指揮長平野正介
  - 神瀬・小林方面 - 指揮長河野主一郎
  - 佐敷方面 - 指揮長淵辺群平
  - 川内方面 - 指揮長中山盛高
  - 高原口方面 - 指揮長堀与八郎

対する官軍の配置は以下の通りである。
- 官軍旅団配置
  - 健軍・木山方面 - 第1旅団（野津鎮雄少将）
  - 砂取・川尻方面 - 第2旅団（三好重臣少将）
  - 高森方面 - 第3旅団（三浦梧楼少将）
  - 鹿児島方面 - 第4旅団（曾我祐準少将）
  - 同上 - 別働第1旅団（高島鞆之助少将）
  - 南種山・五箇庄方面 - 別働第2旅団（山田顕義少将）
  - 佐敷・水俣・大口方面 - 別働第3旅団（川路利良少将）
  - 比奈久・球磨川口方面 - 別働第4旅団（大山巌少将）
  - 矢部浜町方面 - 熊本鎮台（谷干城少将）

#### 神瀬方面
5月8日、辺見・河野主一郎・平野・淵辺はそれぞれ雷撃隊・破竹隊・常山隊・鵬翼隊の4個隊を率いて神瀬箙瀬方面に向かった。征討軍との戦闘は9日に始まったが、15日には、破竹隊の赤塚源太郎以下1個中隊が征討軍に降るという事件が起きた。これより神瀬周辺での両軍の攻防は一進一退しながら6月頃まで続いた。

#### 万江方面
別働第2旅団（山田少将）は5月19日、人吉に通じる諸道の一つ万江越道の要衝水無・大河内の薩軍を攻撃した。これを迎え撃った薩軍の常山隊七番中隊はいったん鹿沢村に退き、5月21日に水無・大河内の征討軍に反撃したが、勝敗を決することができず、再び鹿沢村に引き揚げた。28日、今度は征討軍が鹿沢村の常山隊七番中隊を攻撃した。常山隊は必死に防戦したが、弾薬が尽きたために内山田に退き、翌日29日に大村に築塁し、守備を固めた。

#### 大野方面
5月5日、田ノ浦に征討軍が上陸。材木村は田ノ浦から人吉に通じる要路であったため鵬翼隊四・六番中隊は材木村に見張りを置き、大野口を守備した。6日、征討軍が材木村の鵬翼隊四番中隊を攻めたので、薩軍はこれを迎え撃ち、いったんは佐敷に退却させることに成功した。しかし9日、征討軍は再び材木村の鵬翼隊六番中隊を攻めた。激戦が行われたが、薩軍は敗れてしまい、長園村に退いた。このとき淵辺が本営より干城隊八番中隊左半隊を応援に寄越したので、征討軍を挟み撃ち攻撃で翻弄し、塁を取り戻した。また、一ノ瀬の鵬翼隊三番中隊は征討軍の襲来に苦戦しつつも材木村まで到達し、材木村の薩軍と共に塁の奪還に成功した。さらに鵬翼隊二・五番中隊、干城隊四番中隊、その他諸隊は佐敷方面湯ノ浦の征討軍を攻めたが失敗し大野に退却した。16日、征討軍が一ノ瀬の鵬翼隊五番中隊を攻撃した。薩軍は苦戦したが、大野からきた干城隊三番中隊の参戦により征討軍を退けることができた。
20日、別働第3旅団が久木野に進入した。大野本営にいた淵辺は干城隊番三・四・八番中隊に命令して久木野の征討軍を襲撃させ、退却させることに成功した。この戦いは薩軍の圧勝となり、銃器や弾薬、その他の物品を多く得た。22日、淵辺は佐敷口の湯ノ浦に進撃することを決め、干城隊三・四番中隊、鵬翼隊六番中隊、その他2隊に進軍を命じた。またこの日、大野の本営にいた辺見は久木野に進撃することを決意し、淵辺に応援を要求した。淵辺は干城隊八番中隊を久木野に寄越した。そこで、たまたま大野口から湯ノ浦に進撃していた干城隊三・四番中隊と合流し、征討軍を退けた。23日、別働第三旅団が倉谷・高平・大野方面の薩軍を次々と破り、大野に進入してきた。鵬翼隊五番中隊左小隊、干城隊二番中隊は防戦したが、敗れて石河内に退却した。久木野にいた干城隊八番中隊も参戦しようとしたが、大野の塁は征討軍に奪われてしまった。淵辺群平は、塁を奪還するため夜襲を命じたが、征討軍の反撃で退却した。この日、一ノ瀬の鵬翼隊三番中隊の塁にも官軍が襲来した。三番中隊は大野口の敗報を聞き、左小隊を鎌瀬、右小隊を植柘に分けて退いた。その後神ノ瀬方面も敗れたという報告を聞き、舞床に退いた。鵬翼隊二番中隊は岩棚より程角道三方堺に退却した。
28日明け方、征討軍が舞床の鵬翼隊三番中隊を襲った。この日は防戦に成功したが征討軍は29日に再び鵬翼隊三番中隊右半隊を攻撃。薩軍は塁を捨てて後退したが、鵬翼隊三番中隊左小隊の活躍により塁を取り返し、銃器・弾薬を得た。この夜、三方堺の鵬翼隊二番中隊も襲われ、弾薬不足のため背進した。このため舞床の薩軍は鵯越に退いた。札松方面の鵬翼隊二番中隊が人吉に退却したため、振武隊二番中隊・干城隊八番中隊は程角越の応援のために進撃し、振武隊二番中隊は程角本道の守備を開始した。鵬翼隊二番中隊も同じく程角越に進撃した。30日の夜明け頃、征討軍が程角左翼の塁を攻撃し薩軍は敗北した。征討軍は勢いに乗じて干城隊八番中隊・振武隊十六番小隊を攻めた。薩軍各隊は大いに苦戦し、次々と兵を原田村に引き揚げた。激しい攻防が続き、勝敗は決まらず夜になった。翌日薩軍各隊は原田村に兵を配置した。
6月1日早朝、諸道の征討軍が人吉に向かって進撃した。諸方面の薩軍はすべて敗れ、人吉や大畑に退却した。これを知った中神村の鵬翼隊六番中隊・雷撃隊五番中隊・破竹隊一番中隊、その他2隊、鵯越の鵬翼三番中隊、戸ノ原の鵬翼隊五番中隊等の諸隊は大畑に退却した。原田村の干城隊八番中隊・振武隊二番中隊・鵬翼隊二番中隊・振武隊十六番小隊、郷之原の破竹隊四番中隊、深上の雷撃隊一番中隊、馬場村の雷撃隊二番中隊等は人吉の危機を聞き、戦いながら人吉に向かった。

#### 博愛社の創設

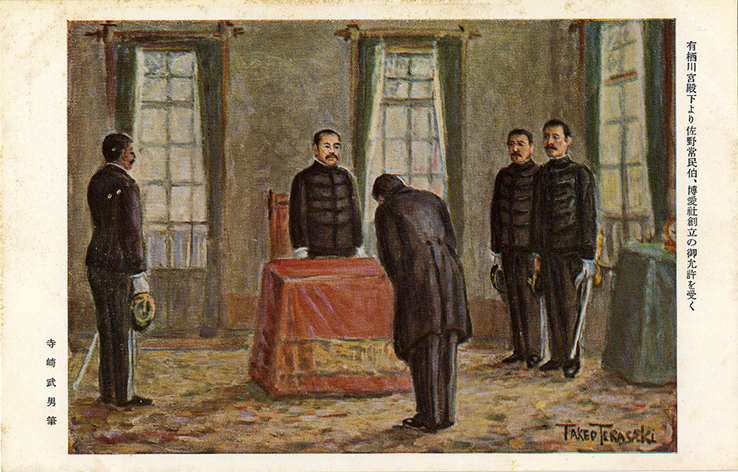
教師館ジェーンズ邸で博愛社設立を許可する陸軍の有栖川宮熾仁親王。

この戦争中の5月、多数の負傷者を救護するために博愛社（日本赤十字社の前身）が設立された。死傷兵を運ぶための安比蘭斯（救急馬車）も準備された。6月からは青森県より62名、石川県より35名というふうに官軍への従軍志願者が続々と到着した。こうして以後の戦時体制が整えられていった。

#### 人吉攻防戦
4月30日、常山隊三番中隊は中村、遊撃隊六番小隊春田吉次は頭治などそれぞれ要地を守備したが、5月3日から7日までの宮藤の戦い、10日から14日までの平瀬の戦いで、征討軍は中村中佐の活躍によりこれらを敗走させることに成功した。中村中佐は21日、横野方面の薩軍を襲撃し、岩野村に敗走させた。一方、尾八重を守っていた干城隊二番中隊は岩野村を守備し、22日、前面の征討軍を襲撃し敗走させた。さらに追撃しようとしたが弾薬が不足していたこともあり、米良の西八重に退却した。
別働第2旅団は7つの街道から球磨盆地に攻め入る作戦を立て、5月1日から9日までこの作戦を遂行した。まず前衛隊は球磨川北岸沿いを通る球磨川道、南岸沿いを通る佐敷道から攻めたが、街道は大部隊が通るには困難な地形であったために官軍は各地で薩軍に敗退した。しかし、人員・物資の不足により、薩軍は当初の勢いがなくなった。そこを突いて12日、別働第2旅団は球磨盆地の北部にある五家荘道等の5つの街道から南下し始めた。薩軍の球磨川北部の守りが薄かったので、別働第2旅団は12日から25日までの13日間に五木荘道の頭治・竹の原、球磨川道の神瀬、種山道、仰烏帽子岳など多くの要地を陥落させた。

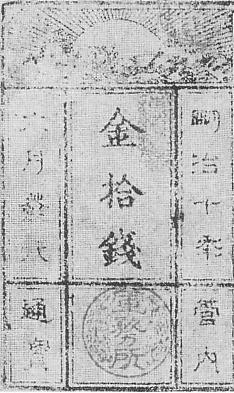
西郷札（表）

この頃桐野は宮崎から鹿児島方面および豊後等の軍を統監していたが、ここを根拠地とするために宮崎支庁を占領し、28日に軍務所と改称した。別働第2旅団の侵攻で危険が目前に迫った人吉では、村田新八らが相談して安全をはかるために、29日池上に随行させて狙撃隊等2,000名の護衛で西郷を宮崎の軍務所へ移動させた。31日に西郷が軍務所に着くと、ここが新たな薩軍の本営となり、軍票（西郷札）などが作られ、財政の建て直しが図られた。
山田少将が指揮する別働第2旅団の主力部隊は30日、五家荘道・照岳道などから人吉に向かって進撃した。これと戦った薩軍は各地で敗退し、五家荘道の要地である江代も陥落した。また神瀬口の河野主一郎、大野口の淵辺は共に人吉にいたが、薩軍が敗績し、人吉が危機に陥ったことを聞き、球摩川に架かる鳳凰橋に向かった。しかし、官軍の勢いは止められず、橋を燃やしてこれを防ごうとした淵辺は銃撃を受けて重傷を負い、吉田に後送されたが亡くなった。
6月1日早朝、照岳道の山地中佐隊に続いて征討軍が次々と人吉に突入した。そして村山台地に砲台を設置し、薩軍本営のあった球磨川南部を砲撃した。これに対し村田新八率いる薩軍も人吉城二ノ丸に砲台陣地を設け対抗した。しかし薩軍の大砲は射程距離が短いために適わず、逆に永国寺や人吉城の城下町を焼いてしまった。この戦いは三日間続いた。薩軍本隊は大畑などで大口方面の雷撃隊と組んで戦線を構築し、征討軍のさらなる南下を防ごうとしたが失敗し、堀切峠を越えて、飯野へと退却した。こうして人吉は征討軍の占領するところとなった。
4日になると、薩軍人吉隊隊長犬童治成らが部下と共に別働第2旅団本部に降伏し、その後も本隊に残された部隊が征討軍の勧告を受け入れ次々と降伏した。人吉隊の中にはのちに征討軍に採用され軍務に服したものもあった。

### 大口方面の戦い
4月22日に雷撃隊（13個中隊、約1300名）の指揮長に抜擢された辺見は日ならずして大口防衛に派遣された。これに対し征討軍は5月4日、別働第3旅団の3個大隊を水俣から大口攻略のため派遣した。この部隊は途中、小河内・山野などで少数の薩軍を撃退しながら大口の北西・山野まで進攻した。
辺見は征討軍を撃退すべく大口の雷撃隊を展開した。5月5日、雷撃隊と征討軍は牛尾川付近で交戦したが、雷撃隊は敗れ、征討軍は大口に迫った。辺見は雷撃隊を中心に正義隊・干城隊・熊本隊・協同隊などの諸隊を加えて大塚付近に進み、8日の朝から久木野本道に大挙して攻撃を加え、征討軍を撃退、征討軍は深渡瀬まで下がった。
久木野・山野を手に入れた辺見は5月9日、自ら隊を率いて征討軍に激しい攻撃を加えて撃退し、肥薩境を越えて追撃した。11日、雷撃隊は水俣の間近まで兵を進め、大関山から久木野に布陣した。人吉防衛のため球磨川付近に布陣していた淵辺率いる鵬翼隊6個中隊（約600名）も佐敷を攻撃した。また池辺率いる熊本隊（約1500名）も矢筈岳・鬼岳に展開し、出水・水俣へ進軍する動きを見せた。12日、鵬翼隊は佐敷で敗れたが、雷撃隊は圧倒的に優る征討軍と対等に渡り合い、「第二の田原坂」といわれるほどの奮戦をした。これを見た征討軍は増援を決定し、第3旅団を佐敷へ、第2旅団を水俣へ派遣した。
征討軍は23日、矢筈岳へ進攻し、圧倒的物量と兵力で薩軍を攻撃した。熊本隊は奮戦したが、支えきれずに撤退した。対して26日未明、佐々友房・深野一三らが指揮する約60名の攻撃隊が矢筈岳の官軍を急襲したが、征討軍の銃撃の前に後退し、熊本隊はやむなく大口へと後退した。
6月1日、三洲盤踞の根拠地となっていた人吉が陥落し、薩軍本隊は大畑へ退いた。3日に官軍の二方面からの大関山への総攻撃が始まった。官軍の正面隊は原生林に放火しながら進撃した。球磨川方面からは別働隊が攻撃した。雷撃隊はこれらを激しく邀撃したが、二面攻撃に耐え切れず、大口方面へ後退した。これを追って官軍は久木野前線の数火点および大関山・国見山を占領した。
7日に久木野が陥落し、薩軍は小河内方面に退却した。翌日、征討軍はこれを追撃して小河内を占領した。13日、山野が陥落した。征討軍は大口へ迫り、人吉を占領した別働第2旅団は飯野・加久藤・吉田越地区進出のため、大畑の薩軍本隊に攻撃を加えた。結果、雷撃隊と薩軍本隊との連絡が絶たれた。
征討軍は17日、八代で大口方面に対する作戦会議を開き、別働第2旅団は小林攻略と大口方面での征討軍支援、別働第3旅団は大口攻略後、南の川内・宮之城・栗野・横川方面を攻略するという手筈が整えられた。これにより雷撃隊は官軍の戦略的脅威の範疇から完全に外れることとなった。
18日、征討軍の山野への進撃に対し、雷撃隊を率いる辺見は砲弾の雨の中、必死に征討軍を食い止めていた。だが、北東の人吉からの別働第2旅団の攻撃、北西の山野からの別働第3旅団の攻撃により、郡山・坊主石山が別働第2旅団の手に落ちた。結果、両者の間の高熊山に籠もっていた熊本隊は完全に包囲された。
征討軍は6月20日、高熊山の熊本隊と雷撃隊が占領する大口に攻撃を加えた。この時の戦闘では塹壕に拠る白兵戦が繰り広げられた。しかし、人吉・郡山・坊主石山からの三方攻撃の中、寄せ集め兵士の士気の激減と敵軍の圧倒的な物量で、さしもの辺見指揮下の部隊も敗れ、遂に大口は陥落した。雷撃隊が大口から撤退することになった時、辺見は祠の老松の傍らに立ち、覚えず涙を揮って「私学校の精兵をして、猶在らしめば、豈此敗を取らんや」と嘆いたといわれる。これが有名な「十郎太の涙松」の由来になった。
6月25日、雷撃隊は大口の南に布陣し、曽木、菱刈にて官軍と戦ったが、覆水盆に返ることなく、相良率いる行進隊と中島率いる振武隊と合流し、南へと後退していった。ここに大口方面における約2か月もの戦いに幕は下りた。

### 鹿児島方面の戦い

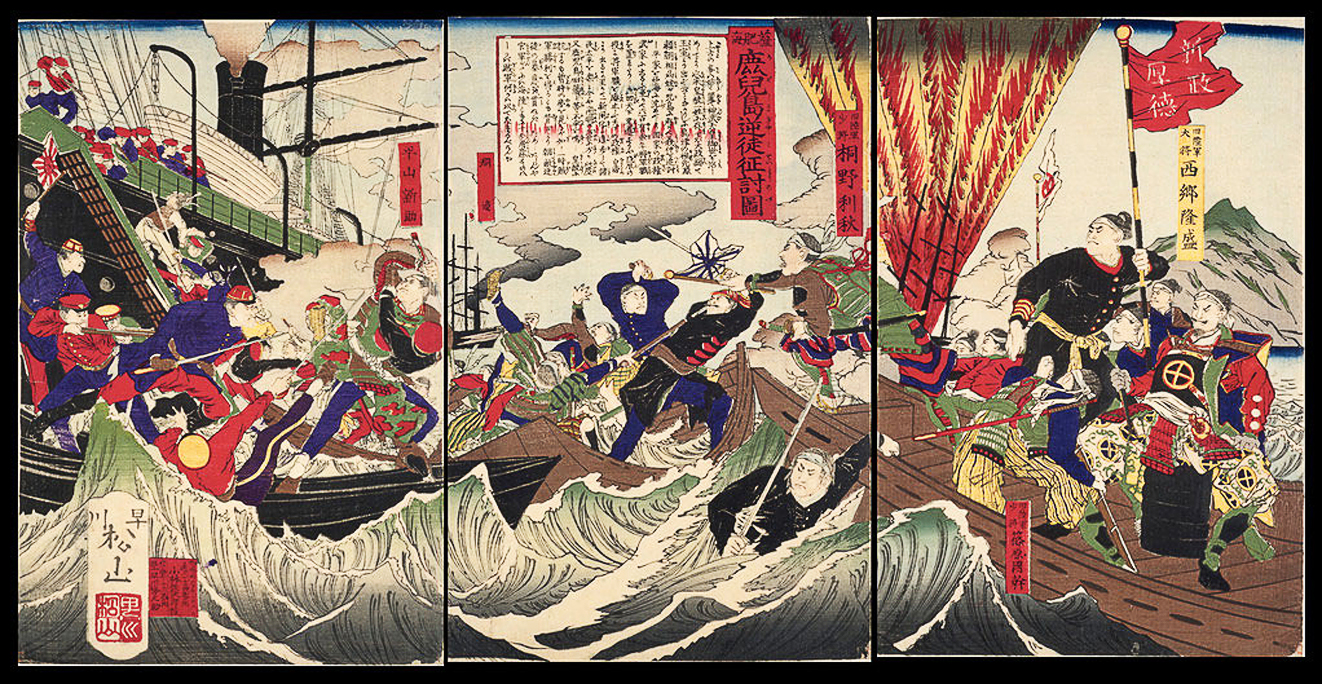
鹿児島で激突する官軍と西郷軍（「薩肥海鹿児島逆徒征討図」早川松山画、明治10年3月）

まだ戦争の帰趨が覚束なかった2月末、政府は鹿児島の人心を収攬し、薩軍の本拠地を衝くために旧藩の国父であった島津久光に元老院議官柳原前光を勅使として、兵士千数百名とともに派遣し、3月7日に鹿児島に到着した。しかし、久光は薩軍に荷担することはしないが、旧主の恩顧を以てしても効がないとした。
勅使らは中原らを出獄させ、弾薬製作所・砲台を破壊し、火薬・弾薬を没収して引き揚げた。これにより薩摩軍はその後の戦闘に大きな支障をきたすことになる。
熊本城の包囲が解けた4月23日、政府は参軍川村純義海軍中将を総司令官として別働第1旅団（旅団長高島鞆之助）・別働第3旅団2個大隊（田辺良顕中佐）を主力とする陸海軍混成軍を鹿児島に派遣した。しかし、27日に上陸して本営を設けた川村参軍は情勢を判断して増援を求めた。そこで政府は新たに第4旅団（曾我祐準少将）・別働第5旅団（大山巌少将）1個大隊を派遣した。川村参軍が最初に着手したのは市民生活の安定で、仁礼景通大佐を仮の県令として警察業務を代行させ、逃散してしまった県官の逮捕・査明等を行わせた。5月3日になると、新県令岩村通俊が赴任し、西郷に告諭書を送った。

#### 城山・重富・紫原の戦い

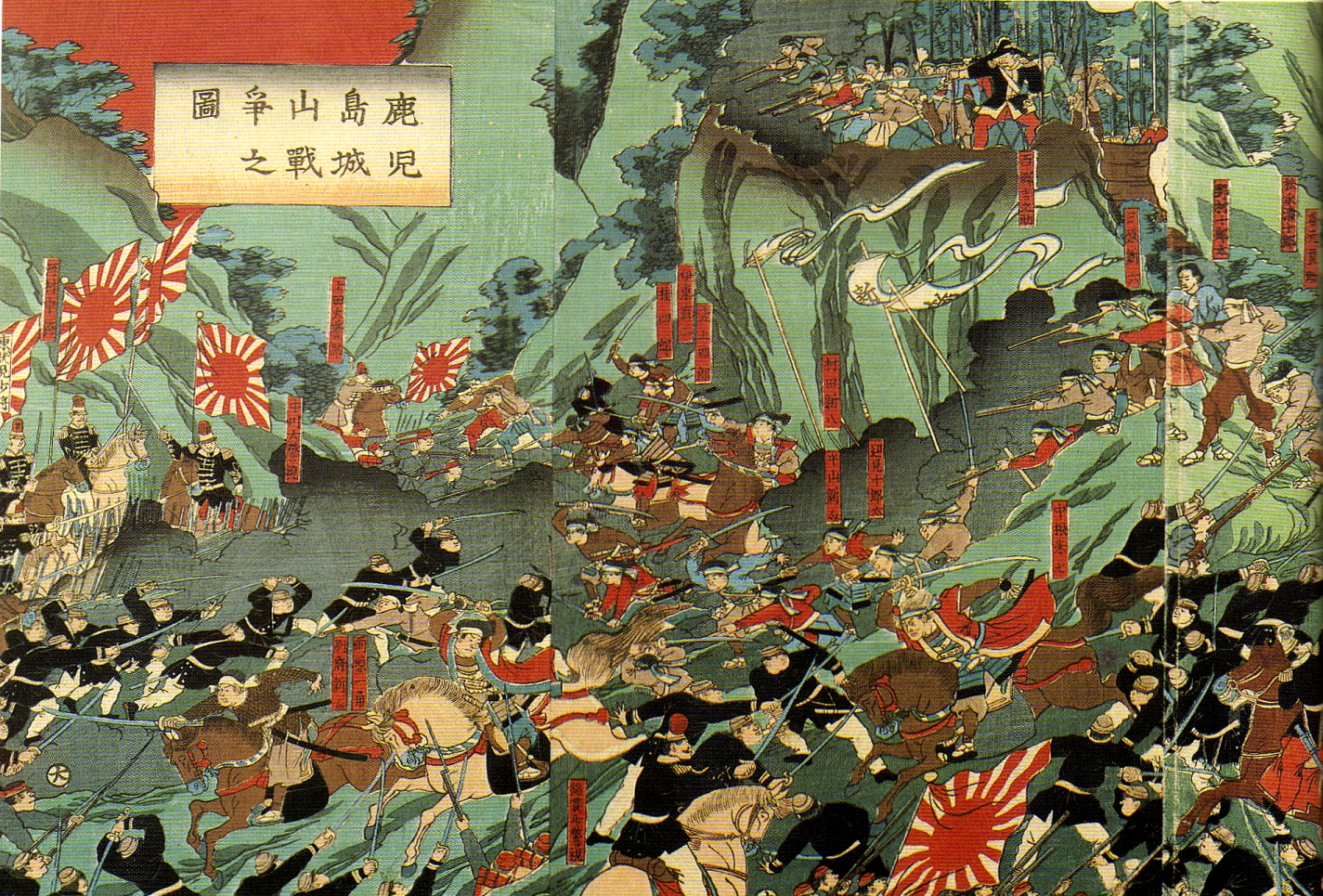
城山の戦い

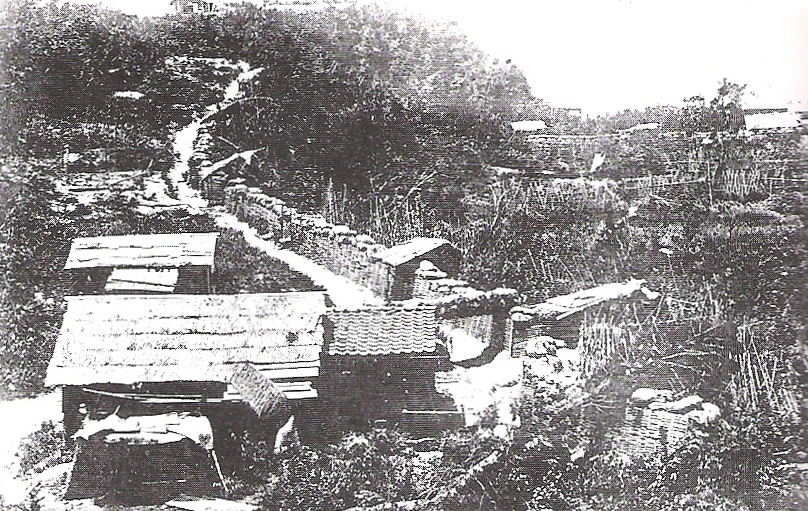
城山を取り囲む帝国陸軍の要塞

薩軍では、4月28日の江代の軍議の後、中島健彦を振武隊など11個中隊の指揮長として鹿児島方面に派遣した。監軍貴島清を伴って出発した中島健彦は途中で別府晋介・桂久武らと会して5月1日に軍議を開き、別府晋介が横川に本営を置いて鹿児島方面を指揮し、前線部隊の中島らはさらに進んで山田郷から鹿児島に突入することとなった。5月5日には遅れて到着した相良を指揮長とする行進隊など10個中隊が振武隊と合流した。
薩軍は当初、山田街道から城山北方に出、背面から官軍を攻撃しようとしたが、5月3日は雨に阻まれ、4日は激しい抵抗にあって冷水へ後退した。6日には西方に迂回して甲突川を越えて急襲しようとしたが、渡河中に猛烈な射撃を受けて大敗し、伊敷へ後退した。この頃、薩軍は各郷から新兵を募集し、新振武隊15個中隊を編成した。また上町商人からなる振武附属隊も作られた。
11日から13日にかけては、催馬楽山の薩軍と海軍の軍艦龍驤との間で大規模な砲撃戦が行われ、14日から17日にかけては、征討軍によって薩軍の硝石製造所・糧秣倉庫等が焼却された。薩軍に包囲されて市街の一画を占領している状態の別働第1旅団は24日、武村を攻撃したが敗退した。29日、第4旅団が薩軍の不意を衝いて花倉山と鳥越坂から突入したが、これも撃退された。
22日、川村参軍は第4旅団1個大隊半・別働第3旅団2個中隊を右翼、別働第1旅団2個大隊半を左翼として軍艦4隻と小舟に分乗させ、艦砲で援護しながら重富に上陸させて薩軍の後方を攻撃させた。また、軍艦龍驤を加治木沖に回航して薩軍の増援を阻止させた。左右翼隊の健闘でさしもの薩軍も遂に重富から撃退され、次いで磯付近で包囲攻撃を受け、北方に敗走した。こうして征討軍は重富を確保した。これに対し、23日、中島・貴島・相良は征討軍に反撃し、行進隊8個中隊と奇兵隊2箇中隊で雀宮・桂山を襲撃し、多数の銃器・弾薬を獲得した。
24日、別働第1旅団と別働第3旅団は大挙攻勢に出、涙橋付近で交戦する一方、軍艦に分乗した兵が背後を衝き、薩軍を敗走させた。逆襲した薩軍と壮烈な白兵戦が展開されたが、夕方、暴風雨になり、これに乗じた征討軍の猛攻に弾薬乏しくなった薩軍は耐えきれず、吉野に退却した。この紫原（むらさきばる）方面の戦闘は鹿児島方面で行われた最大の激戦で、征討軍211名、薩軍66名の死傷者を出した。翌25日、第4旅団は下田街道を南下し、坂元・催馬楽・桂山から別府隊・振武隊十番中隊の背後を攻撃し、吉野へ追い落とした。26日には同旅団が鳥越道と桂山の二方から前進攻撃したところ、薩軍は抵抗することなく川上地方へ退却した。

#### 征討軍主力の鹿児島連絡
大口南部の薩軍を退けた川路少将率いる別働第3旅団は6月23日、宮之城に入り川内川の対岸および下流の薩軍を攻撃した。一斉突撃を受けた薩軍は激戦の末、遂に鹿児島街道に向かって退却した。別働第3旅団の部隊は翌24日には催馬楽に至り、次々に薩軍の堡塁を落として、夕方には悉く鹿児島に入り、鹿児島周辺の薩軍を撃退した。こうして征討軍主力と鹿児島上陸軍の連絡がついた。
退却した薩軍は都城に集結していると予測した川村参軍は29日、別働第1旅団を海上から垂水・高須へ、第4旅団を吉田・蒲生へ、別働第3旅団を岡原・比志島経由で蒲生へ進め、都城を両面攻撃することとした。また海軍には重富沖から援護させ、鹿児島には第4旅団の1個大隊を残した。

### 都城方面の戦い
人吉方面撤退後の6月12日、村田新八は都城に入り、人吉・鹿児島方面から退却してきた薩軍諸隊を集め、都城へ進撃する征討軍に対する防備を固めた。薩軍の配置は戦闘によって大幅に入れ替わりがあるので確定しがたいが、北からほぼ以下のようになっていた。
- 最右翼（霧島山・高千穂北麓）
  - 小林・高原方面 - 破竹隊など
- 右翼（霧島山・高千穂南麓）
  - 財部・庄内方面 - 破竹隊など
- 中央
  - 敷根・福山・清水方面 - 振武隊・奇兵隊など
- 左翼
  - 岩川・末吉・大崎・百引方面 - 雷撃隊・行進隊など

対して、都城に攻め入ろうとする官軍の配置は北からほぼ以下のようになっていた。
- 左翼
  - 小林・飯野 - 別働第4旅団の一部・第2旅団
- 中央
  - 庄内方面 - 第3旅団（国分本営）
  - 庄内・福山の中間 - 別働第4旅団（国分本営）
  - 福山方面 - 第4旅団（敷根本営）
- 右翼
  - 岩川・末吉方面 - 別働第1旅団（高隈本営）

#### 小林・高原方面
6月19日、河野主一郎は破竹隊を率いて別働第2旅団が守る飯野を21日まで猛撃して奪取をはかったが、征討軍は善戦し、陥とすことはできなかった。逆に横川から転進してきた第2旅団が7月14日、小林から高原を攻撃し高原を占領した。高原奪還を目指す薩軍は17日、堀与八郎を全軍指揮長とし雷撃隊・鵬翼隊・破竹隊などの9個中隊を正面・左右翼・霞権現攻撃軍（鵬翼三番隊）の4つに分け、深夜に植松を発ち、正面・左右翼軍は暁霧に乗じて高原の征討軍を奇襲し、あと一歩のところで奪還するところであったが、征討軍の増援と弾薬の不足により兵を引き揚げた。一方、霞権現へ向かった鵬翼三番隊は奇襲に成功し、銃器・弾薬等の軍需品を得た。この戦い以降、征討軍は警戒を強め、17日に堡塁や竹柵を築いて薩軍の奇襲に備えた。21日薩軍は再び高原を攻撃するため征討軍を攻撃するが、強固な守備と敵の援軍の投入により、高原奪還は果たせず、庄内へと退却した。

#### 踊・大窪・財部方面
横川方面が征討軍に制圧されてしまったため、7月1日、薩軍の雷撃隊六・八・十・十三番中隊、干城隊一・三・五・七・九番中隊、正義隊四番中隊等の諸隊は踊に退却し、陣をこの地に敷いた。征討軍は6日、国分に進入して背後より踊の薩軍を攻撃し、薩軍は大窪に退却した。薩軍は襲山の桂坂・妻屋坂を守備すべく、干城隊七番中隊などを向かわせ、その他の諸隊に築塁の準備をさせたが、踊街道から征討軍が進出しているとの情報を受け、正義隊四番・雷撃隊十三番・干城隊一番隊・雷撃隊八番隊がこれを防いだ。また、征討軍は襲山街道からも攻めてきたため、干城隊三・七番隊、雷撃隊六番隊がこれを防いだが、決着はつかず両軍は兵を退いた。ここで征討軍は第二旅団全軍をもって大窪の薩軍を攻めた。
12日、辺見は赤坂（下財部）の征討軍の牙城を攻撃するため、雷撃隊を率いて財部の大河内に進撃。この地は左右に山があり、中央に広野が広がっているという地形となっており、征討軍はその地形に沿う形で陣を敷いていたため、薩軍は左右翼に分かれて山道から征討軍を奇襲し優位に立ったが、雨が降り進退の自由を失い、あと一歩のところで兵を引き揚げた。
17日、辺見は奇兵隊を率いてきた別府九郎と本営の伝令使としてやってきた河野主一郎らと合流し、荒磯野の征討軍を攻撃するため兵を本道・左右翼に分け、夜明けに高野を出発した。辺見らの諸隊は征討軍に対し善戦するが、河野が本営に帰還するよう命じられたことによる右翼の指揮官の不在と征討軍の援軍の参戦、弾薬の不足により、雷撃隊は高野へ、奇兵隊は庄内へとそれぞれ退却した。19日には都城危急の知らせにより高野の雷撃隊は庄内へ移動し守りを固めた。また辺見は23日の岩川攻撃作戦のために雷撃六番隊、干城七番を率いて岩川へ向かった。

#### 敷根・福山・岩川方面
第3旅団が7月10日、敷根・清水の両方面から永迫に進撃し、行進隊十二番中隊を攻撃したので、行進隊は通山へ退却した。一方、敷根・上段を守備していた行進隊八番中隊は、征討軍の攻撃を受け、福原山へと退却した。行進隊八・十二番中隊は上段を奪回しようと征討軍を攻撃するが、破ることができず、通山へ退却した。15日早朝、行進隊・奇兵隊は嘉例川街道を攻撃したが、征討軍の守りは堅く、加治木隊指揮長越山休蔵が重傷を受けたため、攻撃を中止し通山へ退却した。
23日、征討軍が岩川に進出したとの報を受け、高野から雷撃隊八・七番隊・干城隊七番隊を率いてきた辺見と合流し、辺見・相良を指揮長として岩川へ進撃し征討軍と交戦した。16時間にも及ぶ砲撃・銃撃戦であったが、結局、薩軍は征討軍を破れず、末吉へと退却した。

#### 恒吉・百引・大崎方面
7月7日、振武隊大隊長中島健彦、同監軍貴島清は国分より恒吉に到着した。このとき征討軍は百引・市成に進駐していたので、薩軍は振武隊の14個中隊を派遣し、この方面への攻撃を決定した。振武隊は夜に恒吉を出発し、8日に百引に到着した。ここで三方面から征討軍を抜刀戦術で襲撃した。不意を突かれた征討軍は二川・高隈方面まで敗走した。この戦いで薩軍の死傷者が8名ほどであったのに対し、征討軍の死傷者は95名ほどで、その上大砲2門・小銃48挺・弾薬など多数の軍需品を奪われた。一説によると、7月8日に結集した薩軍の兵力は、約5,000人に上ったといわれる。
一方、越山・別府九郎ら率いる市成口牽制の奇兵隊・振武隊・加治木隊も8日に市成に到着した。越山らが兵を三方面に分けて進撃したのに対し、征討軍は阜上からこれを砲撃し、戦闘が開始された。戦闘は激しいものとなり、夕方、征討軍は民家に火を放ち、二川に退却した。薩軍も本営の指令で兵を恒吉に引き揚げ、振武十一番隊を編隊し直し、奇兵隊一・二番中隊とした。
大崎に屯集しているとの情報を得た先発の奇兵隊は7月11日、征討軍を奇襲したが、二番隊長が戦死するほどの苦戦をした。そこで、勝敗が決しないうちに蓬原・井俣村に退却した。一方、後発の振武隊は進路を誤り、荒佐の征討軍と遭遇し、半日に渡り交戦したが、結局大崎付近まで退却した。12日、蓬原・井俣村の奇兵隊は大崎に進撃したが、荒佐野の征討軍はこの動きを察知し、大崎にて両軍が激突した。当初、戦況は薩軍にとって不利な方向に傾いていたが、大崎の振武隊と合流し、征討軍に快勝した。しかし、末吉方面が危急の状態に陥ったので、この夜、村田新八は各隊に引き揚げて末吉に赴くように指示した。

#### 官軍の都城進撃
都城への全面攻撃を始める前の7月21日、山縣参軍・川村参軍・大山少将・三浦少将らは軍議して、以下のように進撃部署を定めた。
- 田野口・猪子石越・庄内方面 - 第3旅団
- 福山・通山方面 - 第4旅団
- 市成・岩川・末吉方面 - 別働1一旅団
- 正部谷・財部方面 - 別働第2旅団
- 霧島山麓方面 - 第2旅団の一部

#### 都城方面
別働第3旅団は7月24日、粟谷から財部に進撃し、指揮長不在の薩軍を攻撃して財部を占領した。続いて、退いた薩軍を追って、右翼を田野口・猪子石越から三木南・堤通に進め、本体・左翼を高野村街道から進めさせ、防守の堀与八朗指揮の雷撃隊、干城隊、正義隊、協同隊の混成部隊を撃破、平原村で河野主一郎部隊の守備を突破し、庄内を占領した。薩軍が都城に退却したため、別働第3旅団はさらにこれを追撃して都城に侵入した。
第4旅団は福山と都城街道・陣ヶ岳との二方面から通山を攻撃した。中島は振武隊を率いてこれを防ぎ、善戦したが、すでに都城入りしていた別働第3旅団により退路を阻まれて大打撃を受けた。その間に第4旅団は都城に入ることができた。別働第1旅団は岩川から末吉の雷撃隊（辺見）・行進隊（相良）と交戦し薩軍を敗走させ、都城に入った。
都城守備の薩軍総指揮官は村田新八で、官軍が都城近郊に接近するのを待ち、決戦を予定していたが、官軍の進撃が予想外に速かったため、陣容を整備して立ち直る余裕がなかった。都城には、財部実秋などの都城隊が守備についたが、兵力の消耗により火器類は殆ど装備されておらず、抵抗する力もなく都城を放棄せざるを得なかった。
要所である庄内方面・財部方面が征討軍に占領された結果、都城の各方面で薩軍は総崩れとなり、この日官軍は都城を完全に占領した。これ以降、薩軍は征討軍へ投降する将兵が相次ぐものの、活路を宮崎へと見出していこうとした。しかし、この守備に適した都城という拠点を征討軍に奪取された時点で、戦局の逆転はほぼ絶望的となってしまった。

### 豊後・美々津・延岡方面の戦い
豊後・日向方面は、4月末から5月末にかけて、野村忍介が率いる奇兵隊とそれを後方から指揮・支援する池上とその部隊の働きで薩軍の支配下に置かれたが、征討軍の6月からの本格的反撃で徐々に劣勢に追い込まれていった。薩軍は都城の陥落後、宮崎の戦い、美々津の戦、延岡の戦いと相次いで敗れて北走し、8月末には延岡北方の長井村に窮することとなった。

#### 三田井・豊後・日向方面
早くも2月には征討軍の軍艦「孟春」が西郷挙兵を知って横浜を出帆し細島に向かっている。3月1日夕刻には細島港に入港した。港湾内測量を行い3月3日には、下関に向かって出港した。3月29日には、下関から軍艦「浅間」が南下し細島港に入港したが、戦闘はなかった。4月29日、細島港に再び「孟春」と「浅間」2隻の軍艦が入港し、上陸する。富高新町（細島西方）の大区事務取扱所に入り区長、副区長を尋問する。
4月30日、西郷から豊後方面突出の命を受けた奇兵隊指揮長野村忍介は、椎葉山を越え、一部を富高新町の守備および細島方面の警備に任じ、主力は延岡に進出した。これを後援するために5月4日に三田井方面に派遣された池上指揮部隊約1000名は、薩軍の本拠地人吉と延岡の交通路にあたる三田井の警備に部隊の一部を当て、主力は東進して延岡に進出した。延岡に進出した薩軍はここに出張本営を設け、弾薬製造、募兵、物資調達をし、奇兵隊1個中隊を宮崎に、奇兵隊2中隊を美々津に、奇兵隊3中隊を細島に、奇兵隊3個中隊を延岡に配置して、征討軍がまだ進出していない日向を支配下に置いた。
以後、池上は延岡から豊後方面に進出した野村忍介を後援・指揮するとともに三田井方面の指揮をも執った。5月14日、高城率いる正義隊など6個中隊は延岡街道鏡山の熊本鎮台警備隊を襲撃し、追撃して馬見原、川口に進出した。熊本鎮台部隊が22日に馬見原から竹田方面に転進すると、この方面を担任することになった第1旅団は25日、折原を攻撃し、遂に三田井を占領した。しかし、三田井を占領された薩軍は6月1日、日影川の線を占領し、征討軍進撃を阻止した。こうして苦戦・後退しながらも、薩軍は8月まで延岡方面への征討軍の進出を阻止し続けた。

#### 豊後方面
奇兵隊指揮長野村忍介は、5月10日以後、奇兵隊8個中隊を率いて、本格的に豊後攻略を開始した。12日に先発の4個中隊が延岡を出発して重岡、13日に竹田に入って占領し、ここで募兵して報国隊数100名を加えた。14日には後続の4個中隊も竹田に到着し、大分突撃隊を選抜して部隊に加えた。このように豊後攻略は順調に進展した。しかし、征討軍は15日に熊本鎮台と第1旅団から部隊を選抜して竹田に投入して反撃に出た。両軍の激戦は10数日におよび、29日に竹田は陥落して征討軍の手に落ちた。奇兵隊は6月1日に臼杵を占領したが、7日の野津道貫大佐の指揮する4個大隊の攻撃と軍艦3隻による艦砲射撃により6月10日に敗退した。こうして北方から圧力を受けた奇兵隊は6月22日、本拠地を熊田に移した。

#### 野尻方面
破竹隊は小林を守備していたが、7月11日、官軍第2旅団によって占領された。官軍はさらに軍を進めて薩軍と21日から野尻で交戦したが、薩軍は疲労のため勢いをなくし、別働第2旅団が翌22日に野尻を占領した。

#### 宮崎方面
7月24日、第3旅団は河野主一郎らの破竹隊を攻撃し、庄内を陥落させた。同日、別働第1旅団は末吉を攻撃し、別働第2旅団は財部を攻撃した。そしてついに第3旅団・別働第3旅団・第4旅団が都城を陥落させた。25日、薩軍の中島や貴島らの振武隊、行進隊、熊本隊が山之口で防戦したが、第3旅団に敗北した。この時、三股では別府九郎の奇兵隊などが防戦していた。
薩軍は都城敗退後、官軍の北・西・南からの攻撃に備え、宮崎を中心に諸隊を以下のように配置した。
- 宮崎方面 - 桐野利秋・村田新八・別府晋介・島津啓二郎
  - 常山隊（指揮長平野正介）・狙撃隊（中隊長小倉壮九郎）・宮崎徴募隊
- 延岡・三田井・豊後方面 - 池上四郎
  - 奇兵隊（指揮長野村忍介）・中津隊（中隊長増田宋太郎）・正義隊（指揮長高城七之丞）
- 学の木・清武方面
  - 雷撃隊（指揮長辺見十郎太）・振武隊（指揮長中島健彦）・破竹隊（指揮長河野主一郎）・行進隊（指揮長相良長良）・鵬翼隊（指揮長新納精一）・熊本隊（大隊長池辺吉十郎）・協同隊（中隊長有馬源内）・加治木隊
- 天包山・尾泊方面
  - 干城隊（指揮長阿多壮五郎）・佐土原隊（司令鮫島元）・志布志隊（中隊長堀木井喜蔵）
- 飫肥方面
  - 飫肥隊（司令川崎新五郎）
- 佐土原方面
  - 佐土原隊
- 高鍋方面
  - 高鍋隊（司令坂田諸潔）

7月27日、別働第3旅団が飫肥を攻めて陥落させた。この時、多くの飫肥隊員、薩兵が投降した。高岡を攻撃するため今別府に集まった第2旅団は28日、別働第2旅団と協力して紙屋に攻撃を仕掛けた。辺見・中島・河野主一郎・相良長良らの防戦により征討軍は苦しい戦いになったが、やっとの思いでこれを抜いた。翌29日、征討軍は兵を返して高岡に向かう途中で赤坂の険を破り、高岡を占領した。
都城・飫肥・串間をおさえた第3旅団・第4旅団・別働第3旅団は7月30日、宮崎の大淀河畔に迫った。同時に穆佐・宮鶴・倉岡を占領した。31日、第3旅団・第4旅団・別働第3旅団は大雨で水嵩の増した大淀川を一気に渡って宮崎市街へ攻め込んだ。薩軍は増水のため征討軍による渡河はないと油断していたので、抵抗できず、宮崎から撤退したため、征討軍は宮崎を占領した。次いで第2旅団により佐土原も占領した。
そこで宮崎・佐土原と敗北した薩軍は、桐野をはじめ辺見、中島・貴島・河野主一郎らの諸隊と、池辺の熊本隊、有馬が率いる協同隊やほかに高鍋隊も高鍋河畔に軍を構えて征討軍の進撃に備えた。これに対し征討軍は、広瀬の海辺から第4旅団・第3旅団・第2旅団・別働第2旅団と一の瀬川沿いに西に並んで攻撃のときを待った。この時、別働第3旅団は多くの薩軍兵捕虜の対応をするために解団した。
8月1日、海路より新撰旅団が宮崎に到着した。この後、一ッ瀬川沿いに戦線を構えている他の旅団と共に高鍋に向かった。翌2日、各旅団が高鍋を攻め、陥落させた。

#### 米良方面
7月13日、人吉が陥落した後、干城隊指揮長阿多荘五郎は米良口の指揮を執ることとなり、諸隊を編成して米良方面の守りを固めていたが、月23日、高山天包に進撃するも敗れ、越の尾に退却した。29日、越の尾を攻めてきた征討軍にまたも敗退した。8月2日、銀鏡にいた部隊は美々津に退却せよとの命令を受け、美々津に向かった。

#### 美々津方面
8月2日に高鍋を突破され敗退した薩軍は、美々津に集結し戦闘態勢を整えた。本営は延岡に置き、山蔭から美々津海岸まで兵を配置した。この時に桐野は平岩、村田新八は富高新町、池上は延岡に、順次北方に陣を構えて諸軍を指揮した。
別働第2旅団は8月4日、鬼神野本道坪屋付近に迂回して間道を通り、渡川を守備していた宮崎新募隊の背後を攻撃した。薩軍は渡川、鬼神野から退いて、6日山蔭の守備を固めた。西郷はこの日、各隊長宛に教書を出し奮起を促した。
奇兵隊三・六・十四番隊は別働第2旅団の攻撃を受け、山蔭から敗退。官軍はそのまま薩軍を追撃し、富高新町に突入した。薩軍はこれを抑えきれず、美々津から退いて門川に向かった。同日、池上は火薬製作所と病院を延岡から熊田に移し、本営もそこに移した。

#### 延岡方面
征討軍は8月12日、延岡攻撃のための攻撃機動を開始した。別働第2旅団が14日に延岡に突入し、薩軍は延岡市街の中瀬川の橋を取り除き抵抗したが、やがて第3・4旅団、新撰旅団も突入してきたため敗退した。この日の晩、諸将の諌めを押し切り、明朝、西郷は自ら陣頭に立ち、征討軍と雌雄を決しようとした。この時の薩軍（約3,000〜3,500名）は和田峠を中心に左翼から以下のように配置していた。
- 友内山・無鹿山方面（2箇中隊）
  - 伊東直二（奇兵隊）
- 神楽田・和田峠（7個中隊）
  - 相良長良（行進隊）・河野主一郎（破竹隊）・平野正介（常山隊）・阿多壮五郎（干城隊）・新納精一（鵬翼隊）・高城七之丞（正義隊）
- 和田峠北・小梓峠
  - 山崎定平（熊本隊）
- 小梓峠・長尾山
  - 野村忍介（奇兵隊）・増田宋太郎（中津隊）・重久雄七（奇兵隊）

また長尾山から西部の可愛岳にかけては辺見十郎太（雷撃隊）・中島健彦（振武隊）・野満長太郎（協同隊）らの5個中隊を配備し、北部の熊田には小倉処平・佐藤三二が指揮する5個中隊を配備して熊本鎮台兵に備え、予備隊として使用するつもりであった。
対する官軍（約50,000名）は山縣参軍指揮のもと、延岡から北嚮きに
- 右翼
  - 方財島方面 ─ 新撰旅団
- 中央
  - 無鹿方面 ─ 第4旅団
  - 和田峠・堂坂方面 ─ 別働第2旅団
- 左翼
  - 長尾山方面 ─ 第3旅団

と攻撃主力を部署し、西部の可愛岳（えのたけ）山麓には
- 可愛岳南麓 ─ 第3旅団
- 可愛岳西麓 ─ 第1旅団

熊田の北部には
- 熊本鎮台・別働第1旅団2個中隊

と配備し、薩軍を包囲殲滅しようとした。

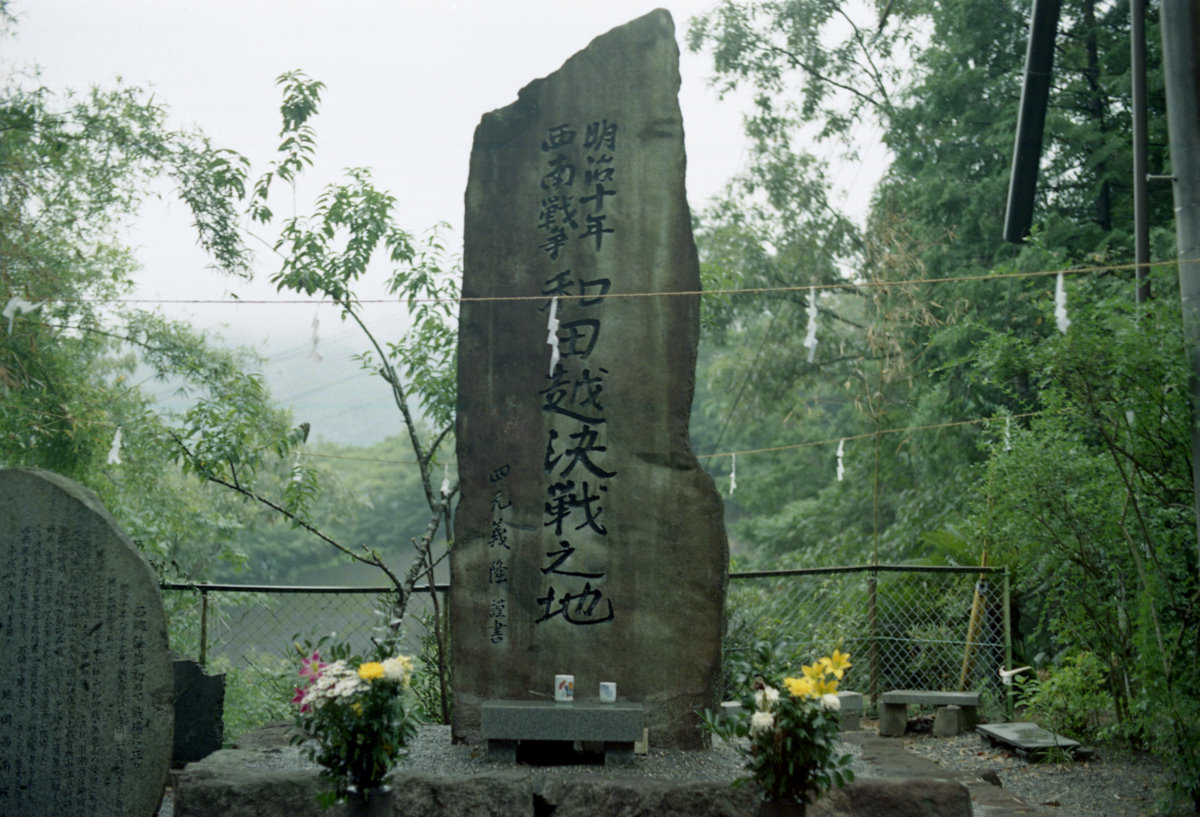
和田越決戦地の碑

15日早朝、西郷は桐野・村田新八・池上・別府晋介ら諸将を従え、和田越頂上で督戦をした。一方山縣参軍も樫山にて戦況を観望した。このように両軍総帥の督戦する中で戦闘は行われた。当初、別働第2旅団は堂坂の泥濘と薩軍の砲撃に苦しんだ。これを好機と見た桐野が決死精鋭の1隊を率いて馳せ下り攻撃したために別働第2旅団は危機に陥った。しかし、第4旅団の左翼が進出して別働第2旅団を救援したのでやっとのことで桐野を退けることができた。その後、両旅団と薩軍とは一進一退の激戦を続けた。やがて征討軍は別隊を進め、薩軍の中腹を攻撃しようと熊本隊に迫った。熊本隊は征討軍を迎え撃ったが苦戦した。辺見と野村忍介が援兵を送り熊本隊を支援したが、征討軍は守備を突破した。激戦の末、寡兵のうえ、軍備に劣る薩軍はやがて長尾山から退き、続いて無鹿山からも敗走し、熊田に退却した。この機に征討軍は総攻撃を仕掛けて薩軍の本拠を一挙に掃討することを決意し、明朝からの総攻撃の準備を進めた。

### 可愛岳突囲

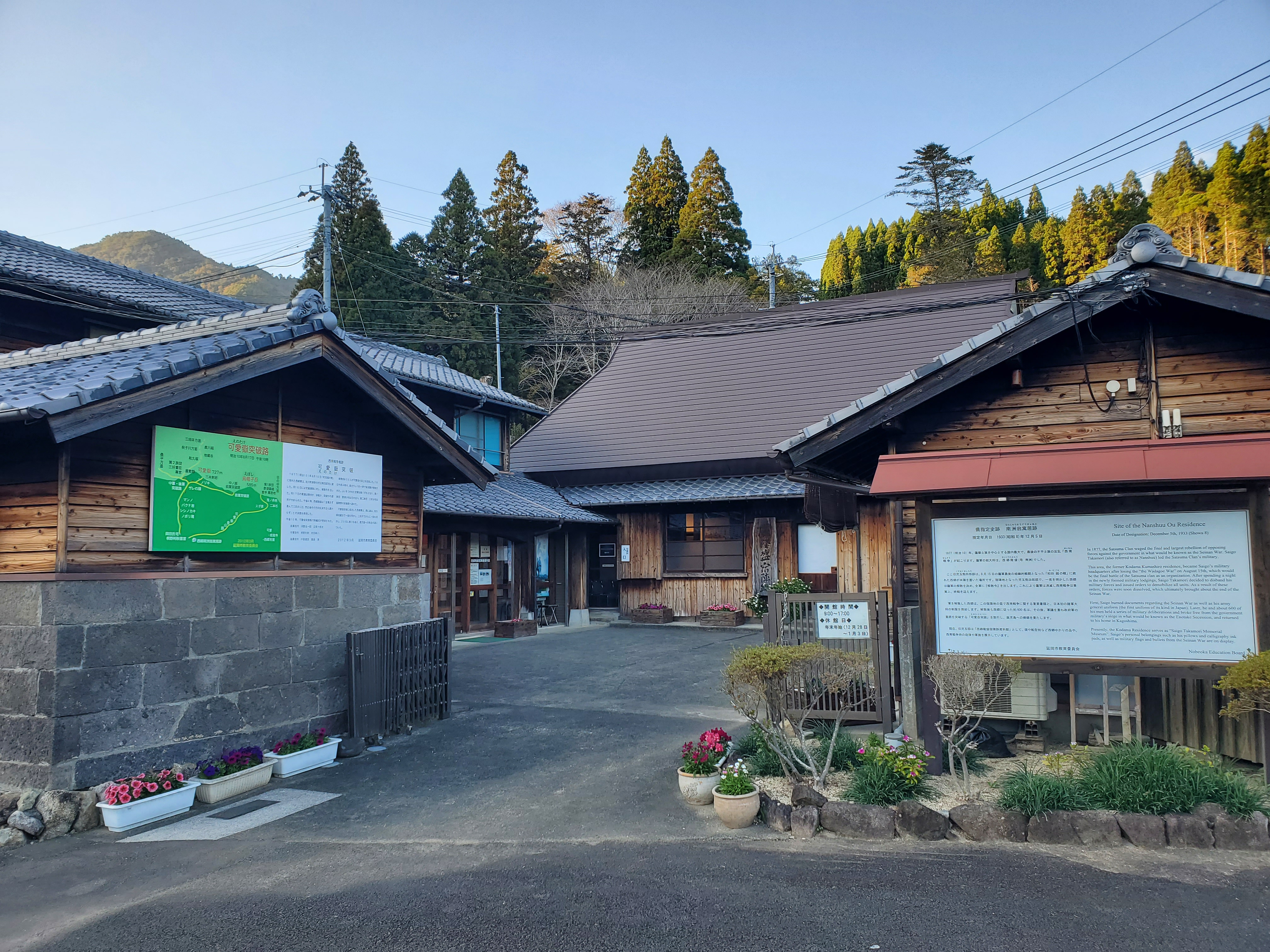
薩軍解散の地・児玉熊四郎宅、西郷隆盛宿陣跡資料館（宮崎県延岡市北川町）

8月15日、和田越の決戦に敗れた西郷軍は長井村に包囲され、俵野の児玉熊四郎宅に本営を置いた。16日、西郷は解軍の令を出した。
我軍の窮迫、此に至る。今日の策は唯一死を奮つて決戦するにあるのみ。此際諸隊にして、降らんとするものは降り、死せんとするものは死し、士の卒となり、卒の士となる。唯其の欲する所に任ぜよ。
これより降伏する者が相次ぎ、精鋭のみ1,000名程が残った。一度は決戦と決したが、再起を期すものもあり、選択に迫られた首脳は17日午後4時、征討軍の長井包囲網を脱するため、遂に可愛岳突破を決意した。突破の隊編成として、前軍に河野主一郎・辺見、中軍に桐野・村田新八、後軍に中島・貴島を置き、池上・別府晋介は約60名を率いて西郷を護衛した（「鎮西戦闘鄙言」では村田・池上が中軍の指揮をとり、西郷と桐野が総指揮をとったとしている）。この時の突囲軍は精鋭300〜500（『新編西南戦史』は約600名）であった。17日夜10時に児玉熊四郎方を発して可愛岳に登り始め、翌18日早朝、可愛岳の頂上に到着した。ここから北側地区にいた征討軍を見たところ、警備が手薄であったため、突囲軍は辺見を先鋒に一斉に下山攻撃を開始した。不意を衝かれた征討軍の第1・第2旅団は総崩れとなり、退却を余儀なくされた。このため突囲軍は、その地にあった征討軍の食糧、弾薬3万発、砲一門を奪うことに成功した。
一方で深夜に敢行されたことで、深壑に落ちた石井貞興や戦傷もあって西郷と合流できずに自害した小倉処平のように西郷に合流できなかった者も存在した。

### 山岳部踏破と帰薩

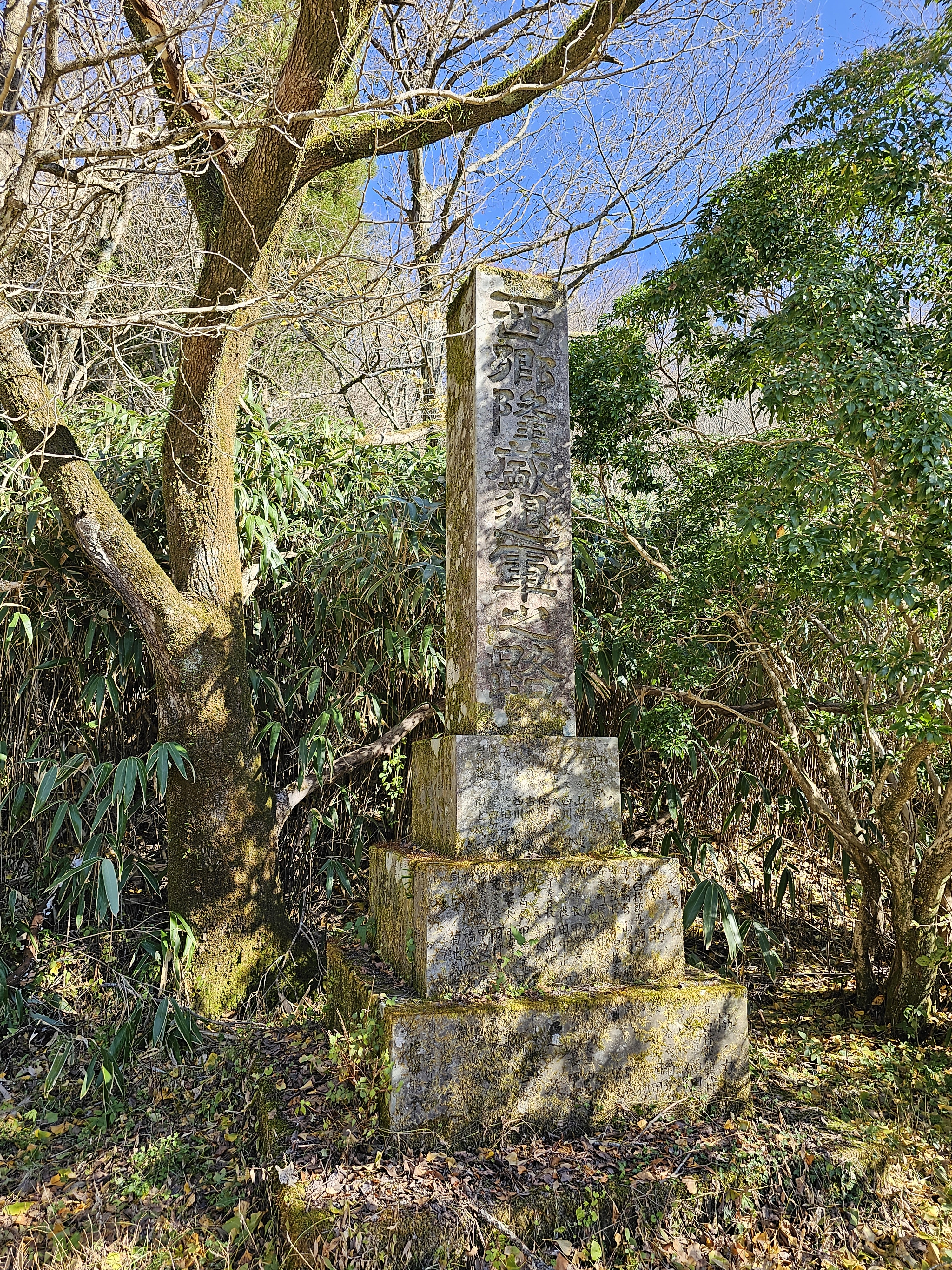
飯干峠（国道503号）に建立された「西郷隆盛退軍之路」の碑

可愛岳を突破した突囲軍は8月18日、鹿川分遺隊を粉砕し、三田井方面への進撃を決定した。その後19日には祝子川の包囲第2線を破り、翌20日に鹿川村、中川村を落として三田井へと突き進んだ。21日、突囲軍は三田井へ到着するが、ここで桐野は征討軍による包囲が極めて厳重であり、地形が非常に険しいことから突囲軍の全軍が突破することは困難であると考え、熊本城の奪取を提案するも、西郷はこれを却下し、22日深夜、突囲軍は鹿児島へ向けて南進を開始した。
これに対し、西郷達による可愛岳突破に衝撃を受けていた征討軍は、横川・吉松・加治木などに配兵し、西郷達の南進を阻止しようとするが、少数精鋭であり、かつ機動力に長ける突囲軍の前に失敗に終わった。これは、西郷達の行動が始めから一定の目的に従っていたわけではなく、その時々の征討軍の弱点を突くものであり、鹿児島へ向けて出発したものの、最終的に鹿児島突入を決定したのは、米良に到着した後のことであったということも一因であった。
8月24日、西郷達は七ツ山・松の平を抜け、神門に出たが、ここで別働第2旅団松浦少佐の攻撃を受けるも、何とかこれを免れ、26日には村所、28日には須木を通過し、小林に入った。同日、西郷達は小林平地からの加治木進出を図るが、南進を阻止すべく鹿児島湾、重富に上陸した第2旅団にこれを阻まれ、失敗に終わった。迂回を余儀なくされた西郷達は9月1日、征討軍の守備隊を撃破して鹿児島に潜入した。

### 城山籠城戦

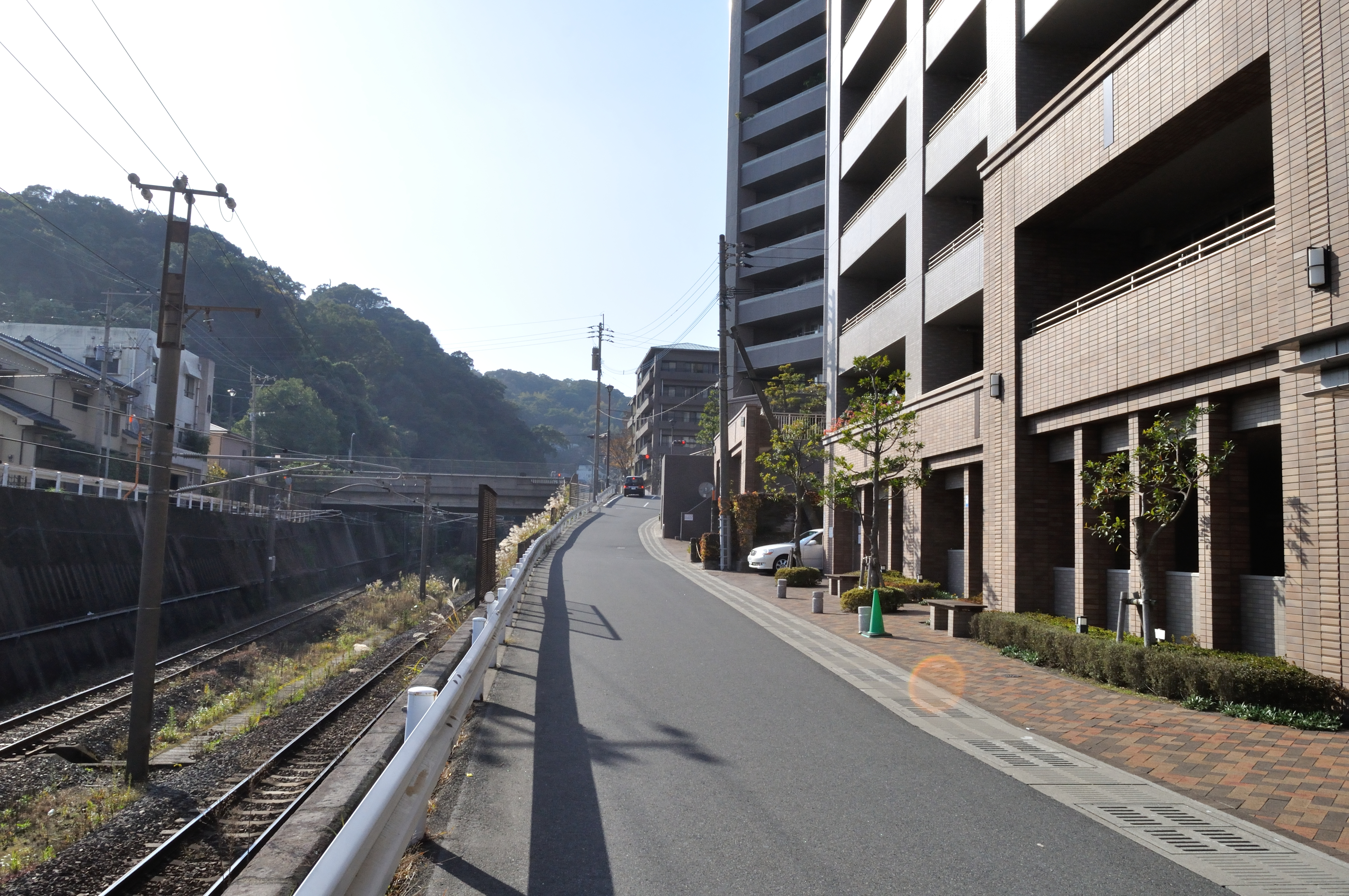
西郷軍最後の進軍路。
西郷自決の場所から西郷洞窟の方向を振り返る

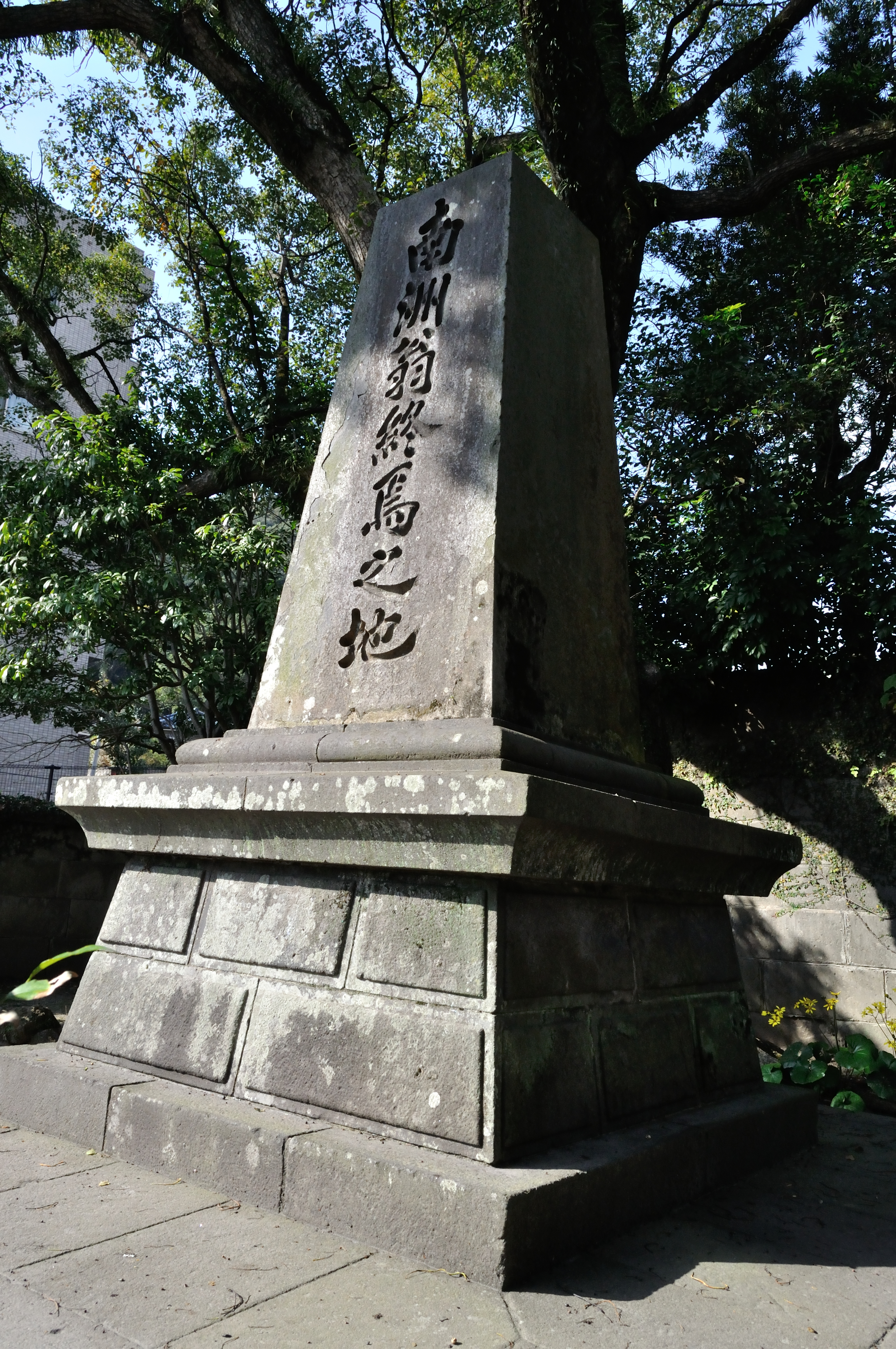
南洲翁終焉之地の碑（位置：）

9月1日、薩摩全土から集結した武士と鹿児島入りすると、辺見は私学校を守っていた200名の征討軍を奇襲して私学校を占領し、突囲軍の主力は城山を中心に布陣した。このとき、鹿児島の情勢は大きく西郷達に傾いており、住民も協力していたことから、西郷達は鹿児島市街をほぼ制圧し、征討軍は米倉の本営を守るだけとなった。しかし、9月3日には、城山周辺に本籍を置いた武士も加わった事で、征討軍が形勢を逆転し、薩軍前方部隊を駆逐した。反撃に出た西郷達は9月4日、貴島率いる決死隊が米倉を急襲したが、急遽米倉へ駆けつけた三好少将率いる第2旅団に阻まれ、貴島以下決死隊は一掃された。こうして征討軍は6日、城山包囲態勢を完成させた。この時、薩軍は350余名（卒を含めると370余名）となっていたので、編制を小隊（各隊20名から30名）に改めた上で以下のように諸隊を部署した。
- 狙撃隊 - 小隊長蒲生彦四郎 … 西郷の警護
- 城山方面 - 小隊長藤井直次郎
- 岩崎本道方面 - 小隊長河野主一郎
- 私学校・角矢倉方面 - 小隊長佐藤三二
- 県庁・二ノ丸・照国神社方面 ─ 小隊長山野田一輔
- 大手・本田屋敷方面 - 小隊長高城七之丞・副小隊長堀新次郎
- 上の平・広谷・三間松方面 - 小隊長河野四郎左衛門
- 新照院・夏陰下方面 - 小隊長中島健彦
- 夏陰 - 小隊長岩切喜次郎
- 後廻 - 小隊長園田武一
- 後廻・城山間 - 小隊長市来矢之助

官軍の参軍山縣有朋中将が鹿児島に到着した9月8日、可愛岳の二の舞にならないよう、「包囲防守を第一として攻撃を第二とする」という策を立てた。この頃の征討軍の配備は以下のようになっていた。
- 丸岡・浄光明寺・上の原 - 第2旅団（三好重臣少将、本営鶴見崎）
- 高麗橋・谷山道・海岸沿・西田橋 - 第3旅団（三浦梧楼少将、本営騎射場）
- 多賀山・鳥越坂・桂山 - 第4旅団（曽我祐準少将、本営韃靼冬冬）
- 甲突川・西田橋・朽木馬場 - 別働第1旅団（高島鞆之助少将、本営原良）
- 下伊敷 - 別働第2旅団（山田顕義少将、本営上伊敷）
- 米倉方面 - 警視隊（本営米倉）

西南戦争が最終局面に入った9月19日、薩軍では一部の将士の相談の下、山野田・河野主一郎が西郷の救命のためであることを西郷・桐野に隠し、挙兵の意を説くためと称して、軍使となって西郷の縁戚でもある参軍川村純義海軍中将の元に出向き、捕らえられた。22日、西郷は「城山決死の檄」を出し決死の意を告知した。
今般、河野主一郎、山野田一輔の両士を敵陣に遣はし候儀、全く味方の決死を知らしめ、且つ義挙の趣意を以て、大義名分を貫徹し、法庭に於て斃れ候賦（つもり）に候間、一統安堵致し、此城を枕にして決戦可致候に付、今一層奮発し、後世に恥辱を残さざる様、覚悟肝要に可有之候也。
翌23日、軍使山野田一輔が持ち帰った参軍川村純義からの降伏の勧めを無視し、参軍山縣からの西郷宛の自決を勧める書状にも西郷は返事をしなかった。
9月24日午前4時、征討軍の砲台からの3発の砲声を合図に征討軍の総攻撃が始まった。このとき西郷・桐野・桂久武・村田新八・池上・別府晋介・辺見十郎太ら将士40余名は西郷が籠もっていた洞窟の前に整列し、岩崎口に進撃した。進撃に際して国分寿介・小倉壮九郎が剣に伏して自刃した。途中、桂久武が被弾して斃れると、弾丸に斃れる者が続き、島津応吉久能邸門前で西郷も股と腹に被弾した。西郷は、負傷して駕籠に乗っていた別府晋介を顧みて「晋どん、晋どん、もう、ここでよかろう」と言い、将士が跪いて見守る中、跪座し襟を正し、遙かに東方を拝礼した。遙拝が終わり、切腹の用意が整うと、別府は「ごめんなったもんし（お許しください）」と叫ぶや、西郷を介錯した。その後、別府晋介はその場で切腹した。
西郷の切腹を手伝い見守っていた桐野・村田新八・池上・辺見・山野田・岩本平八郎らは再び岩崎口に突撃し、敵弾に斃れ、自刃し、あるいは城山の町に住んだ武士たちは籠城の上にあった西郷隆盛の家屋を守るために私学校近くの一塁に籠もって戦死した。
午前9時頃、銃声は止んだ。戦死を肯んぜず、挙兵の意を法廷で主張すべきと考えていた別府九郎・野村忍介・佐藤三二・神宮司助左衛門らは熊本鎮台の部隊に、坂田諸潔は第4旅団の部隊にそれぞれ降伏した。ただ降伏も戦死もしないと口にしていた中島だけは今以て行方が知れない（「鹿児島籠城記」には岩崎谷で戦死したという目撃談が残っている）。
史跡としての西郷洞窟は二窟現存するが、実際は11窟あった。残りの9窟は、1974年まで自然のまま放置され続けていたため崩落などで消滅してしまっている。西郷をはじめとする上級指揮官は一人一窟与えられたが、その他は4、5人が一窟に押し込められていた。残っている洞窟に実際に西郷が居住していたという記録は存在しない。

### 戦後処理
西南戦争による官軍死者は6,403人、西郷軍死者は6,765人に及んだ。前述のとおり5月以降は博愛社（日本赤十字社の前身）が活躍した。また、特に顕彰されたわけではないが、類似した例に熊本の医師・鳩野宗巴が、薩軍から負傷兵の治療を強要された際に、敵味方なく治療することを主張し、これを薩軍から認められ実施したことが挙げられる。宗巴の行動は戦後、利敵行為として裁判にかけられたが、結局無罪判決を下されている。
反乱側に参加した者の処罰について官軍側は4月3日に指令を出しており、戦役の早い段階で処罰について準備していたことが伺える。4月20日に福岡に九州臨時裁判所が設置され、久留米に出張所が、長崎には臨時檻倉が4か所設置され、鹿児島と宮崎にも出張所が設置されたようである。福岡の裁判所は5月10日に開庁され10月31日まで運用された。福井淳「絵本明治太平記」によれば裁判にかけられた者の総数は38,154人、死刑は20人、懲役10年が28人、7年が10人、5年が86人、3年が248人、2年が946人、1年が353人、100日が118人、70日が2人、30日が2人、士族からの除族が107人、棒鎖1人、贖罪9人、收贖が11人、免罪は35,918人、無罪は295人となったとする。一方でこの人数は長崎側の統計では数値が異なり、斬罪22人、懲役10年が31人、7年が11人、5年が126人、3年が380人、2年が1,183人、1年が614人、100日が130人、70日が2人、30日が2人、除族が242人、贖罪收贖が20人、棒鎖が1人、総数2,764人とする。
当時の鹿児島県令大山綱良は官金を西郷軍に提供したかどで逮捕され、戦後に長崎で斬首された。
また、元会津藩上席家老で都都古別神社（現・福島県東白川郡棚倉町）の宮司を勤めていた西郷頼母が、西郷隆盛と交遊があったため謀反を疑われ、宮司を解任されている。高知では、同年8月に挙兵を企てたとして立志社の林有造や片岡健吉らが逮捕、投獄されている（立志社の獄）。

## 編成

### 要約
以下の数値は防衛省防衛研究所所蔵「西南戦役作戦経過要図（明治10年2月14日～9月24日）」による。
1.官軍
・征討総督　有栖川宮熾仁親王
(1)陸軍　58,558名　
　　十個旅団　歩兵55個大隊（小銃45,721挺）
　　砲兵六個大隊（砲109門）
　　工兵、騎兵、輜重兵若干
(2)海軍　2,280名
　　軍艦13隻、輸送船6隻
2.薩軍
・総指揮官　西郷隆盛
　　約13,000名（私学校党）
　　その他　約17,000名（協力諸藩隊）
　　私学校党　小銃約13,000挺
　　　　　　　砲60門

### 薩摩軍
新政大総督　征伐大元帥：西郷吉之助
参謀格兼本営附護衛隊長：淵辺高照　副官：仁礼景通
- 一番大隊　大隊長：篠原国幹
  - 一番小隊　小隊長：西郷小兵衛　半隊長：林七郎次
  - 二番小隊　小隊長：川上要一　半隊長加世田弥八郎
  - 三番小隊　小隊長：浅江直之進　半隊長：日高佐八郎
  - 四番小隊　小隊長：坂元伸太郎　半隊長木村平右衛門
  - 五番小隊　小隊長：久留休左衛門　半隊長：渋谷軍兵衛
  - 六番小隊　小隊長：相良吉之助　半隊長児玉十郎
  - 七番小隊　小隊長：森岡長左衛門　半隊長：大河平武輔
  - 八番小隊　小隊長：谷元良介　半隊長松本与八郎
  - 九番小隊　小隊長：堀与八郎　半隊長：吉富郷之丞
  - 十番小隊　小隊長：坂元仲平　半隊長山口孝八郎

- 二番大隊　大隊長：村田新八
  - 一番小隊　小隊長：松永清之丞　半隊長：分陽尚次郎
  - 二番小隊　小隊長：中島健彦　半隊長川上群介
  - 三番小隊　小隊長：重久雄七　半隊長：有馬宗右衛門
  - 四番小隊　小隊長：佐藤三二　半隊長川上周蔵
  - 五番小隊　小隊長：鎌田雄一　半隊長：米良一之助
  - 六番小隊　小隊長：川村甫介　半隊長竹下九郎
  - 七番小隊　小隊長：武郷兵衛　半隊長：倉野壮吉
  - 八番小隊　小隊長：山口十蔵　半隊長徳尾源左衛門
  - 九番小隊　小隊長：伊集院権右衛門　半隊長：重久七之助
  - 十番小隊　小隊長：別府九郎　半隊長有川七之助

- 三番大隊　大隊長：永山弥一郎
  - 一番小隊　小隊長：辺見十郎太　半隊長：山本彦次郎
  - 二番小隊　小隊長：分陽五郎右衛門　半隊長小山嘉太郎
  - 三番小隊　小隊長：高城七之丞　半隊長：田中寿之進
  - 四番小隊　小隊長：山下喜衛　半隊長川崎兵十郎
  - 五番小隊　小隊長：酒匂軍助　半隊長：中江仲之助
  - 六番小隊　小隊長：町田権左衛門　半隊長長崎金兵衛
  - 七番小隊　小隊長：岩切喜次郎　半隊長：竹原半兵衛
  - 八番小隊　小隊長：橋口吉左衛門　半隊長福崎喜次郎
  - 九番小隊　小隊長：小倉壮九郎　半隊長：児玉矢八郎
  - 十番小隊　小隊長：阿多壮五郎　半隊長成尾哲之丞

- 四番大隊　大隊長：桐野利秋
  - 一番小隊　小隊長：堀新次郎　半隊長：山之内次郎
  - 二番小隊　小隊長：山口孝右衛門　半隊長石塚長左衛門
  - 三番小隊　小隊長：野村忍介　半隊長：伊地知弥兵衛
  - 四番小隊　小隊長：川久保十次　半隊長木原慶介
  - 五番小隊　小隊長：永山休二　半隊長：河野喜八
  - 六番小隊　小隊長：松下助四郎　半隊長重久嘉右衛門
  - 七番小隊　小隊長：石原市郎右衛門　半隊長：市来弥之助
  - 八番小隊　小隊長：嶺崎半左衛門　半隊長石神万右衛門
  - 九番小隊　小隊長：伊東直二　半隊長：藤井鉄之助
  - 十番小隊　小隊長：橋口成一　半隊長岡田敬助

- 五番大隊　大隊長：池上四郎
  - 一番小隊　小隊長：河野主一郎　半隊長：荻原正蔵
  - 二番小隊　小隊長：村田三介　半隊長淵辺彦二
  - 三番小隊　小隊長：神宮司助左衛門　半隊長：池田七熊
  - 四番小隊　小隊長：長崎尚五郎　半隊長染川岳一
  - 五番小隊　小隊長：薗田武一　半隊長：川上芳仲
  - 六番小隊　小隊長：蒲生彦四郎　半隊長早川五郎
  - 七番小隊　小隊長：平野正介　半隊長：村岡源助
  - 八番小隊　小隊長：石橋清八　半隊長東郷次郎作
  - 九番小隊　小隊長：国分寿助　半隊長：平田伊蔵
  - 十番小隊　小隊長：児玉八之進　半隊長塚田十右衛門

- 独立大隊[注釈 39]　大隊長：別府晋介

- 六番大隊　大隊長：越山休蔵　大隊監軍：柚木彦四郎
  - 一番小隊　小隊長：鮫島敬輔　半隊長：福永十郎
  - 二番小隊　小隊長：池田静治　半隊長原田源太
  - 三番小隊　小隊長：竹下荘之進　半隊長：会木彦二
  - 四番小隊　小隊長：前田軍左衛門　半隊長宇都宮泰輔
  - 五番小隊　小隊長：水間勘助　半隊長：土橋栄吉
  - 六番小隊　小隊長：竹下仙左衛門　半隊長伊丹丈平
  - 七番小隊　小隊長：宇都宮良左衛門　半隊長：谷山喜助
  - 八番小隊　小隊長：柚木正次郎　半隊長犬童英輔

- 七番大隊　大隊長：児玉強之助
  - 一番小隊　小隊長：坂本敬介　半隊長：中村栄蔵
  - 二番小隊　小隊長：黒江豊彦　半隊長川崎左一郎
  - 三番小隊　小隊長：瀬戸山良知　半隊長：池田貞道
  - 四番小隊　小隊長：岩元太郎　半隊長柿元軍平
  - 五番小隊　小隊長：川崎吉兵衛　半隊長：中村源吾
  - 六番小隊　小隊長：林一郎　半隊長服部喜之丈
  - 七番小隊　小隊長：川崎助左衛門　半隊長：川崎十兵衛
  - 八番小隊　小隊長：竹下六郎　半隊長小倉雄介
  - 九番小隊　小隊長：本田元瑞　半隊長：山内甚右衛門
  - 十番小隊　小隊長：小城宗一郎　半隊長蓑毛長祥
  - 十一番小隊　小隊長：山内孝左衛門　半隊長：石塚順吉
- 一番砲隊　隊長：岩元半八郎
- 二番砲隊
- 大小荷駄隊　本部長：桂久武

### 党薩諸隊
各隊内訳は主な隊長・指揮者
- 熊本隊 ─ 約1,550名
  - 池辺吉十郎
  - 佐々友房（熊本隊一番小隊長）
- 協同隊 ─ 約500名
  - 平川惟一
  - 宮崎八郎
  - 崎村常雄
  - 隊員高田露
  - 隊員有馬源内
  - 隊員野満安親
  - 隊員野滿富記
- 滝口隊 ─ 約200名
  - 中津大四郎
- 人吉隊 ─ 約350名
  - 神瀬鹿三
  - 黒田等久麿
  - 村田量平
- 貴島隊 ─ 約2,000名
  - 隊長貴島清（薩摩新募の1箇大隊）
- 佐土原隊 ─ 約1,300名
  - 島津啓次郎
  - 鮫島元
- 都城隊 ─ 約1,550名
  - 龍岡資時
  - 東胤正
- 飫肥隊 ─ 約800名
  - 伊東直記
  - 川崎新五郎
  - 小倉処平
  - 佐土原藤吾
  - 阿萬南八郎
  - 守永守
  - 山之城軌
  - 石川駿
  - 阿萬忠規
- 延岡隊 ─ 約550名
  - 藁谷英孝
  - 塚本長民
  - 大島味膳
  - 大島景保
- 延岡農民隊 ─ 約800名
- 高鍋隊 ─ 約1,120名
  - 石井習吉
  - 武藤東四郎
  - 柿原宗敬
  - 秋月種事
- 福島隊 ─ 約300名
  - 坂田諸潔
- 中津隊 ─ 約150名
  - 増田宋太郎
- 竹田報国隊 ─ 約120名
  - 堀田政一
- 福岡隊 ─ 約535名
  - 越智彦四郎
  - 武部小四郎

### 編成前征討軍

#### 鎮台
- 熊本鎮台
  - 司令長官：谷干城陸軍少将

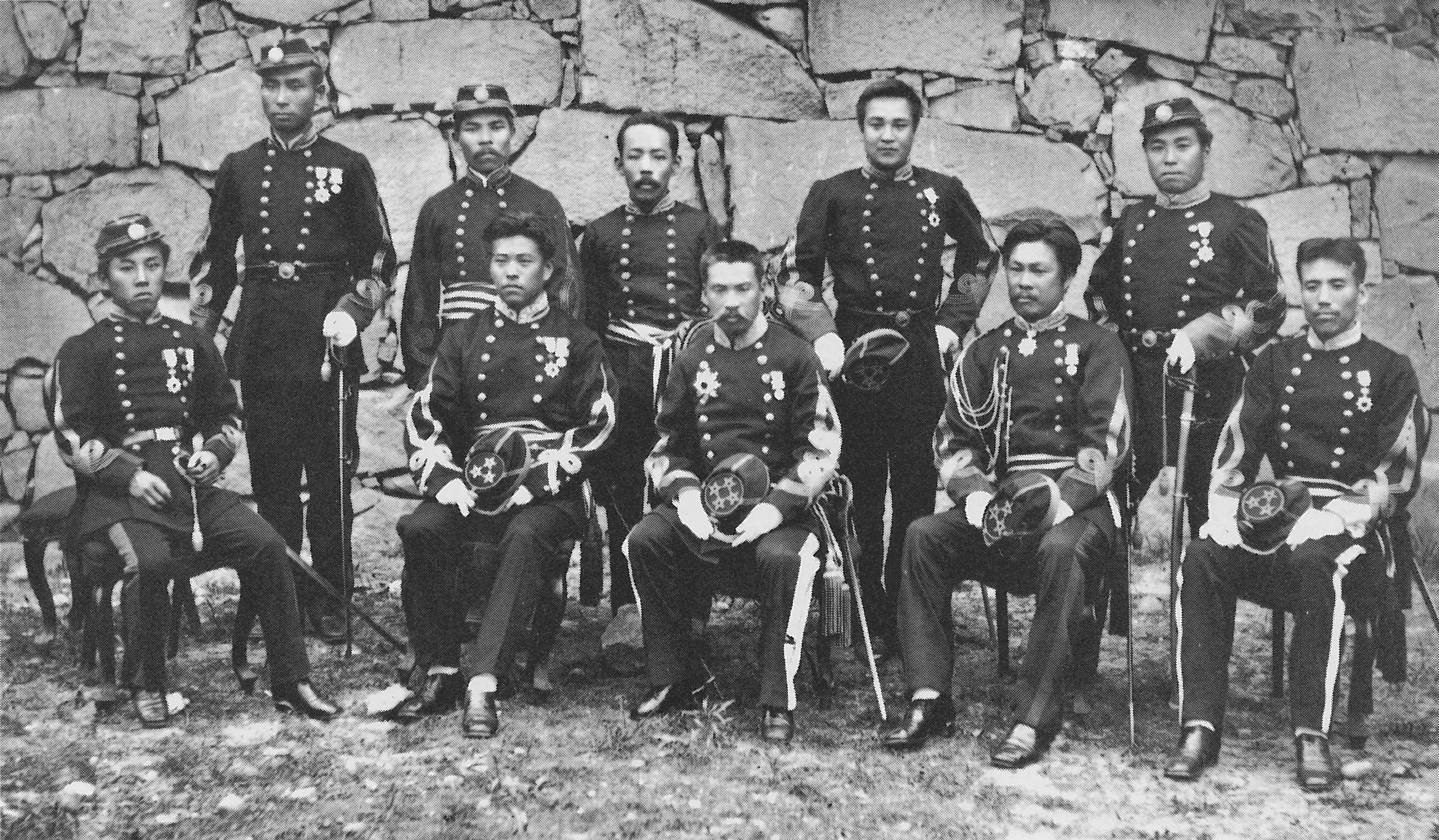
熊本鎮台の指揮官および幕僚
前列左より福原豊功少佐、中村寺利司契、谷干城少将、樺山資紀中佐、別役成義少佐
後列：小川又次大尉、副島仲謙軍医正、児玉源太郎少佐、林隼之助少佐、塩屋方圀大尉

  - 参謀長：樺山資紀陸軍中佐、　参謀副長：児玉源太郎陸軍少佐
  - 参謀：川上操六陸軍少佐、別役成義少佐、大迫尚敏陸軍大尉（陣中少佐に昇進）、黒沢順之中尉、中岡黙少尉、藤崎誼樹少尉（参謀心得、3月27日戦死）
  - 軍医：副島仲謙軍医正
  - 鎮台附：村田成礼大尉（5月31日戦死）
  - 会計部囚獄課監獄：宍戸正輝
  - 歩兵第13連隊（熊本）
    - 連隊長：与倉知実陸軍中佐
    - 連隊長心得：川上操六陸軍少佐、　副官：徳久蘇八大尉→小島政利大尉、　連隊旗手：梅沢続少尉、　連隊附：谷田文衛陸軍少尉試補
    - 第1大隊（士官21名、下士官76名、兵卒520名）-大隊長：奥保鞏少佐→福原豊功少佐、　副官：平佐良蔵中尉→今林知勝中尉
      - 第1中隊-中隊長：福原豊功大尉→塚本勝嘉大尉[87]、　中隊附：大場宣之中尉（3月13日戦死）
        - 第1小隊長：佐土原祐吉少尉、　第2小隊長：三上中尉、　第3小隊長：井上頴雄少尉試補（3月13日戦死）

      - 第2中隊-中隊長：山本盛英中尉（代理）、　下士：谷村計介伍長（3月4日戦死）
        - 第1小隊長：友岡正順少尉、　第2小隊長：静間浩造少尉
        - 第3小隊長：土肥実信少尉（2月23日戦死）、　第4小隊長：沼田政次少尉（4月20日戦死）

      - 第3中隊-中隊長：隈岡長道大尉
        - 第1小隊長：今林知勝少尉、　第2小隊長：松平実之進中尉、　第3小隊長：新井吉郎少尉

      - 第4中隊-中隊長：宇多瑞穂大尉（6月24日戦死）→森利邦中尉、小葉竹直綱大尉
        - 第1小隊長：板垣尭春少尉（6月27日戦死）、　第2小隊長：森利邦少尉、　第3小隊長：夏目匂中尉

    - 第2大隊（士官21名、下士官72名、兵卒539名）-大隊長：林準之助少佐、　副官：井上孟一中尉
      - 第1中隊-中隊長：宮崎定穀大尉
      - 第2中隊-中隊長：岡本一布中尉
      - 第3中隊-中隊長：庄司恒胤大尉（2月22日戦死）→平佐良蔵大尉
      - 第4中隊-中隊長：不破政利中尉

    - 第3大隊（士官17名、下士官75名、兵卒554名）-大隊長：小川又次大尉、　副官：五島忠顕中尉（2月22日戦死）→鈴木重郎中尉
      - 第1中隊-中隊長：小島政利大尉、　中隊附：有井雅之丞少尉（3月17日戦死）、大塚勝作少尉（3月17日戦死）、有馬純晴少尉試補（6月9日戦死）
      - 第2中隊-中隊長：滝川忠教大尉（6月20日戦死）
      - 第3中隊-中隊長：寺内清祐中尉（のち大尉）
      - 第4中隊-中隊長：河辺勝連少尉、　中隊附：月岡三郎中尉（2月28日より隊附→3月19日 第3大隊第2中隊長心得、同日戦病死）

  - 歩兵第14連隊（小倉）
    - 連隊長心得：乃木希典陸軍少佐、
    - 連隊旗手：河原林雄太陸軍少尉、　連隊附：岡悦三郎大尉（2月22日戦死）
    - 第1大隊（士官24名、下士官81名、兵卒575名）-大隊長：津下弘少佐
      - 第1中隊-中隊長：志摩如寿大尉（4月20日戦死）→白井胤良大尉　中隊附：東條英教軍曹（3月曹長[88]）
      - 第2中隊-中隊長：天野継吉大尉（2月26日戦死）→安藤照大尉、　中隊附：宗野頼行中尉（2月26日戦死）
      - 第3中隊-中隊長：山脇錥太郎大尉、　中隊附：福田昌博中尉（4月8日戦死）
      - 第4中隊-中隊長：丸井政亜大尉、　中隊附：藤崎繁樹少尉（2月22日戦死）

    - 第2大隊（士官24名、下士官71名、兵卒575名）-大隊長：青山朗大尉→山根信成少佐
      - 第1中隊-中隊長：北楯小八大尉（3月28日戦死）：長崎に分遣[89]
        - 第4小隊長：安部井香木少尉（元二本松少年隊、5月31日戦死）

      - 第2中隊-中隊長：藤井高雄大尉、　中隊附：戸田綽中尉（4月11日戦病死）
      - 第3中隊-中隊長：高井敬義大尉[90]、　中隊附：摺沢静夫少尉試補、宇佐川一正少尉
      - 第4中隊-中隊長：石丸忠英大尉　中隊附：塚本勝嘉中尉[91]

    - 第3大隊（士官24名、下士官83名、兵卒567名）-大隊長：吉松秀枝少佐（2月23日戦死）→青山朗少佐
      - 第1中隊-中隊長：功力栄植大尉
      - 第2中隊-中隊長：尾崎種弘大尉
      - 第3中隊-中隊長：津森秀実大尉（2月27日戦死）→高橋種生中尉
      - 第4中隊-中隊長：西島助義大尉

- 東京鎮台
  - 歩兵第1連隊
    - 連隊長：長谷川好道中佐
    - 副官：水木師現大尉、岡崎生三大尉、　旗手：北岡吉秋少尉
    - 第1大隊（士官22名、下士官104名、兵卒724名）
      - 第1中隊
      - 第2中隊
      - 第3中隊
      - 第4中隊

    - 第2大隊長（士官17名、下士官92名、兵卒682名）-大隊長：仲木之植少佐
      - 第1中隊
      - 第2中隊
        - 第1小隊長：太田貞固中尉（のち少将）

      - 第3中隊-中隊長：長沢貞徽大尉（4月5日戦死）
      - 第4中隊

    - 第3大隊（士官22名、下士官77名、兵卒525名）-大隊長心得：迫田鉄五郎少佐（8月18日戦死）
      - 第1中隊-中隊長：彦坂為一大尉（3月9日戦死）[92]→八田知行中尉
        - 第4小隊長：津田教修少尉試補

      - 第2中隊-中隊長：小島利征大尉
      - 第3中隊-中隊長：内藤政明大尉
      - 第4中隊-中隊長心得：青山為寧中尉、　安東貞美陸軍中尉

  - 歩兵第2連隊（佐倉）
    - 連隊長：阿武素行少佐心得
    - 第1大隊（士官21名、下士官74名、兵卒530名）-大隊長：内藤之厚少佐、　副官：横井逢時中尉、蔵田信一中尉
      - 第1中隊-中隊長：飯田中尉、斎藤時之大尉
      - 第2中隊-中隊長：下村定辭大尉
      - 第3中隊-中隊長：沖原光孚大尉[93]　中隊附：渡辺進中尉、井上次郎少尉、内村朝輔少尉、桂愿少尉[94]
      - 第4中隊-中隊長：山本路郷大尉

    - 第2大隊（士官12名、下士官62名、兵卒419名）-大隊長：宮城彦八少佐
      - 第1中隊-中隊長：山本大尉
      - 第2中隊-中隊長：川村幸祺大尉（8月17日戦病死）→月岡犬蔵中尉（元二本松少年隊）[95]　中隊附：児玉精一中尉、安倍克複中尉、牧埜直身少尉、青山好昌少尉、一戸兵衛少尉試補（5月より少尉、第1中隊附[96]）
      - 第3中隊
      - 第4中隊※戦役には不参加

    - 第3大隊（士官19名、下士官69名、兵卒620名）-大隊長：上野忠恕少佐（7月27日戦死）→友田美喬少佐、　副官：平野毅蔵中尉、　附：藤巻胤家少尉
      - 第1中隊長：斉藤徳明大尉、
      - 第2中隊長：福島庸智大尉
      - 第3中隊長：鈴木奉憲少佐、
      - 第4中隊長：弘中忠見大尉

  - 歩兵第3連隊（高崎）
    - 連隊長：中村尚武中佐
    - 第1大隊（士官21名、下士官81名、兵卒565名）-大隊長：八木僴作陸軍歩兵少佐、　副官：横木時儀中尉
      - 第1中隊-中隊長代理：天岡直香中尉、隊附：長耕造少尉、安村範雄少尉
      - 第2中隊-中隊長：松崎由矩大尉（4月29日戦病死）、　隊附：泉田昌綏中尉、遠山盛修少尉、加藤鷹之助少尉試補
      - 第3中隊-中隊長：川村正孝大尉、　隊附：河本義近中尉（5月31日戦死）、中西千馬少尉、森本正治少尉、水野由義少尉試補
      - 第4中隊-中隊長：遠山景義大尉、　隊附：田邊良成中尉、堀重忠少尉（5月31日戦死）、行事知矩少尉、森氏男少尉

    - 第2大隊※戦役には不参加
    - 第3大隊（士官18名、下士官67名、兵卒640名）-大隊長：川崎宗則少佐（4月22日-）、附：梅沢道治少尉
      - 第1中隊-中隊長：竹田実行大尉
      - 第2中隊
      - 第3中隊-中隊長：杉岡政一大尉（3月26日戦死）
      - 第4中隊

  - 狙撃隊[注釈 40]（士官2名、下士官15名、兵卒106名）：吉利用道大尉

- 名古屋鎮台
  - 歩兵第6連隊（名古屋）
    - 連隊長：佐久間左馬太陸軍中佐
    - 副官：別府信夫大尉
    - 第1大隊（士官18名、下士官82名、兵卒586名）-大隊長：進藤俊行少佐（4月10日戦死、以降欠員）、　副官：山田知道中尉
      - 第1中隊-中隊長：堀部久勝大尉（負傷）→山本弾大尉
      - 第2中隊-中隊長：平山勝全大尉
      - 第3中隊-中隊長：本庄是徳大尉（負傷）→井上親忠大尉
      - 第4中隊-中隊長：河北祐充大尉

    - 第2大隊（士官19名、下士官77名、兵卒605名）-大隊長：松浦正唯少佐
      - 第1中隊
      - 第2中隊-中隊長：長尾政之大尉（8月7日戦死）
      - 第3中隊
      - 第4中隊

    - 第3大隊（士官17名、下士官76名、兵卒561名）-大隊長心得：吉村守廉大尉
      - 第1中隊-中隊長：三戸頼武大尉（4月20日戦死）→萩原正積大尉
      - 第2中隊-中隊長：栗林頼広大尉→中村覚大尉（代理）[97]
      - 第3中隊-中隊附：進藤俊秀中尉（6月22日戦死）、日向信直中尉、岡田照義少尉、朽木雄六少尉、岡林三少尉試補（6月22日戦死）、中村﨤好少尉試補
      - 第4中隊-中隊長心得：菱川義信中尉[98]→近藤中尉

  - 歩兵第7連隊（金沢）
    - 連隊長：竹下弥三郎中佐
    - 第1大隊（士官19名、下士官85名、兵卒550名）-大隊長：古川氏潔少佐、　副官：石川中尉、　大隊附下士：津田三蔵軍曹（3月11日-）
      - 第1中隊-中隊長：午島大尉
      - 第2中隊-中隊長：大川大尉
      - 第3中隊
      - 第4中隊

    - 第2大隊（士官17名、下士官64名、兵卒565名）-大隊長：田中正基少佐
      - 第1中隊
      - 第2中隊
      - 第3中隊
      - 第4中隊

    - 第3大隊※戦役には不参加

- 大阪鎮台
  - 歩兵第8連隊（大阪）
    - 連隊長：厚東武直中佐
    - 副官：佐藤誠道大尉（4月5日戦病死）
    - 第1大隊（士官20名、下士官80名、兵卒530名）-大隊長：大島義昌陸軍歩兵少佐、　副官：林隆夫中尉
      - 第1中隊-中隊長：矢上義芳大尉
      - 第2中隊-中隊長：沖田元廉大尉
      - 第3中隊-中隊長：南小四郎大尉
      - 第4中隊-中隊長：佐々木直大尉

    - 第2大隊（士官20名、下士官91名、兵卒506名）-大隊長：桑原力陸軍歩兵少佐（4月6日戦死）→河越重幸大尉[99]
      - 第1中隊
      - 第2中隊-中隊長：宮崎政光大尉
      - 第3中隊
      - 第4中隊

    - 第3大隊（士官22名、下士官90名、兵卒554名）-大隊長：波多野毅少佐
      - 第1中隊-中隊長：中谷直温大尉
      - 第2中隊-中隊長：山田保永大尉
      - 第3中隊
      - 第4中隊

  - 歩兵第9連隊（大津）
    - 連隊長：津田正芳陸軍歩兵少佐（4月10日戦病死）→石本綱少佐代理[100]
    - 連隊附：木越安綱少尉試補
    - 第1大隊（士官36名、下士官94名、兵卒556名）-大隊長：石本綱大尉
      - 第1中隊-中隊長：五藤正誼大尉（3月9日戦死）→和智重任大尉
      - 第2中隊-中隊長：井関千仭大尉（3月13日戦死）→嶋野翠中尉（代理）、清水生清中尉
      - 第3中隊-中隊長代理：脇阪葦雄少尉、松本箕居中尉
      - 第4中隊-中隊長：伊藤光善大尉

    - 第2大隊（士官19名、下士官75名、兵卒545名）-大隊長：鈴木良光大尉
      - 第1中隊-中隊長：駒井勝仲大尉（4月1日戦病死）
      - 第2中隊-中隊長：永田由謨大尉（3月9日戦死）、　中隊附：藤本太郎少尉
      - 第3中隊-中隊長：友安治延大尉[101]
      - 第4中隊

    - 第3大隊（士官21名、下士官84名、兵卒520名）-大隊長：稲村真少佐、事務取扱：上利勝也大尉
      - 第1中隊-中隊長：中村正雄大尉、　中隊附：松崎直臣少尉、上田文太郎少尉、金原克昌少尉
      - 第2中隊-中隊長：小谷義忠大尉（3月15日戦死）→今村為邦大尉
      - 第3中隊-中隊長：内田武宗大尉（3月20日戦死）→本城幾馬大尉
      - 第4中隊長：安満伸愛大尉

  - 歩兵第10連隊（姫路）
    - 連隊長心得：茨木惟昭陸軍歩兵少佐
    - 第1大隊（士官17名、下士官79名、兵卒590名）-大隊長：永田貞仲陸軍歩兵少佐（5月24日戦死）、　副官：清水中尉
      - 第1中隊
      - 第2中隊-中隊長：後藤大尉
      - 第3中隊-中隊長：加藤大尉
      - 第4中隊-中隊長：中村大尉

    - 第2大隊（士官25名、下士官90名、兵卒567名）-大隊長：吉田道時大尉
      - 第1中隊-中隊長：大久保継久大尉
      - 第2中隊-中隊長：渡辺素史大尉（7月13日戦死）→竹中安太郎大尉[102]
      - 第3中隊-中隊長：浅海通直大尉
      - 第4中隊-中隊長：山田貫徹大尉（6月9日戦死）

    - 第3大隊（士官22名、下士官86名、兵卒557名）-大隊長：吉田章文少佐
      - 第1中隊-中隊長：瀧本美輝大尉→尾越大尉
      - 第2中隊-中隊長：水野慎大尉
      - 第3中隊-中隊長：柳生房義大尉、山村政久大尉
      - 第4中隊-中隊長：岡煥之大尉

- 広島鎮台
  - 歩兵第11連隊（広島）
    - 連隊長：永井勝正陸軍少佐心得（77.3.22戦死）
    - 第1大隊（士官15名、下士官78名、兵卒460名）-大隊長：川村景明陸軍少佐（4月-）、　副官：相賀久茂中尉
      - 第1中隊
      - 第2中隊-中隊長：小野嵜通理大尉、　中隊附：平野勝明中尉、深栖光到少尉試補
      - 第3中隊-中隊長：武田信賢大尉
      - 第4中隊-中隊長：山形照方大尉（7月8日戦死）

    - 第2大隊（士官24名、下士官99名、兵卒594名）-大隊長心得：曽爾忠一大尉[103]（3月9日戦死）、　副官：高山正陽中尉（7月8日戦死）、　士官：上田有沢陸軍大尉、竹内正策陸軍少尉、谷山隆英少尉、　大隊附：軍吏補松浦敏行、軍医試補山中信之
      - 第1中隊-中隊長：属南介大尉（7月24日戦死）、　中隊附：岡恒春大尉、蔵田直寛中尉、岡恒久少尉、若月曽一郎少尉、臼杵重英少尉試補、天岸省一少尉試補
      - 第2中隊-中隊長：石川輔依大尉（負傷）→松村勇大尉
      - 第3中隊-中隊長：坪内有沢大尉、横井鎮雄大尉
      - 第4中隊-中隊長：浅海通直大尉

    - 第3大隊（士官27名、下士官101名、兵卒545名）-大隊長：諏訪好和少佐
      - 第1中隊-中隊長代理：奥田俊方中尉
      - 第2中隊-中隊長：栗栖毅太郎大尉
      - 第3中隊
      - 第4中隊

  - 歩兵第12連隊（丸亀）（別第1旅団第2連隊に改編[104]）
    - 連隊長：黒木為楨陸軍中佐
    - 副官：芝大尉、　会計官：昌山軍史補、　医官：明石軍医
    - 第1大隊（士官22名、下士官80名、兵卒579名）-大隊長：阪井重季少佐、　副官：久宗中尉、　会計官：大島軍史試補
      - 第1中隊-中隊長：石川敬義陸軍大尉（3月21日戦死）
      - 第2中隊-中隊長：前田大尉
      - 第3中隊-中隊長：大石大尉
      - 第4中隊-中隊長：山田正大尉

    - 第2大隊（士官19名、下士官79名、兵卒576名）-大隊長：佐藤正陸軍少尉、大寺安純中尉
      - 第1中隊-中隊長：山田貞久大尉、中隊附：松田俊重中尉
      - 第2中隊-中隊長：沓屋貞諄大尉
      - 第3中隊
      - 第4中隊-中隊長：大多和篤義大尉

    - 第3大隊（士官20名、下士官80名、兵卒555名）-大隊長：井上光少佐、　副官：樫原行久中尉（3月23日戦死）、　会計官：西澤軍史試補
      - 第1中隊-中隊長：山田大尉
      - 第2中隊-中隊長：興津景宗大尉（4月15日戦死）
      - 第3中隊-中隊長：渡辺勝重大尉
      - 第4中隊-中隊長心得：木村好徳中尉、中隊附：田辺光正少尉

- 仙台鎮台
  - 歩兵第4連隊（仙台）
    - 連隊長：山地元治陸軍中佐
    - 第1大隊（士官14名、下士官62名、兵卒672名）-大隊長：岡村静彦大尉、　副官：石田武真中尉
      - 第1中隊
      - 第2中隊
      - 第3中隊
      - 第4中隊

    - 第2大隊（士官8名、下士官47名、兵卒297名）
      - 第1中隊※戦役には不参加
      - 第2中隊※戦役には不参加
      - 第3中隊
      - 第4中隊

  - 歩兵第5連隊（青森）
    - 第1大隊（士官6名、下士官30名、兵卒299名）-大隊長：井戸順行少佐
      - 第1中隊※戦役には不参加
      - 第2中隊※戦役には不参加
      - 第3中隊-中隊長：大槻栄行大尉
        - 小隊長：長田辰造少尉
        - 小隊長：安藤増吉少尉

      - 第4中隊-中隊長心得：佐藤正俊中尉
        - 小隊長：阿部達少尉
        - 小隊長：葛巻昌道少尉

#### 近衛兵・教導団・屯田兵
- 近衛兵
  - 近衛歩兵第1連隊
    - 連隊長：野崎貞澄陸軍中佐
    - 副官：引頭高倫大尉、　会計官：菅野尚喬軍吏副、　旗手：山本謙一少尉
    - 第1大隊（士官31名、下士官94名、兵卒686名）-大隊長：山口素臣陸軍少佐、　副官：遠田六郎中尉
      - 第1中隊-中隊長：粟屋則傚大尉（2月22日負傷）→難波宗明大尉（3月26日戦死）→寺内正毅陸軍中尉（負傷）
      - 第2中隊-中隊長：志波守行陸軍大尉（3月11日戦死）→本田親秀大尉
      - 第3中隊-中隊長：武広遜陸軍大尉（3月3日戦死）→松村務本大尉[105]
      - 第4中隊-中隊長：田原茂穂陸軍大尉

    - 第2大隊（士官29名、下士官92名、兵卒674名）-大隊長：江田国通少佐（3月4日戦死）→大隊長心得引頭高倫大尉（3月14日戦死）[106][107]、　副官：野崎貞次中尉（男爵）
      - 第1中隊-中隊長：藤村正彦大尉、出羽実智大尉[105]
      - 第2中隊-中隊長：山県俊信大尉、知識兼治大尉（兼広島鎮台丸亀営所参謀）[108]
      - 第3中隊-中隊長：高山則通大尉
      - 第4中隊-中隊長：大久保利貞大尉[109]→中隊長心得石川昌彦中尉

  - 近衛歩兵第2連隊
    - 連隊長：国司順正陸軍中佐
    - 副官：伊地知季成大尉（3月12日戦死）、　旗手：南孝光少尉（3月17日戦死）
    - 第1大隊（士官14名、下士官75名、兵卒653名）-大隊長：津野成章少佐（4月18日戦病死）→比志島義輝大尉
      - 第1中隊-中隊長：伊達一民大尉（3月6日戦死）→二階養義少尉（代理）→町田実賢大尉
      - 第2中隊-中隊長：大谷利章中尉（3月4日戦死）、糟谷元経大尉（4月6日戦死）→比志島義輝大尉（代理）
      - 第3中隊-中隊長：大西恒大尉
      - 第4中隊-中隊長：湯地弘大尉、　中隊附：益山兼造少尉（12月17日戦死）

    - 第2大隊（士官22名、下士官92名、兵卒654名）-大隊長：清水敬義少佐（4月25日戦死）、　副官：益山行丈中尉（4月22日戦死）
      - 第1中隊
      - 第2中隊、中隊附：寺島直道中尉（3月21日戦死）
      - 第3中隊
      - 第4中隊

- 陸軍教導団
  - 別働狙撃大隊（士官25名、下士官137名、生徒398名）-大隊長：河野通好少佐[110]、　副官：高島三造中尉[111]
    - 第1中隊-中隊長：粟飯原常世大尉[112]
    - 第2中隊-中隊長：師岡政冝大尉
    - 第3中隊-中隊長：久芳光直大尉[113]
      - 第2小隊長：奥宮正勝

    - 第4中隊-中隊長：糸井世則中尉

  - 教導団選抜大隊（士官4名、下士官33名、兵卒392名）
    - 第1中隊
    - 第2中隊
    - 第3中隊

  - 教導団工兵第1大隊（士官7名、下士官44名、生徒37名）-大隊長心得：土屋元成大尉 副官：栗山留吉少尉 会計官：松原敬太軍吏補 医官 矢野利之軍医試補 下副官：堀本礼造曹長 会計附属：吉田正忠軍曹 [114]
    - 第1小隊長：坂田之重少尉
    - 第2小隊長：成沢知行中尉 小隊附：川村益直少尉
- 屯田兵‐本部長：堀基陸軍准大佐
  - 第一大隊（士官16名、下士官69名、兵卒377名）-大隊長：永山武四郎陸軍准少佐
    - 第1中隊（琴似）244人-中隊長：門松経文准大尉
    - 第2中隊（山鼻）239人-中隊長：家村住義准大尉

#### 警視隊・その他
- 警視隊
  - 熊本城派遣隊（482名[115]）

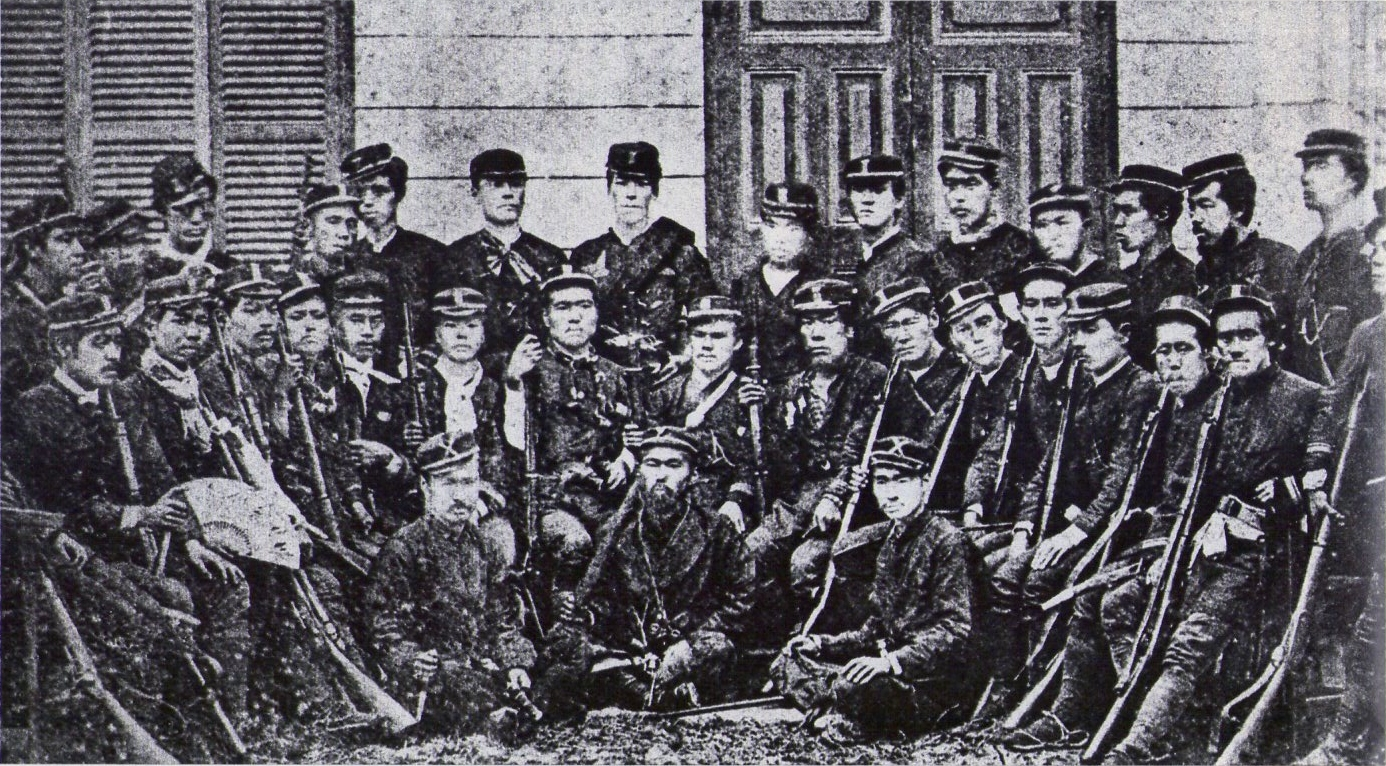
警視隊

    - 総指揮長：綿貫吉直陸軍中佐兼少警視、本部要員25名
      - 1番小隊（76名）-小隊長：川路利行陸軍中尉兼三等大警部
      - 2番小隊（75名）-小隊長：池畑清秀三等中警部（3月12日戦死）
        - 第1分隊長：川添啓辰警部補、　黒河内友次郎二等巡査（元会津藩士、3月12日戦死）

      - 3番小隊（75名）-小隊長：赤羽友春二等中警部
      - 4番小隊（79名）-小隊長：渡辺佳介二等中警部
      - 5番小隊（74名）-小隊長：池畑蛙二等中警部（2月27日戦死）
      - 6番小隊（78名）-小隊長：加藤清明二等中警部

  - 植木口警視隊（354名）※植木口警視隊の中から抜刀隊を臨時編成 以下、抜刀隊員には（抜）と表示
    - 総指揮長：田辺良顕陸軍中佐兼少警視（元加賀藩士）
      - 1番小隊（113名）-小隊長：川畑種長一等大警部（元薩摩藩士）（抜）
        - 半隊長：内村直義二等中警部（元会津藩士、3月15日戦死）（抜）、　分隊長：小俣義方一等少警部（群馬県士族）、　窪田重太三等巡査（元会津藩白虎隊、5月18日戦死）

      - 2番小隊（113名）-小隊長：園田安賢陸軍歩兵中尉兼二等中警部（元薩摩藩士）（抜）
        - 半隊長：永谷常修二等中警部（元薩摩藩士）（抜）、　分隊長：坂野親伯二等少警部（元加賀藩士）

      - 3番小隊（113名）-小隊長：上田良貞三等大警部（元薩摩藩士）（抜）
        - 半隊長：伊藤基二等中警部（東京府士族）、　分隊長：緒方惟一二等少警部（福岡県士族、3月15日戦死）（抜）

      - 隊外（半隊長待遇）：貴島政信二等少警部（元薩摩藩士）、緒方惟典二等少警部（元薩摩藩士、5月8日戦傷死）（抜）、加藤愛敬三等少警部（青森県士族）（抜）、田村五郎三等少警部（元会津藩士）（抜）
      - その他：長尾景直一等大警部（元薩摩藩士）、加藤寛六郎三等少警部

  - 八代口警視隊（1352名）
    - 第1号警視隊（333名）-指揮長：迫田利綱権少警視
      - 1番小隊-小隊長：中島時則三等大警部（3月23日戦死）、　半隊長：池田兼視二等少警部
      - 2番小隊-小隊長：岩重厳二等中警部、　半隊長：寄田直方二等少警部
      - 3番小隊-小隊長：山本正幹二等中警部、　半隊長：黒川普二等少警部

    - 第2号警視隊（202名）-指揮長：国分友諒権少警視（4月13日戦死）
      - 1番小隊-小隊長：藤崎供秀二等中警部、　半隊長：小山田四郎二等少警部
      - 2番小隊-小隊長：岩重厳二等中警部、　半隊長：大山政彦二等少警部
      - 3番小隊-小隊長：是枝頼行二等中警部、　半隊長：佐藤暢二等少警部

    - 第3号警視隊（576名）-指揮長：三間正弘陸軍少佐兼権少警視
      - 1番小隊-小隊長：比企福造二等中警部、　半隊長：小川博明二等少警部、　切替朝詰三等少警部
      - 2番小隊-小隊長：山田一郎二等中警部（3月23日戦死）、　半隊長：石井牧一等少警部、池田氏興二等少警部
      - 3番小隊-小隊長：岸住嵩二等少警部、　半隊長：相沢武辰二等少警部、亀山貞雄二等少警部（3月23日戦死）
      - 4番小隊-小隊長：油比文在三等大警部、　半隊長：曽我祐正二等少警部、加治木正衛二等少警部
      - 5番小隊-小隊長：松山信吾二等中警部、　半隊長：土方和親二等少警部、田中近憲二等少警部

    - 第4号警視隊（241名）-指揮長：江口高確権少警視
      - 1番小隊-小隊長：諏訪棣一等少警部、　半隊長：四条永福二等少警部
      - 2番小隊-小隊長：安村治孝三等大警部、　半隊長：佐藤房郁二等少警部
      - 3番小隊-小隊長：白上貫之二等中警部（3月20日戦死）、　半隊長：平野正行三等大警部

  - 豊後口警視隊（1780名）、　本部附：山下房親三等大警部
    - 第1号警視隊（590名）-指揮長：檜垣直枝陸軍少佐兼権少警視
      - 1番小隊-小隊長：佐川官兵衛一等大警部（元会津藩家老）、　半隊長：騎西安遷二等少警部
      - 2番小隊-小隊長：桑幡清馨二等少警部、　半隊長：田実貞徳二等少警部
        - 田原重文伍長兼警部補（元会津藩白虎隊、3月18日戦死）、篠沢虎之助一等巡査（元会津藩白虎隊、4月13日戦死）、大竹主計（2代目）四等巡査

    - 第2号警視隊（247名）-指揮長：村田保三三等大警部
      - 3番小隊-小隊長：吉田重郎二等少警部（4月13日戦死）、　半隊長：春日重威二等少警部（元会津藩士）
      - 4番小隊-什長：赤塚武盛警部補（元会津藩朱雀隊）
      - 5番小隊-小隊長：倉内末盛三等中警部、　半隊長：小林一作二等少警部、厚地盛美二等少警部（3月18日戦死）

  - 有蘇有志隊：厳原文左衛門以下約110名
  - 南郷有隊：長野一誠以下約50名
  - 豊後口警視徴募隊（943名）- 指揮長：萩原貞固三等大警部
    - 1番小隊-小隊長：日野重晴三等少警部（元会津藩士）
    - 2番小隊-小隊長：平田武雄三等少警部：計107名[116]
      - 半隊長：藤田五郎警部補（元新選組三番隊組長）
        - 分隊長：遊佐正人

    - 他小隊長：池田九十郎二等少警部、中沢直亮三等少警部、末永斎介三等少警部、高倉義光三等少警部

  - 警視庁医員：井田武雄
  - 運輸部長：石澤謹吾一等警視
  - その他警視隊従軍者
    - 大山綱昌一等警視補、岡村為蔵、石川敦古警部補、新渡戸七郎警部心得[注釈 41]、新妻駒五郎巡査、重信常憲少警視、月形潔、谷口四郎兵衛二等少警部（元新選組隊士）、今井信郎一等中警部心得、松田秀彦巡査、浅井寿篤四等巡査、小林定之、飯沼源八警部補[注釈 42]、三浦文治巡査[注釈 43]、渥美友成権少警視[注釈 44]、高野譲警部補[注釈 45]、久木村治休三等中警部[注釈 46]、美濃部戌行巡査[注釈 47]、沖田芳次郎巡査[注釈 48]、警視局雇樋口則義[注釈 49]

#### 川崎伊達氏（内分中津山藩）
- 伊達邦賢（旧仙台藩一門第九席・中津山藩第7代当主）・基煕（邦賢の長男）・煕信（邦賢の次男）旧臣5人を率いて徴募に応じ、大隊の指揮を執って戦う。

#### 遊撃歩兵隊
- 遊撃歩兵第1大隊（士官12名、下士官103名、兵卒492名）-大隊長：三好成行少佐
  - 第1中隊
  - 第2中隊
  - 第3中隊長心得：横浜中尉
  - 第4中隊長：中島大尉　小隊附：平井信茂少尉
- 遊撃歩兵第2大隊（士官18名、下士官89名、兵卒772名）-大隊長：美濃部正直大尉、大隊附：浅田信興中尉、軍医：土肥淳朴
  - 第1中隊-中隊長：吉荘幹之大尉
  - 第2中隊
  - 第3中隊-中隊長：中島勝良大尉
  - 第4中隊
- 遊撃歩兵第3大隊（士官8名、下士官83名、兵卒701名）-大隊長：三巻弘義大尉、大隊附：梅地庸之丞中尉、軍医：副梯文造
  - 第1中隊-中隊長：原口兼済大尉
  - 第2中隊-中隊長：中谷辰勝大尉
  - 第3中隊-中隊長：山田至通大尉
  - 第4中隊-中隊長：松橋宗之大尉
- 遊撃歩兵第4大隊（士官26名、下士官43名、兵卒710名）-大隊長：井街清顕少佐
  - 第1中隊
  - 第2中隊
  - 第3中隊
  - 第4中隊
- 遊撃歩兵第5大隊（士官23名、下士官39名、兵卒758名）-大隊長：村井清少佐、副官：山東苔吉少尉試補
  - 第1中隊-中隊長：大総督太郎大尉
  - 第2中隊-中隊長：浅井種六大尉（8月12日戦傷死）、中隊附：松尾三代太郎少尉試補[117]
  - 第3中隊-中隊長：駒木根又市大尉
  - 第4中隊-中隊長：井上映一郎大尉
- 遊撃歩兵第6大隊（士官19名、下士官45名、兵卒800名）‐大隊長：栗原一郎右衛門少佐
  - 第1中隊
  - 第2中隊
  - 第3中隊
  - 第4中隊
- 遊撃歩兵第7大隊 - 大隊長：粟屋市太郎　以下山口県壮兵約600名[118]、副官：時山襲造、岡部東三他2名
  - 軍医補：滝野盤[119]
  - 第1小隊長：下司操
  - 第2小隊長：熊為東士郎→時山龔造
  - 第3小隊長：村上旗輔（8月18日戦死）→粟屋信雄
  - 第4小隊長：石丸？助→阿部三郎
  - 第5小隊長：白木清太郎
  - 第6小隊長：田辺美竒[120]
- 遊撃歩兵第8大隊（士官22名、下士官53名、兵卒921名）
  - 第1中隊
  - 第2中隊
  - 第3中隊
  - 第4中隊

#### 後備歩兵隊
- 後備歩兵第1大隊（士官22名、下士官74名、兵卒523名）- 大隊長：風間繁也少佐、大隊附：黒岩直教大尉、米津政敏少尉、軍医副：宮崎昌三
  - 第1中隊-中隊長：武弘宣路大尉、　中隊附：三ヶ島義在中尉（6月24日戦死）、江口昌條少尉試補、山本重太郎見習士官
  - 第2中隊-中隊長：黒岩直教大尉、　中隊附：佐竹義脩中尉、三好謹造少尉試補
  - 第3中隊-中隊長：富岡三造大尉
  - 第4中隊-中隊長：吉原光實大尉
- 後備歩兵第2大隊（士官20名、下士官89名、兵卒630名）-大隊長：河野通好少佐
  - 第1中隊-中隊長：井上祥大尉
  - 第2中隊-中隊長：隠岐重節大尉
  - 第3中隊-中隊長：坊城俊章大尉
  - 第4中隊-中隊長：吉田謙三大尉（5月30日戦死）→村山邦彦大尉
- 後備歩兵第4大隊（士官19名、下士官65名、兵卒537名）-大隊長：野田時政大尉
  - 第1中隊
  - 第2中隊
  - 第3中隊
  - 第4中隊
- 後備歩兵第5大隊（士官16名、下士官83名、兵卒794名）-大隊長：松村春智大尉
  - 第1中隊
  - 第2中隊
  - 第3中隊
  - 第4中隊

#### 砲兵隊
- 近衛砲兵大隊（士官13名、下士官50名、兵卒235名）
  - 大隊長心得：宇都宮茂敏陸軍大尉（6月より少佐）、副官:高橋直重中尉（7月28日戦死）、大隊附:深沢巳吉中尉（5月大尉）
    - 第1小隊長：甲斐宗義大尉
    - 第2小隊長：津田震一郎大尉、予備隊長：松村恒久大尉
      - 分隊長：井上時義中尉、井上正義少尉、江木雄三少尉

  - 砲兵第1大隊（士官10名、下士官53名、兵卒213名）山崎成高大尉（10月～）、医官：武谷豊軍医試補（4月11日～[121]）
    - 第1小隊-小隊長：新井晴簡大尉[122]
      - 分隊長：栗原乙也少尉

    - 第2小隊-9月帰還[123]、小隊長：宮村正俊大尉
    - 第3小隊-小隊長：西川経武大尉

  - 予備砲兵第1大隊（士官10名、下士官32名、兵卒163名）-大隊長心得：江見重明大尉、計官：野崎貞知軍吏副（～9月30日[124]）
    - 第1小隊-小隊長：瀬崎久誠大尉
    - 第2小隊-小隊長：久徳宗義大尉
      - 分隊長：新井少尉、福永宗之助中尉

  - 予備砲兵第2大隊（士官10名、下士官26名、兵卒200名）
    - 第1小隊-小隊長：村井忠和大尉
      - 右分隊長：杉田豊実少尉→石川高宗中尉
      - 中央分隊長：野間駒少尉

    - 第2小隊

  - 砲兵第4大隊（士官12名、下士官46名、兵卒225名）-大隊長：河津祐賢少佐
    - 第1小隊-小隊長：花形勝則大尉
      - 分隊長：居藤高次郎少尉、三毛敏徳中尉

    - 第2小隊-小隊長：黒瀬義門大尉、予備隊長：木村起善大尉
      - 分隊長：松村孝男少尉、田宮信方少尉試補、西村精一少尉[125]

  - 砲兵第6大隊（士官12名、下士官49名、兵卒65名）-大隊長：塩屋方圀大尉、　副官：出石猷彦少尉、　下副官：貴志一郎曹長[126]
    - 第1小隊長：村井長寛大尉
    - 第2小隊長：高山信明大尉

  - 予備砲兵第3大隊（士官5名、下士官28名、兵卒64名）-大隊長：佐乙女英武大尉
    - 第1小隊
    - 第2小隊

#### 工兵隊
- 近衛工兵小隊（6名、下士官25名、兵卒145名）小隊長：藤井巴諸大尉
  - 第1分隊
  - 第2分隊長：入江倫愛中尉
  - 第3小隊
  - 第4分隊
- 工兵第1大隊（士官13名、下士官50名、兵卒221名）大隊長：山内通義少佐 副官：坂本中尉
  - 第1中隊長：藤井包總大尉
    - 小隊長：林庸雄少尉

  - 第2中隊
    - 中隊附：大塚庸俊中尉、亀岡為定少尉試補（亀岡崇の父、のち中佐）
- 工兵第2大隊（士官7名、下士官46名、兵卒190名）-大隊長：村井寬温大尉、　副官：高橋是哉少尉
  - 第1小隊-小隊長：諫早清春大尉（3月7日戦死）
  - 第2小隊 - 小隊長心得：近藤正近中尉（5月より大尉、小隊長）
  - 工兵第6小隊（士官4名、下士官23名、兵卒76名）小隊長：筒井義信大尉、小隊附：島尾政之助少尉（3月24日戦傷死）

#### その他各部隊
- 遊撃別手組[注釈 50]（士官3名、下士官8名、兵卒180名）
- 別働遊撃隊（士官8名、下士官11名、兵卒313名）
  - 第1中隊
  - 第2中隊
- 警備隊[127]（士官9名、下士官44名、兵卒254名）-警備隊司令：高田吉岳大尉（8月6日戦死）
  - 第1小隊
  - 第2小隊

### 編成後征討軍
上記鎮台戦力や近衛兵、屯田兵などの部隊を随時征討軍に編成し、各旅団を編成した。
- 鹿児島県逆徒征討総督：有栖川宮熾仁親王
- 征討総督府
  - 参軍：山縣有朋陸軍中将、川村純義海軍中将

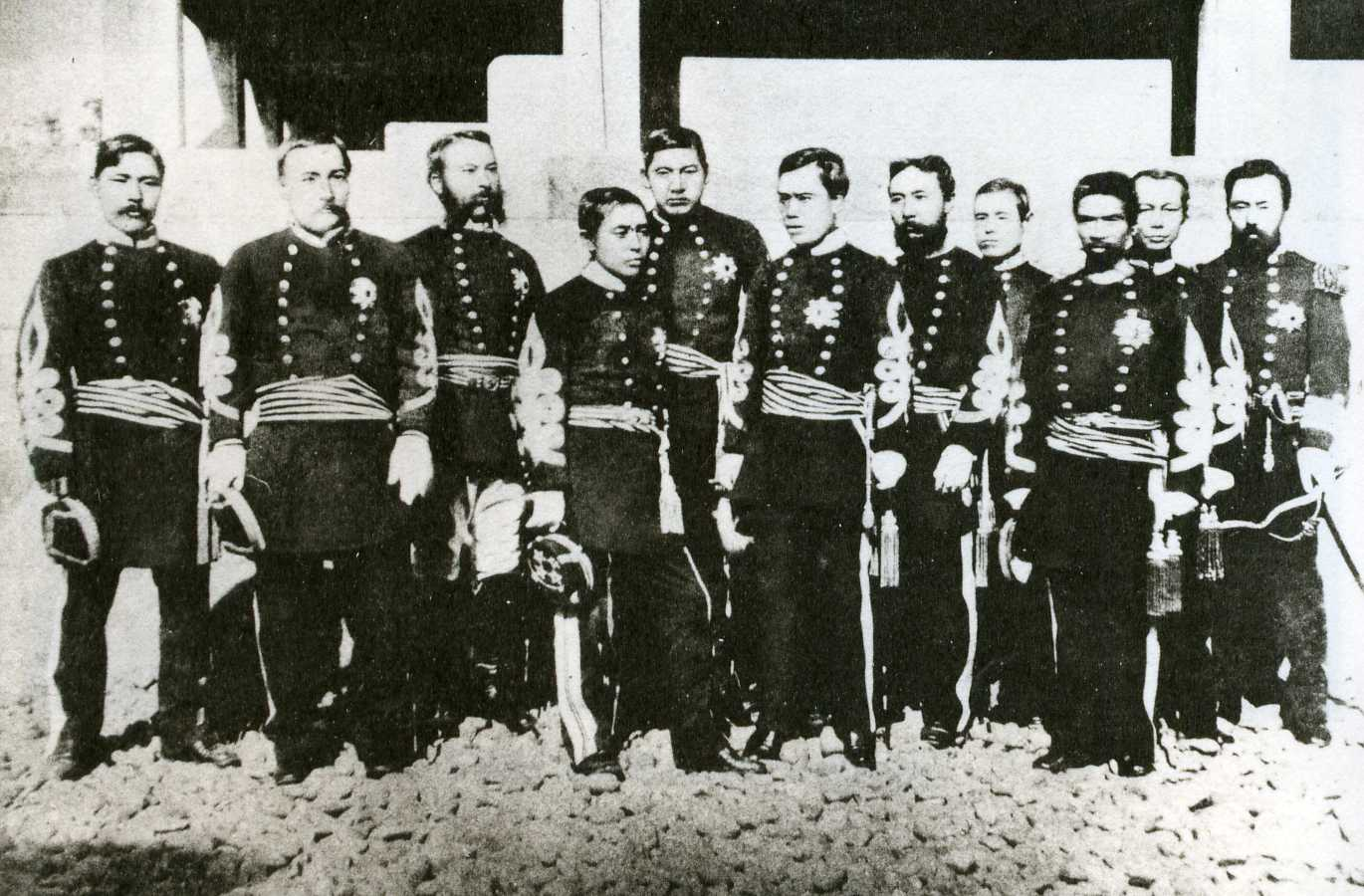
官軍各旅団の指揮官ら
左より高島鞆之助陸軍大佐、野津鎮雄陸軍少将、曾我祐準陸軍少将、山田顕義陸軍少将、大山巌陸軍少将、三浦梧楼陸軍少将、井田譲陸軍少将、中牟田倉之助海軍大佐、谷干城陸軍少将、三好重臣陸軍少将、赤松則良海軍少将

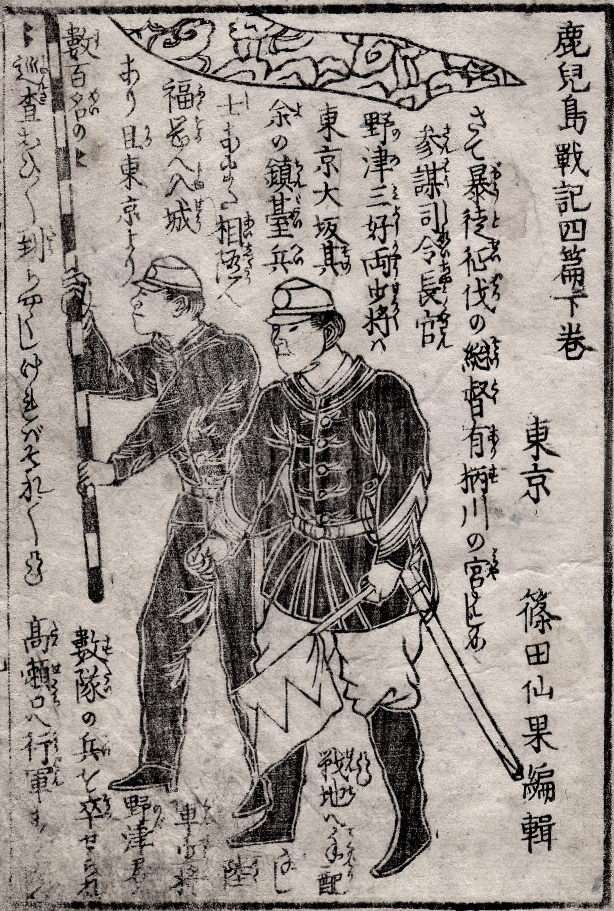
西南戦争時の官軍兵士の絵

  - 参謀部：計99名、　参謀長：小沢武雄大佐、
    - 参謀：滋野清彦中佐、佐野延勝騎兵中佐、伊瀬知好成中尉

  - 会計部：計482名、　会計部長：田中光顕監督、川崎祐名一等副監督
    - 次長：松本正足二等副監督（兼監督課長）、小池正文二等副監督（7月11日〜）[128]
    - 課長：野田豁通軍吏正（食糧兼被服[129]）、　司契課長：清水光儀二等副監督（司契[在阪]）

  - 軍医部：計106名、　軍医部長：林紀軍医監
    - 軍医：実吉安純海軍大軍医

  - 砲兵部：計237名、　砲兵部長：福原実少佐（兼第3旅団参謀長）
  - 輜重部：計45名、　輜重部長：川崎祐名一等副監督
  - 裁判所：計13名、　裁判長：多田正英少佐
  - 電信掛：計74名、　電信掛長：大島貞恭少佐
  - 軍団附：小泉正保少尉試補、原田良太郎中尉
  - 書記：福島安正、秋月新太郎（のち内務大臣秘書官、貴族院議員）

- 第1旅団：計6400名、うち本部附計175名
  - 司令長官：野津鎮雄陸軍少将
    - 参謀部：計24名、　参謀長：岡本兵四郎中佐
      - 参謀：山脇貞良少佐、瀬戸口重雄中尉、鮫島重雄陸軍工兵中尉心得
      - 員外：吉田清貫大尉、阿部林吉大尉

    - 会計部：計68名、　会計部長：川口武定二等司契
    - 軍医部：計14名、　軍医長：青木尚潤二等軍医正
    - 砲兵部：計15名、　砲兵部長：福家安定中尉
    - 輜重部：計54名、　輜重部長（心得）：小山勝興大尉
    - 旅団附：斎藤太郎、今井兼利中佐

  - 第1連隊[注釈 51]
    - 第1大隊（歩兵第1連隊第1大隊）
    - 第2大隊（歩兵第8連隊第2大隊）

  - 近衛歩兵第2連隊第1大隊第2中隊（5/1～5/5編入）
  - 近衛歩兵第2連隊第2大隊（5/1～5/5編入）
  - 歩兵第1連隊第3大隊（5/1～5/5編入）
  - 歩兵第3連隊第3大隊2・3・4中隊（4/27編入）
  - 歩兵第9連隊第2大隊（3/10編入）
  - 歩兵第12連隊第2大隊第1中隊（4/27編入）
  - 歩兵第14連隊第2大隊第2・3中隊（3/7編入）
  - 遊撃歩兵第6大隊（6/19、8/3編入[注釈 52]）
  - 遊撃歩兵第8大隊（6/19編入）
  - 予備砲兵第1大隊第1小隊（5/1～5/5編入）
  - 工兵第1大隊第2小隊（5/1～5/5編入）

- 第2旅団：計6300名
  - 司令長官：三好重臣陸軍少将（2月29日-）、大山巌陸軍少将（3月10日（別働第1旅団司令長官兼任）-）、黒川通軌陸軍大佐（5月13日-）
    - 参謀長：野津道貫陸軍大佐
      - 参謀：中村重遠陸軍中佐

    - 伝令・騎乗用馬19頭 - 松田義路中尉以下約48名が担当[130]

  - 近衛歩兵第1連隊（2/19編入）
  - 歩兵第2連隊第1大隊第1中隊（5/2編入）
  - 歩兵第6連隊第3大隊第4中隊（5/2編入）
  - 歩兵第8連隊第3大隊（3/10編入）
  - 歩兵第9連隊第1大隊（3/10編入）、第3大隊第2中隊（5/2編入）
  - 歩兵第10連隊第2大隊、第3大隊第2中隊（5/2編入）
  - 歩兵第11連隊第2大隊大3・4中隊、第3大隊第1・3・4中隊（3/10編入）
  - 遊撃歩兵第7大隊第1・2・3中隊（7/24編入）
  - 別働狙撃大隊（7/17編入）
  - 砲兵第1大隊（5/5編入）
  - 砲兵第4大隊第2小隊（5/2編入）
  - 工兵第2大隊第2小隊（5/5編入）
  - 近衛工兵隊第1小隊第1分隊（5/2編入）

- 第3旅団：計5000名
  - 司令長官：三浦梧楼陸軍少将（3月10日-）
    - 参謀長：福原実少佐
      - 参謀：勝田四方蔵工兵中佐、牧野毅工兵少佐

    - 大尉：川村景明陸軍大尉（-4月）
    - 伝令使：平賀如恒大尉、矢吹秀一陸軍工兵大尉、森岡正元騎兵少尉
    - 輜重隊長：谷村晴光大尉

  - 近衛歩兵第2連隊第1大隊第1・3・4中隊（2/25編入）
  - 歩兵第2連隊第1大隊第2中隊（5/4編入）、第3大隊1・2・4中隊（2/25編入）
  - 歩兵第3連隊第3大隊第1中隊（2/25編入）
  - 歩兵第6連隊第1大隊（2/25編入）、第3大隊第1・2中隊（5/4編入）
  - 歩兵第8連隊第1大隊（2/25編入）
  - 歩兵第9連隊第3大隊第3・4中隊（3/28編入）
  - 歩兵第10連隊第3大隊第1・3・4中隊（2/25編入）
  - 歩兵第11連隊第1大隊第3中隊、第3大隊第2中隊（2/25編入）
  - 歩兵第12連隊第2大隊第2・4中隊（4/26編入）
  - 歩兵第14連隊第1大隊第1・2中隊（3/7編入）
  - 予備砲兵第2大隊第1小隊（3/14編入）
  - 予備砲兵第4大隊第1小隊（2/25編入）
  - 工兵第1大隊第1小隊第1分隊（3/11編入）
  - 工兵第2大隊第1小隊（2/25編入）

- 第4旅団：計2500名
  - 司令長官：曾我祐準陸軍少将（4月16日-）
    - 参謀長：品川氏章陸軍中佐
      - 参謀：平岡芋作少佐、坂本純煕少佐

    - 伝令使：鼓包武大尉、太田一道中尉、児玉意豁中尉、畑中重遠少尉、岡本義健少尉
    - 旅団附：菊池庸彦大尉、千田登文中尉、久保豪介少尉、川村助次少尉試補、安永信夫少尉試補
    - 会計部長：西池成顕二等司契
    - 軍医部：笠原親寧陸軍軍医（岡田信一郎の叔父）、実吉安純海軍大軍医
    - 輜重部長：松村延勝少佐
      - 部員：小川光正騎兵大尉、岡田貫之輜重中尉、大蔵平三騎兵中尉、増田安政輜重少尉

  - 混成大隊[注釈 53]-大隊長：鈴木奉憲少佐、　大隊附：蔵田直寛中尉
    - 第1中隊-中隊長：属南介大尉
      - 中隊附：岡恒久少尉、若月曽一郎少尉、佐伯惟孝少尉、臼杵重英少尉試補、天岸省一少尉試補

    - 第2中隊-中隊長：進藤俊秀中尉（6月22日戦死）、岡恒春大尉
      - 中隊附：日向信直中尉、岡田照義少尉、朽木雄六少尉、岡林三少尉試補（6月22日戦死）、中村﨤好少尉試補

    - 第3中隊-中隊長：小野嵜通理大尉
      - 中隊附：平野勝明中尉、金原勝昌少尉、深栖光到少尉試補

    - 第4中隊-中隊長：中村正雄大尉
      - 中隊附：松崎直臣少尉、上田文太郎少尉、古谷安民少尉試補

  - 近衛歩兵第2連隊第2大隊（3/14編入）
  - 歩兵第2連隊第1大隊第1・2中隊、第3大隊第2・4中隊（3/14編入）
  - 歩兵第6連隊第3大隊第1・2・4中隊（3/14編入）
  - 歩兵第10連隊第2大隊（3/14編入）
  - 後備歩兵第1大隊（4/29編入）
  - 遊撃歩兵第2大隊（4/17編入）
  - 遊撃歩兵第3大隊（5/25編入）
  - 近衛砲兵第1大隊第2小隊（3/14編入）
  - 砲兵第1大隊第3小隊（4/29編入）
  - 近衛工兵第1小隊第3分隊（3/14編入）
  - 教導団工兵第1大隊（4/29編入）

- 別働第1旅団：計4200名
  - 参軍：黒田清隆陸軍中将（3月14日-）
  - 司令長官：大山巌陸軍少将（2月27日-）、高島鞆之助陸軍大佐（3月28日-）
    - 参謀長：揖斐章陸軍大佐（2月25日-）、岡沢精陸軍少佐（3月14日-）
      - 参謀：西寛二郎陸軍少佐

  - 独立第1大隊（4/22編入）-大隊長：沖原光孚大尉
    - 歩兵第2連隊第1大隊第3中隊、第2大隊第1中隊、第3大隊第3中隊
    - 歩兵第11連隊第1大隊第1中隊

  - 独立第2大隊（4/22編入）
    - 歩兵第5連隊第1大隊第3・4中隊
    - 歩兵第6連隊第2大隊第3・4中隊

  - 歩兵第7連隊第1大隊（3/16編入）
  - 歩兵第10連隊第1大隊第2・3・4中隊（3/16編入）
  - 歩兵第11連隊第1大隊第4中隊（3/16編入）
  - 歩兵第12連隊第1大隊、第3大隊第2・3・4中隊（3/8編入）
  - 歩兵第13連隊第1大隊（4/9編入、4/16還付）
  - 遊撃別手組（5/10編入）
  - 近衛砲兵大隊第1小隊（4/25編入）
  - 近衛工兵第2・3・4分隊（6/5編入）

- 別働第2旅団：歩兵4個大隊約2800名、および警視隊約1200名
  - 司令長官：山田顕義陸軍少将（3月28日-）
    - 参謀長：中村重遠陸軍中佐、堀江芳介陸軍中佐
      - 参謀：山川浩陸軍中佐
      - 旅団附：三好成行、中村覚陸軍少尉試補、高木盛之輔

  - 歩兵第1連隊第2大隊（3/21編入）
  - 歩兵第3連隊第1大隊第1・2・4中隊（3/21編入）
  - 歩兵第6連隊第2大隊第1・2中隊（3/20～3/24編入）
  - 歩兵第7連隊第2大隊（4/22編入）
  - 歩兵第12連隊第2大隊第3中隊、第3大隊第4中隊（3/21編入）
  - 遊撃歩兵第7大隊第4・5中隊（8/2編入）
  - 後備歩兵第2大隊（4/26編入）
  - 屯田兵第1大隊（4/26編入）
  - 教導団選抜隊（3/25編入）
  - 狙撃隊（3/25編入）
  - 砲兵第1大隊第2小隊（3/28編入）
  - 工兵第1大隊第1小隊（3/28編入）

- 別働第3旅団：警視隊員4759名、うち本部附154名[131]
  - 司令長官：川路利良陸軍少将兼大警視、大山巌陸軍少将（6月28日（別働第5旅団司令長官兼任）-）
    - 参謀長：福原和勝陸軍大佐（3月23日戦死）、山地元治陸軍中佐、田辺良顕陸軍中佐兼少警視
      - 参謀：檜垣直枝陸軍少佐兼権少警視（兼豊後口警視隊指揮長）、中川祐順陸軍大尉、大山綱正陸軍中尉、川路利行陸軍中尉兼三等大警部、揖斐章大佐
      - 旅団附：神足勘十郎一等大警部（3月15日戦死）

  - 第1大隊（412名）-大隊長：迫田利綱権少警視、副官：小野田元熈三等大警部兼陸軍歩兵中尉
    - 第1中隊、第2中隊、第3中隊

  - 第2大隊（403名）-大隊長：八木信守中尉
    - 第1中隊、第2中隊、第3中隊

  - 第3大隊（589名）-大隊長：宇都純隋中尉（6月4日 -）
    - 第1中隊、第2中隊、第3中隊
      - 第3中隊第1小隊長：加治木正衛二等少警部（4月20日戦死）

  - 第4大隊（564名）-大隊長心得：川畑種長大尉
    - 第1中隊、第2中隊、第3中隊
      - 第1中隊第2小隊長：小林作助二等少警部（5月11日戦死）

  - 第5大隊（607名）-大隊長：藤崎供秀二等中警部兼中尉
    - 第1中隊-中隊長：大浦兼武陸軍少尉[132]
      - 小隊長：赤塚武盛陸軍少尉試補兼権少警部

    - 第2中隊
    - 第3中隊

  - 徴募隊（10個小隊815名）-指揮長：江口高確少佐
    - 2番小隊長：樋口光明三等少警部

  - 新徴募隊（10個小隊992名）-指揮長：上田良貞中尉
  - 砲隊：56名-隊長：丸田近方中尉
  - 遊撃隊：70名-隊長：池田兼視中尉
  - 輜重隊：70名-指揮長：某二等少警部
  - 歩兵第3連隊第1大隊1個中隊（前述）

- 別働第4旅団：計1700名
  - 司令長官：黒川通軌陸軍大佐
    - 参謀部附：岡本柳之助大尉

  - 歩兵第2連隊第1大隊第4中隊、第2大隊第3中隊（3月下旬編入）
  - 歩兵第3連隊第1大隊第4中隊（3月下旬編入）
  - 歩兵第4連隊第2大隊第3・4中隊（3月下旬）
  - 歩兵第10連隊第1大隊第1中隊（3月下旬編入）
  - 遊撃歩兵第1大隊（3月下旬編入）
  - 遊撃砲兵第1中隊（4・5編入）

- 別働第5旅団（4月21日に解団）
  - 司令長官：大山巌陸軍少将（4月13日-4月21日）
    - 参謀：大迫尚敏陸軍大尉、益満邦介大尉、下士：江口昌条軍曹

  - 教導団歩兵1個大隊、同工兵1個大隊（4/13編入）
  - 後備歩兵1個大隊（4/13編入）
  - 東京鎮台より歩兵2個中隊（4/13編入）
  - 広島鎮台より歩兵1個中隊（4/13編入）
  - 混成大隊より歩兵2個中隊（4/13編入）
  - 混成大隊より砲兵1個小隊（4/13編入）

- 新撰旅団：計5268名、うち本部附計185名
  - 司令長官：東伏見宮嘉彰親王陸軍少将
  - 参謀長：長坂昭徳陸軍中佐、千坂高雅陸軍中佐兼少警視
    - 参謀副長兼大隊長：立見尚文陸軍少佐
    - 参謀：水間咸造大尉、　参謀部附：田村五郎陸軍少尉
    - 軍医長：土岐頼徳、　旅団附：久山義英

  - 第1大隊（士官15名、下士官86名、兵卒543名）-大隊長心得：山中信儀大尉、　副官心得：高尾純負少尉試補、　士官：石川邦光二等少警部
    - 第1中隊-中隊長：舩坂信頼中尉、　第2中隊-中隊長：藤堂高矩少尉試補
    - 第3中隊-中隊長：石川成誠少尉、　第4中隊-中隊長：福地冝一少尉試補

  - 第2大隊（士官12名、下士官75名、兵卒666名）-大隊長心得：山内長人大尉、　副官心得：石黒重煕少尉試補
    - 第1中隊-中隊長：成田喜雄三等大警部心得、　第2中隊-中隊長：竹垣直行少尉試補
    - 第3中隊-中隊長：松木正保少尉試補、　第4中隊-中隊長：安村治孝少尉兼三等大警部

  - 第3大隊（士官15名、下士官80名、兵卒825名）-大隊長：葛城芳方少佐、　副官心得：佐々長道少尉試補
    - 第1中隊-中隊長：原則義中尉、　第2中隊-中隊長：星野誠一少尉試補
    - 第3中隊-中隊長：上野直行少尉、　第4中隊-中隊長：田中貫一少尉試補

  - 第4大隊（士官19名、下士官70名、兵卒833名）-大隊長：森永薫少佐、　副官心得：岩井忠直少尉試補、　軍医：渡部鼎軍医試補
    - 第1中隊-中隊長：倉山唯永中尉、　第2中隊-中隊長：千阪親延三等大警部心得
    - 第3中隊-中隊長：町田武須計三等大警部心得、　第4中隊-中隊長：服部正義三等大警部心得

  - 狙撃隊（士官3名、下士官13名、兵卒180名）-隊長：大島久誠中尉、　士官：北田新盛少尉試補
  - 監査隊（士官3名、下士官17名、兵卒176名）-隊長：曽我祐正三等大警部心得、　士官：伊藤省三二等少警部心得
  - 砲兵隊（士官7名、下士官11名、兵卒109名）-隊長：関川尚義大尉、　副官：宇加地新八少尉試補
  - 輜重隊（士官4名、下士官17名、兵卒381名）ー隊長：金成善左ェ門三等大警部心得、　副官：江見鎮夫三等少警部心得

#### 海軍
- 艦隊指揮官：伊東祐麿海軍少将、本部附：仁礼景範大佐、有地品之允中佐、有馬純行中秘史
  - 春日艦（148名）
艦長：磯辺包義少佐、副長：伴正利大尉
  - 筑波艦（292名）
艦長：松村淳蔵大佐、副長：福村周義少佐、乗船士官：新井有貫中尉、
従軍生：伊集院五郎海軍兵学校生徒、井上敏夫海軍兵学校生徒
  - 龍驤艦（295名）
艦長：福島敬典中佐、副長：隈崎守約少佐
  - 東艦（146名）
艦長：沢野種銕中佐、副長：松村正侖少佐
  - 日進艦（245名）
艦長：伊東祐亨中佐、副長：野村貞大尉、乗組員：上崎辰次郎三等水兵
  - 清輝艦（175名）
艦長：井上良馨中佐、副長：高木安行大尉、乗船士官：角田秀松中尉、雪下熊之助海軍少尉補
  - 浅間艦（165名）
艦長：緒方惟勝少佐、副長：吉島辰寧大尉、従軍生：山田彦八生徒
  - 鳳翔艦（75名）
艦長：山崎景則少佐、副長：鮫島員規中尉
  - 孟春艦（88名）
艦長：笠間広盾少佐、副長：原田元信大尉
  - 第二丁卯艦（74名）、艦長：青木住真少佐
  - 雷電艦（78名）、艦長：増田広豊大尉
  - 高雄丸（165名）、艦長：杉盛道少佐
  - 肇敏丸（35名）、艦長：植田吉蔵（雇人）
  - 各地派遣：赤松則良少将、林清康大佐、池田貞賢少佐、松岡方祇少佐（元海兵隊水兵本部次官）、村岡道純大尉（元海兵隊歩兵科大隊副長）
    - その他士官：柴山矢八大尉、三浦功大尉、児玉利国少佐、坂元八郎太生徒
- 軍医：石黒忠悳軍医、手塚良仙軍医、浜野昇軍医、石坂惟寛、河村豊洲
- その他従軍者
大迫尚道陸軍士官学校生徒、伊地知幸介陸軍士官学校生徒、神尾光臣軍曹、石井隼太砲兵少尉試補、石本新六工兵少尉試補（7月少尉）、志水直大尉、田村銀之助（元新選組隊士）、原口兼済中尉、真鍋斌大尉、田部正壮中尉（のち陸軍中将、歩兵第十六旅団長、広島市長）、小原文平伍長（のち陸軍大佐）、鎌田宜正歩兵中尉（のち歩兵第16旅団長、陸軍少将）、北川柳造砲兵少尉（のち少佐、宇都宮連隊区司令）、浜田市助（のち九州鉄道株式会社、帝国商業銀行取締役）、船越昌隆、山本信行少尉、小原芳次郎少尉、田村久井騎兵軍曹

## 西南戦争の影響

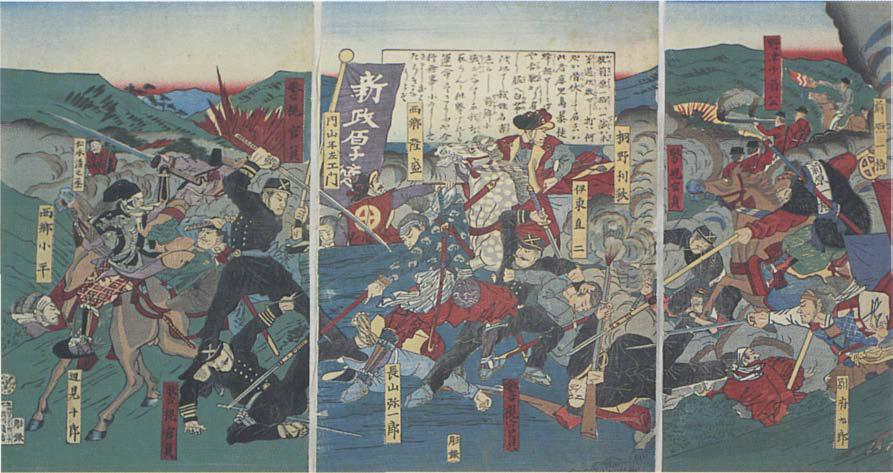
官軍と西郷軍の激突を描いた錦絵

### 経済的影響・悪影響
1871年の廃藩置県で全国の直轄化が完成した明治政府だったが、反面、各藩の借金および士族への俸禄の支払い義務を受け継ぐことになり、家禄支給は歳出の30%以上となってしまった。政府は、赤字財政健全化のため、生産活動をせずに俸禄を受けている特権階級の士族の廃止を目的に四民平等を謳い、1873年に徴兵令、1876年に秩禄処分を行った。これで士族解体の方向が決定付けられてしまったため、士族の反乱が頻発し、西南戦争に至る。
西南戦争に対するの政府側戦費は4100万円に上り、当時の税収4800万円の85.4%というほとんどを使い果たすほど莫大になった。 1877年の西南戦争の戦費に多額の国家予算がかかった明治政府は不足資金の穴埋めに、不換紙幣を大量にすることとなり（→国立銀行）、悪性インフレーションが発生した。このため、のちの大蔵卿松方正義は、1881年に経済正常化政策の「松方デフレ政策」と呼ばれる不換紙幣の回収政策を行った。増税、官営企業の払い下げ、通貨整理を行って兌換紙幣発行に漕ぎ付け、通貨の信用回復により日本が欧米列強に並ぶ近代国家になる下地が作られた。しかし、この松方による財政健全化過程で税収の主力であったのは依然として地租であり、不動産の所有によって課せられる税を嫌う小規模農家の中には質屋など地元の有力者に土地を質入れ・売却する者が多数現れた（地所永代売買は明治5年に解禁済み）。この過程で農民の小作化が進み（小作農率の全国平均38%→47%）、買い入れ可能な者たちの大地主化が進んだ。また、小作を続けられないほど困窮した者は都市に流入し、官営企業の払い下げで発生した財閥が経営する工場や港湾などで低賃金労働に従事し、都市部の貧困層が拡大した。江戸時代途中の雪駄のヒット以降から皮革産業と履物産業により経済的に裕福になっていた部落経済は、西南戦争では直接影響を受けることはなかったが、松方デフレに始まる悪性インフレ退治のための不換紙幣回収政策によって経済的大打撃を受けた。また、財政難となった日本政府は、「原則国有」としていた鉄道の建設が困難になり、代わって私有資本による鉄道建設が進んだ（→日本の鉄道史）。
官軍の拠点となった久留米では、従軍した兵士たちが国元への土産に購入した久留米絣が全国に知られるようになったが、粗悪品が出回ったことで悪評も同時に広まった。危機感を持った絣業者は信用回復のために、1880年（明治13年）から生産者や販売者の証票を付けて販売し責任の所在を明らかにするとともに、鑑定書を設置して規約に違反した業者に懲罰を科したり、不良品の交換に応じるなどの対策を講じた。1886年（明治19年）には、同業組合準則を発布に合わせて久留米絣同業組合が創設され、品質の安定化が図られた。

### 軍事的影響
西南戦争は日本最後の内戦となり、士族（武士）という軍事専門職の存在を消滅させて終焉した。士族を中心にした西郷軍に、徴兵を主体とした政府軍が勝利したことで、士族出身の兵士も農民出身の兵士も戦闘力に違いはないことが実証され、徴兵制による国民皆兵体制が定着した。
一方で、兵力と火力に勝っていながら、鎮台兵は戦術的戦闘ではしばしば西郷軍の士族兵に敗北し、両軍の死傷者数は結果的に大差なかった。田原坂の戦いでは、薩摩軍側は「雨、赤帽、大砲」を脅威としてとらえていた。雨は薩摩軍の主力である前装式銃に不利であり、赤帽は官軍側の旧士族による近衛兵切り込み部隊のことで、平民歩兵は脅威の度合いが比較的低かった。ただし官軍兵の後装式銃は、薩摩軍側の突撃を撃退する際には威力を発揮した。官軍側は小銃弾をひたすら浪費した。この戦争で官軍側が使った小銃弾は約3500万発で、これは2000発撃って薩摩軍兵士一人を殺傷した計算となり、日露戦争時の日本軍側の500発/ロシア兵一人と比べても際立っている。また官軍側の動員した野戦砲は54門であり、大砲は総じてさほど重視されなかった。一方で両軍の海軍力の差は決定的なものであり、海路で鹿児島を衝いた柳原勅使隊は戦局に大きな影響を与え、人吉戦以降の兵士海上輸送も有効に働いた。
兵士の戦意、士気の問題は政府軍にとって解決すべき課題であった。西南戦争の教訓から、徴兵兵士に対する精神教育を重視する傾向が強まった。西郷軍の士気が高かったのは西郷隆盛が総大将であったからだと考えた明治政府は、天皇を大日本帝国陸軍・海軍の大元帥に就かせて軍の士気高揚を図るようになった。
スナイドル弾薬製造装置を取り上げられても西郷軍がエンフィールド銃で戦い、巨額の戦費を費やしてこれを鎮圧せざるを得なかったことを反省して、旧式ではあっても継戦能力に優れた前装銃が各地に分散保管されている状況を危険視した政府は、西南戦争後の明治11年からこれらを回収し、まとめてスナイドル銃に改造して、軍による造兵施設の独占と軍用銃の所持を厳しく規制することで、国民の武装を封じて内乱の再発を防ごうと努めた。

### 警察的影響
警視庁は、士族の反乱に対処するため、地方への出動を合法化するため一時「東京警視本署」と改称し、西南戦争でも大きな戦力となった。
しかし、西南戦争の終結後、警察は内乱への対処から、日常的な秩序維持へと機能の再転換がはかられた。明治14年（1881年）に東京警視本署は警視庁に戻され、定員は6000人から半減し、半数は新設の陸軍東京憲兵隊に移された。また、陸軍から借りていた小銃などの武器も返された。
現在の警視庁が平成26年（2014年）に行った「140年の重大事件」アンケートにおいて、警視庁職員によるアンケートで「西南の役（西南戦争）」は9位に挙げられている。

## 西南戦争に関する資料館
宮崎県延岡市北川町長井に西郷隆盛の遺品や資料を展示する「西郷隆盛宿陣跡資料館」がある。

## 西南戦争を題材とした作品
歌舞伎
- 2世勝諺造『西南夢物語』 1877年12月、大阪戎座、西郷に実川延若、西南戦争最初の劇化
- 河竹黙阿弥『西南雲晴朝東風』 1878年2月、新富座初演、団十郎の西郷好演で80日余大入り、戦争場面に西洋花火を使用

小説・記録文学
- 篠田仙果『鹿児島戦記』実録もの、沼尻絓一郎『西南太平記』、山本園衛『西郷隆盛夢物語』など
- 石光真清『城下の人』
- 橋本昌樹『田原坂』- 以下は昭和戦後以降
- 海音寺潮五郎『田原坂　小説集・西南戦争』
- 司馬遼太郎『翔ぶが如く』
- 杉山義法『小説 田原坂』- ドラマ「田原坂」原作
- 浅田次郎『一刀斎夢録』
- 伊東潤『武士の碑（いしぶみ）』
- 林真理子『西郷どん!』
- 石牟礼道子『西南役伝説』（講談社文芸文庫）[143]

映画
- 『マリヤのお雪』（溝口健二監督）
- 『巨人傳』
- 『ラスト サムライ』（西南戦争をモデルとした架空の事件）
- 『半次郎』

テレビドラマ
- 『田原坂』
- 『翔ぶが如く』
- 『西郷どん』

ウォーゲーム
- 伏見基行【激闘、田原坂】,季刊タクテクス No.13,ホビージャパン

※タクテクス末期の季刊時代に、通常ページに掲載されたミニゲーム。
- 浅野竜二【西南戦争1877】,ゲームジャーナル No.34,ゲームジャーナル

※同じ号の「燃えよ!姉川の戦い」と共に発表されたいわゆるセカンドゲーム。1時間強でプレイできる小品。
- 井村正佳【最後のサムライ、西南戦争】,ウォーゲーム日本史 No.3,国際通信社

※入門者向けの2時間程度でプレイできる小品に、歴史解説を添付した同誌の典型的な形式のゲームムック。
音楽
- サバトン『SHIROYAMA』

スウェーデンのヘビーメタルバンドの楽曲。
- 抜刀隊 :西南戦争に従軍した、警視隊抜刀隊を描いた軍歌。

漫画
- 西南戦争: 歴史を変えた日本の戦い（原作：すぎたとおる、作画：岩村俊哉、ポプラ社、2009年、ISBN 978-4-591-10602-0）[144]
- 一外国人の見た西郷隆盛と西南戦争（原作：ショーン・マイケル・ウィルソン、作画：アリス・フィッシュ、講談社、2018年、ISBN 978-4-06-511503-9）[145]